# 日産ディーゼル・スペースランナーA
スペースランナーA（SPACE RUNNER A ）は、日産ディーゼル工業→UDトラックスが販売していた10～12m級の路線・自家用大型バス。
日産ディーゼルの大型路線バス型式名称（表記方法）としては
R/RA ⇒ U/UA ⇒ UA ⇒ RA ⇒ AP
という変遷を辿ったが、当記事ではこれらすべてのうちU/UA以降を扱う。
同社ではかつては特に車種名は設けられず上記名称で呼称されていたが、RAの途中よりスペースランナーRAという車種名がつき、APにはスペースランナーAと命名された。
なお、日産ディーゼル工業と三菱ふそうトラック・バスの業務提携によりスペースランナーRAのノンステップバスと自家用車がOEM供給されて販売されたエアロスター-Sについては三菱ふそう・エアロスター#エアロスター-Sを参照のこと。

## 概要
日産ディーゼル工業のバス製造事業においては、他のメーカーとは違い、自社内もしくはグループ内にボディー製造部門が存在しなかった。このためボディーは、資本関係のない富士重工業（FHI）か西日本車体工業（NSK）で製造されており、2003年（平成15年）の富士重工業のバス車体製造撤退から2007年（平成19年）のスペースランナーAの発売までは全て西日本車体工業で製造されていた。スペースランナーAの発売以降もスペースランナーAのみが三菱ふそうバス製造（MFBM）製で、それ以外は従来通り西日本車体工業で製造されていた。このような経緯から、車種の外見が完全に変わっても、コーチビルダー側のモデルチェンジであって、車種そのもののフルモデルチェンジ（新型式）とは言い難い。
このため、これまでの型式の変更は、主に、新規排出ガス規制への対応、エンジンの変更、モデルチェンジにあわせた表記変更、エンジン設置方法の変更などによるものである。1990年（P-）までは、サスペンション形式が板バネ（リーフサス）の場合はU、エアサスの場合はUAとなっていたが、1990年（U-）からは、UAに統一され、型式末尾のアルファベットの2桁目が板バネ（リーフサス）の場合はS、エアサスの場合はAとなった。現在は、エンジンの設置方法が変更になったことにより、観光型と同じRAを名乗っており、さらに、社内のブランド仕様統一のため、2005年から「スペースランナーRA」の愛称が与えられている。その後、三菱ふそうからエアロスターが「スペースランナーA」として供給されはじめ、「スペースランナーRA」と併売されている。こちらは型式がAPとなっている。
生産終了時点では、ノンステップバス・ワンステップバス・自家用ツーステップバスの3種類が存在した。また、西日本車体工業解散時までは、国内のバスで唯一となるホイールベース5.8 m（P尺）のノンステップバスが製造されていた。
かつてのノンステップバスにおいては、車両の全高が低く、客室全域を超低床としたフルフラットタイプが製造されていたが、その後、全高と後車軸以降のシャシ構造を従来からのツーステップ車と同様としたワンステップバスをベースとした、前扉から中扉までをノンステップとして開発・製造コストを抑えた車両が製造され、最終的にはノンステップバスは全高を高くして室内天井高に余裕を持たせたタイプが製造されていた。

## U/UA（U/UA系）
リーフサスは単にU、エアサスはUの後にAが入り、U～、またはUA～となる。
なお、リーフサスもUAに統一されてからに関しては、#UA（UA系）を参照。

### U/UA20・30・35系
日産ディーゼル・U(A)20系は1973年に昭和48年排出ガス規制に伴い2サイクルUDエンジン搭載の4R系とリアエンジンバスPR系をモデルチェンジし登場。U(A)20系は1970年から製造されていた4サイクルエンジン搭載のリアエンジンバスPR系に搭載していたPD6型（185ps）を水平式にしたPD6H型（Hは水平＝horizontalの頭文字）を搭載した日産ディーゼル初のリアアンダーフロアーエンジンバスである。同時に5R系の代替として、PD6型を出力アップしトルクをより高めたPE6H型（220ps）搭載のU（UA）30系も登場している。
指定メーカーの富士重工業製の車体は13型ボディが架装された。その多くは通称3Eと呼ばれる路線専用の13型Eボディであるが、平行生産されていた一世代前のR13ボディ架装車も少なくない。また西日本を中心に導入された、西日本車体工業（西工）製の車体はカマボコと呼ばれる42MCボディであった。しかし、1978年以降は前面・後面のデザインなどを変更した53MCボディを架装している。このほか、北村製作所が車体を架装した例も、新潟交通や函館市交通局などごく一部に存在する。なおU30系は富士重工製だけでなく西工製もごく少数ながら存在する。
ホイールベースはU(A)20/30系とも、H尺（4.67m）、L尺（5.2m）、N尺（5.6m）の3種類が用意された。N尺は、路線バス用途の場合、納入事業者は北海道に多い。
1975年には、エンジンの静粛性が高い予燃焼室（渦流室式）式のPP6H型（195ps）を搭載したU35系を追加した。都市部の路線バス向けであったためエアサス仕様は設定されていない。

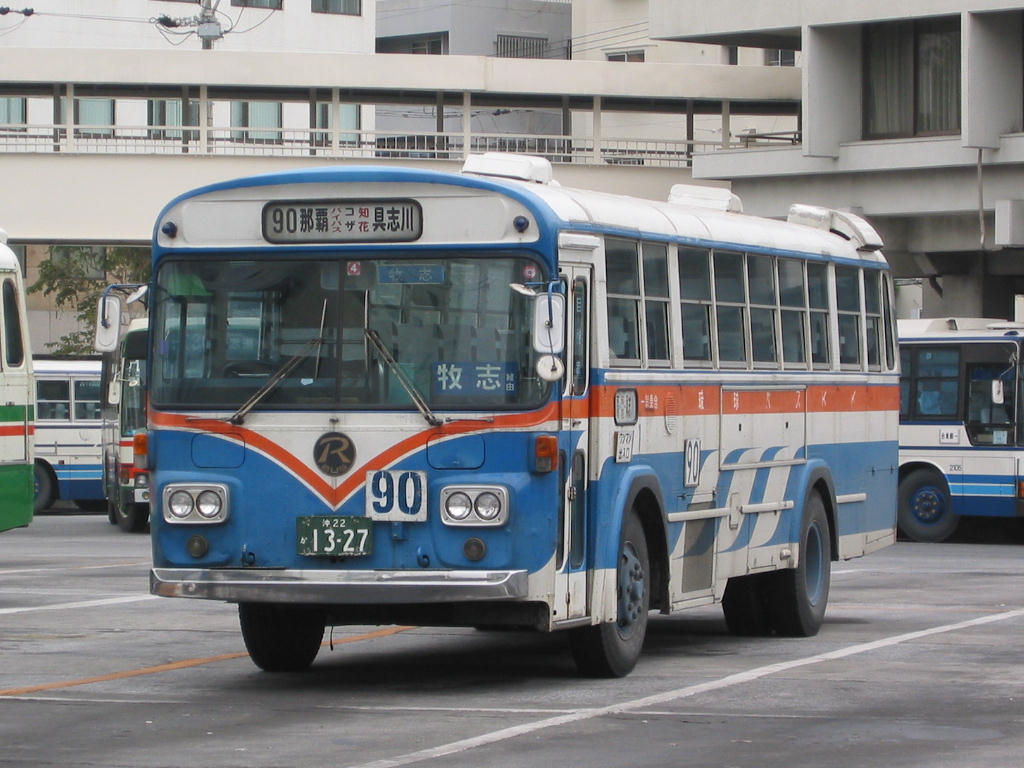
U20H改（富士R13/3E） 琉球バス
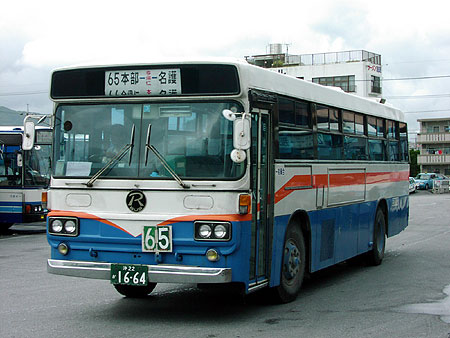
U20L改（富士R13/3E） 琉球バス 外装をスケルトンボディ並みに更新した車両でバス愛好家からは「バケルトン」の愛称で親しまれた。
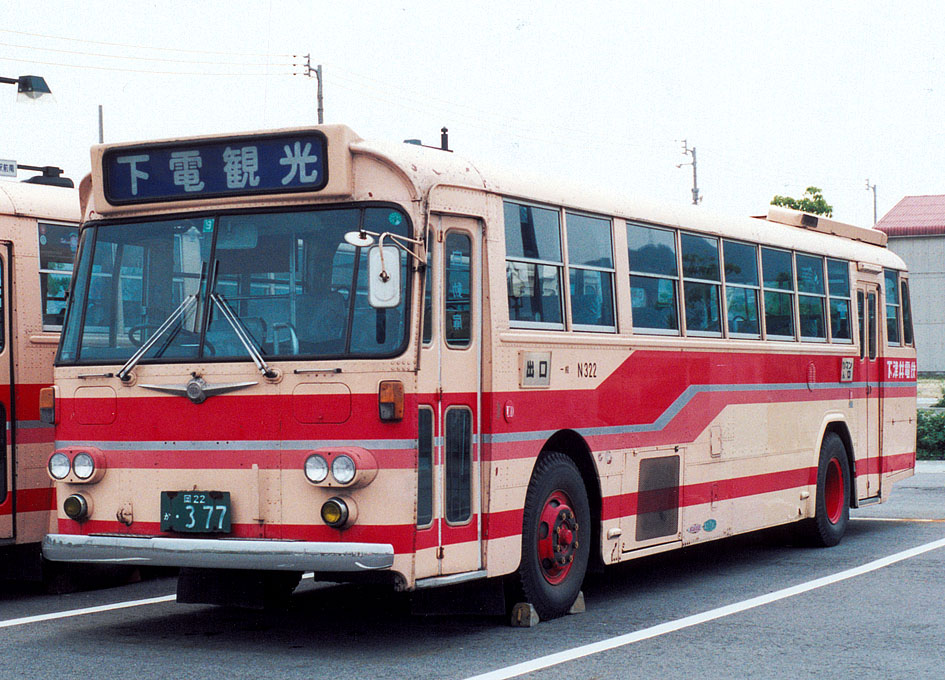
U20N（富士R13） 下津井電鉄
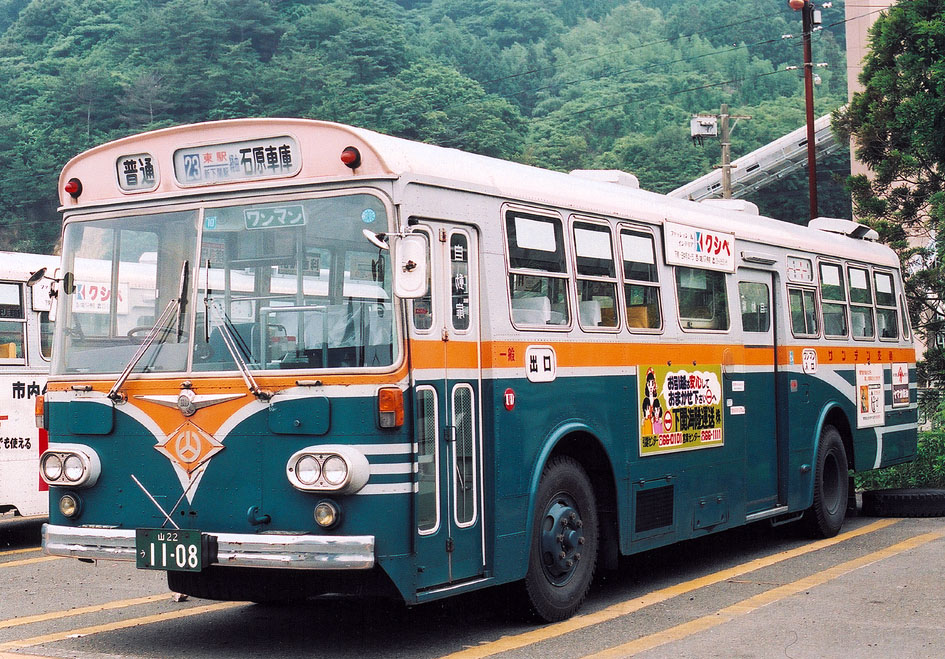
U20L（西工42MC） サンデン交通
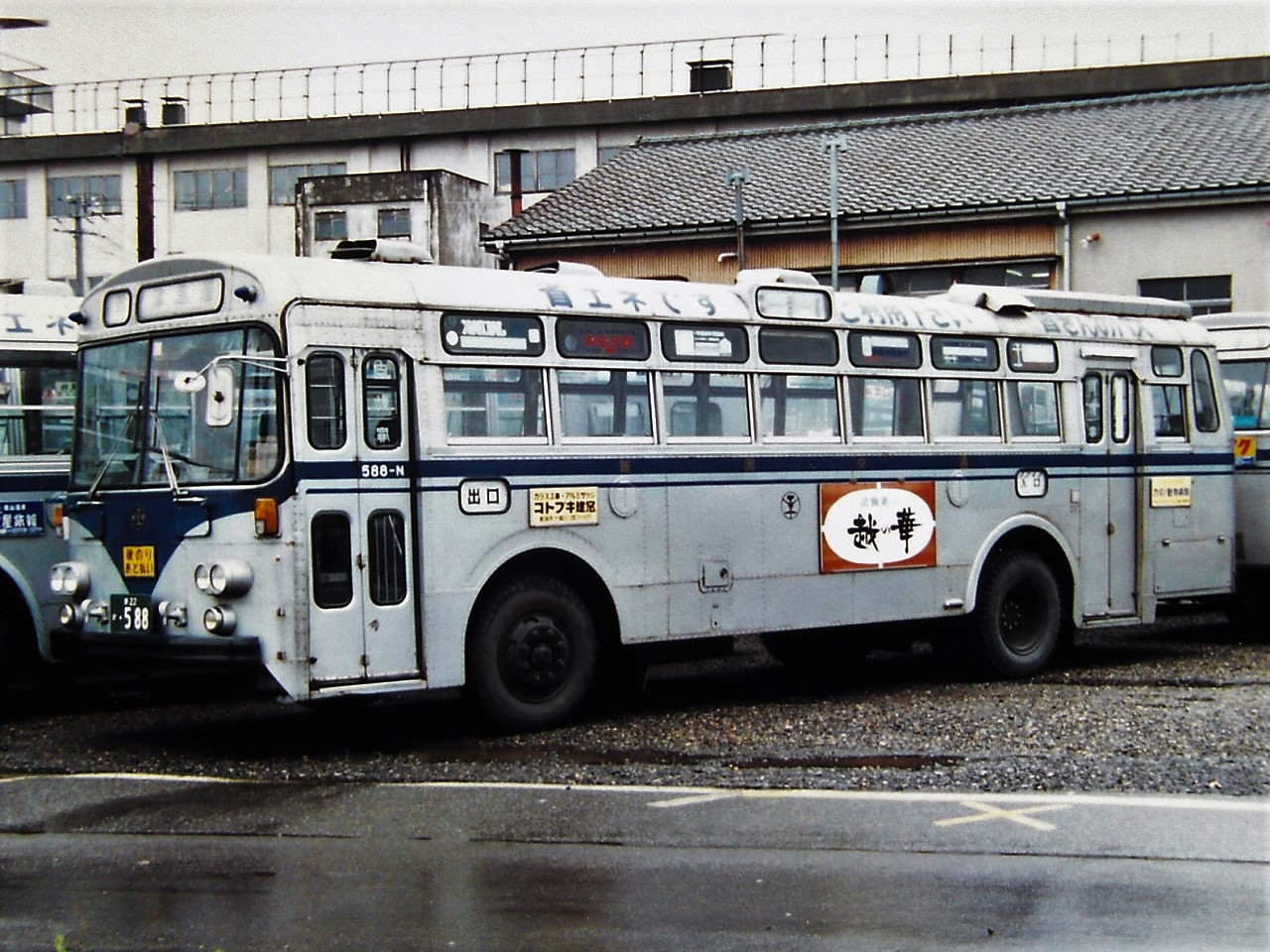
U20H（北村） 新潟交通
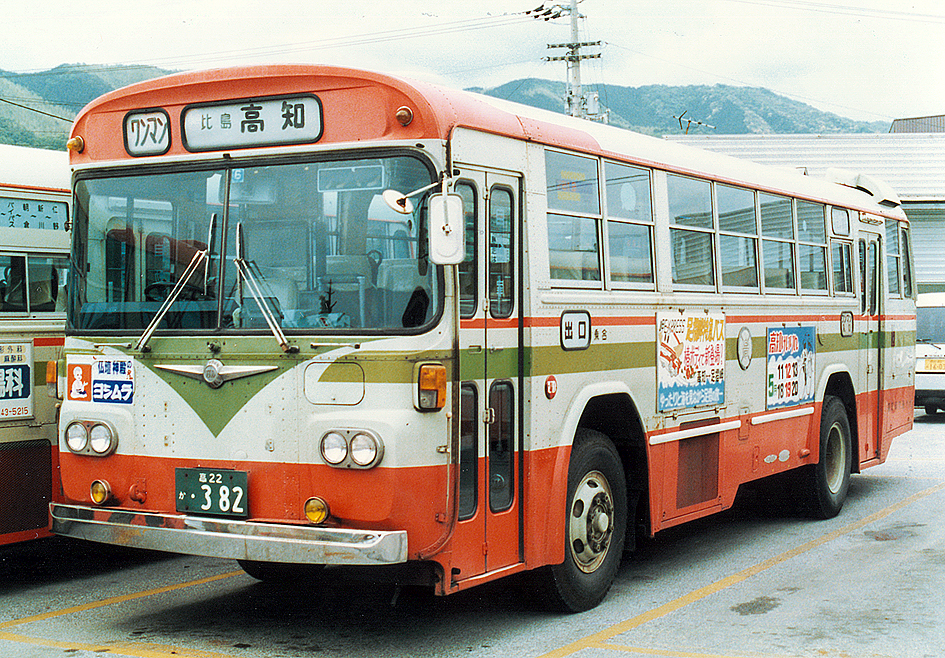
U30H（富士R13/3E） 高知県交通
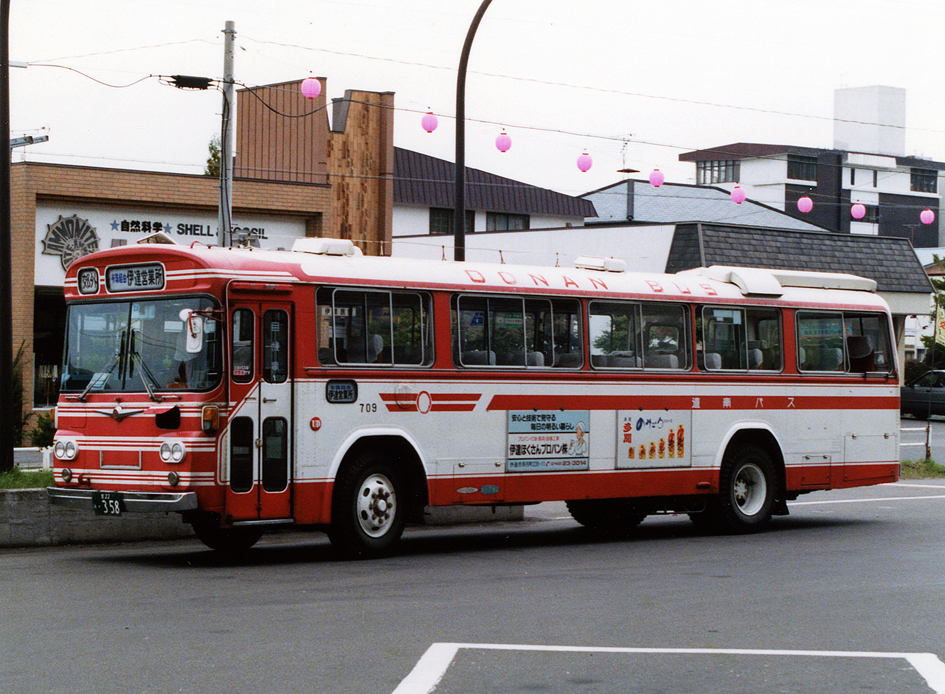
UA30N（富士R13/3E） 道南バス
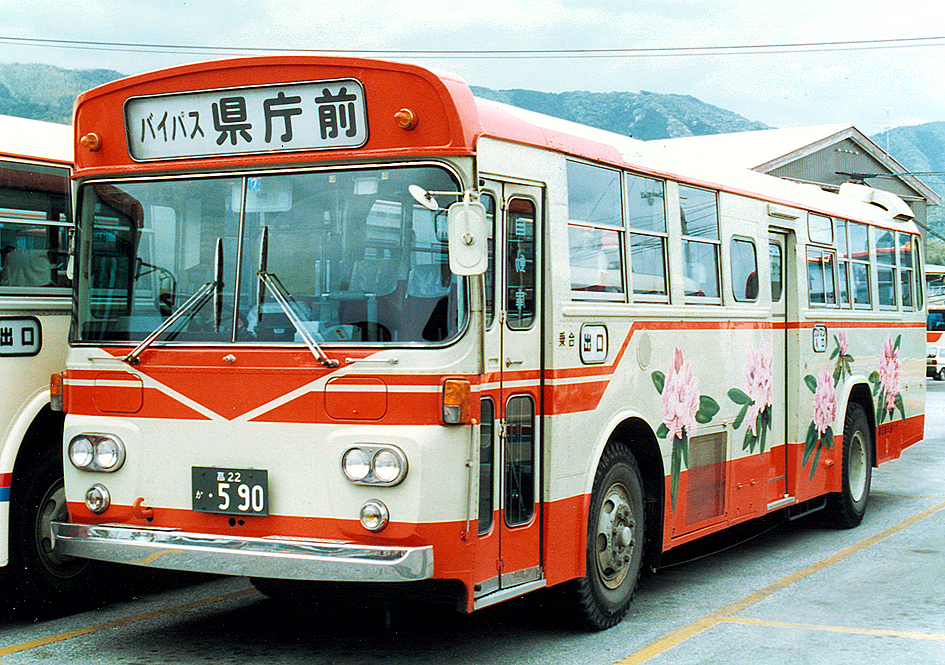
UA30L（富士R13/3E） 高知県交通

### K-U/UA31・36系
1980年に昭和54年排出ガス規制に伴い、U20/30系をマイナーチェンジしてK-U(A)31系に移行した。直結冷房搭載を考慮してエンジンの出力アップが行われ、U30系に搭載していたPE6H型を230psに出力アップして搭載している。
予燃焼室式エンジンを搭載したU35系は、PP6H型エンジンのまま昭和54年規制適合されK-U(A)36系となった。U-35系と同じくエアサスは設定されていない。1982年以降は昭和57年排出ガス規制に適合しN-U36系となった。
ホイールベースはU(A)20/30系から若干の変更が行われ、K尺（4.76m）、L尺（5.1m）、N尺（5.5m）の3種類が用意された。
車体は当初、富士重工はR13系ボディを架装していたが、1982年にモノコックボディとスケルトンボディの中間的な構造のR15系ボディの15型E(5E)または15型B(5B)に移行する。西工もモノコックボディの53MCを架装した例が殆どだが、1983年以降、スケルトンボディの58MCを架装した例がごく僅かだが存在する。
シンガポール向け輸出仕様としてU31RCNも存在する。車体は富士重工15型E(5E)で日本には存在しない12m級である。また、テールランプは西工スペースランナーの縦型を使用しており、1993年まで製造された。

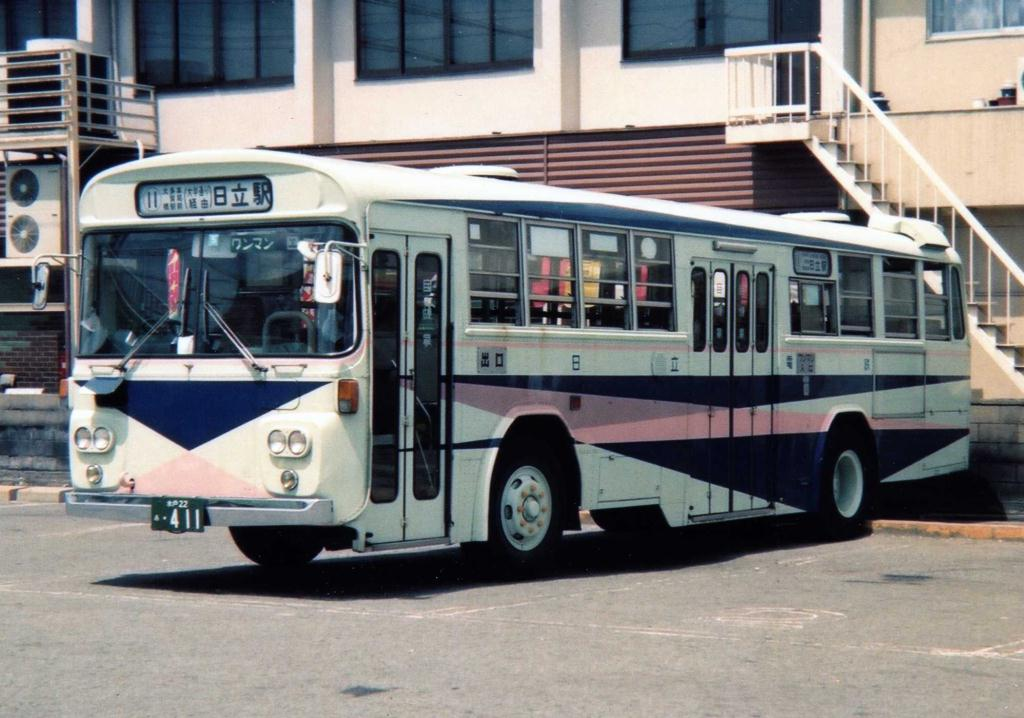
K-U31L（富士R13/3E） 日立電鉄
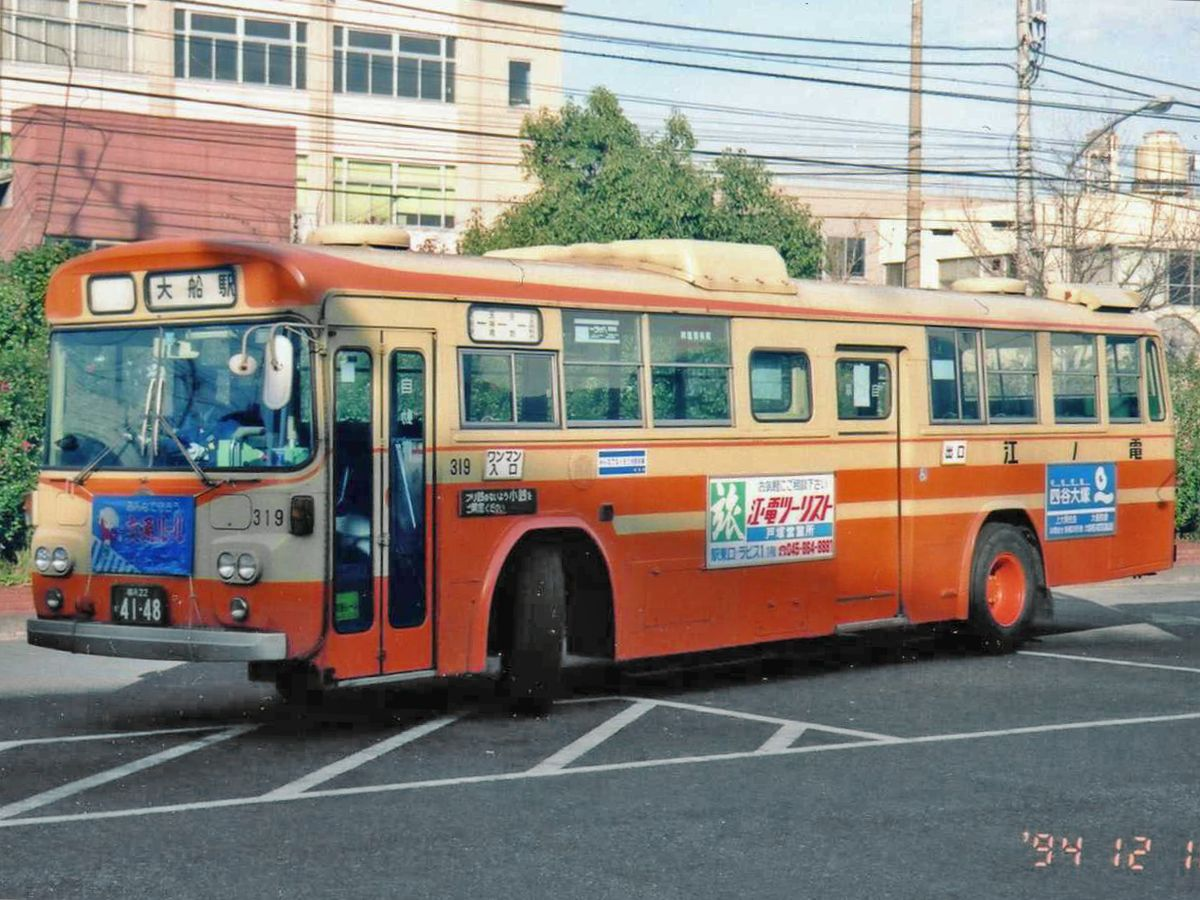
K-U31N（富士R13/3E） 江ノ島電鉄
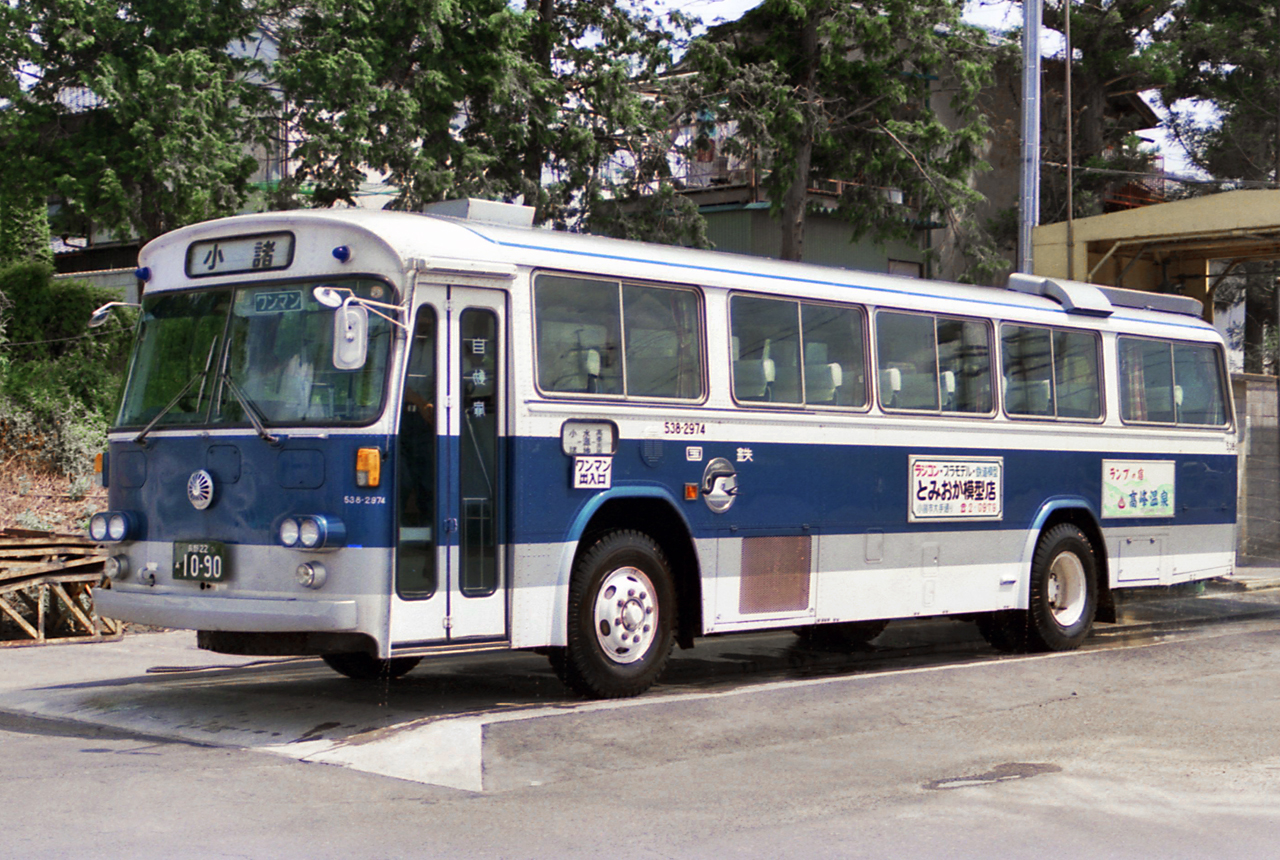
K-UA31L（富士R13/3B） 日本国有鉄道（撮影当時)
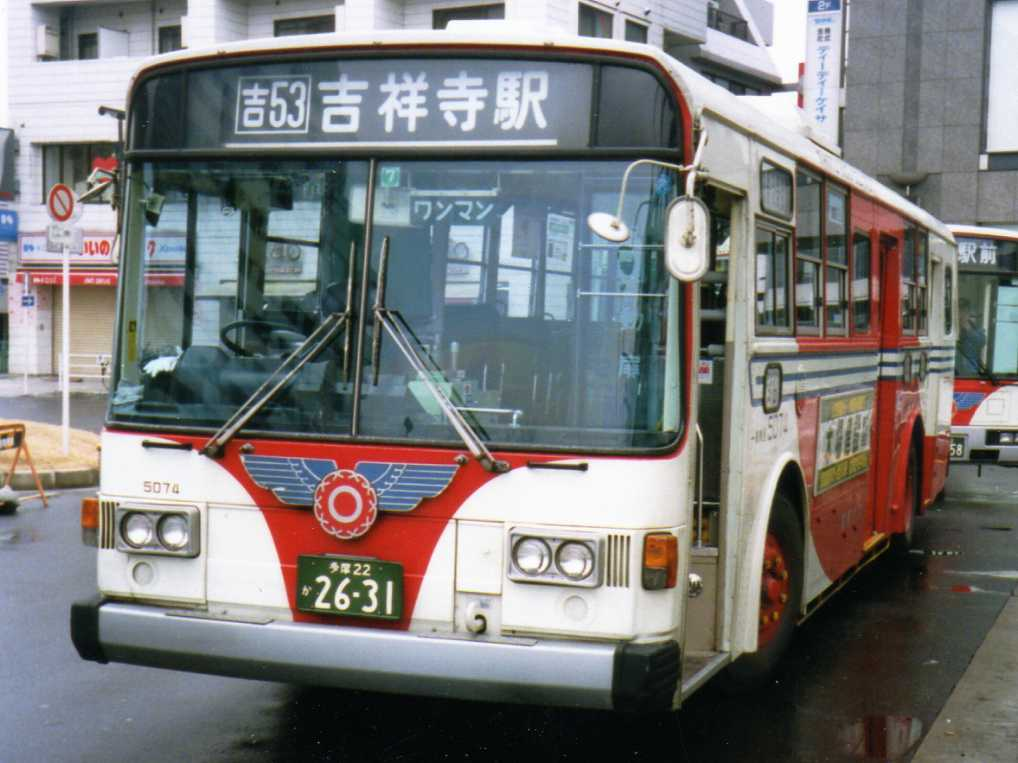
K-U31L（富士R15/5E） 関東バス
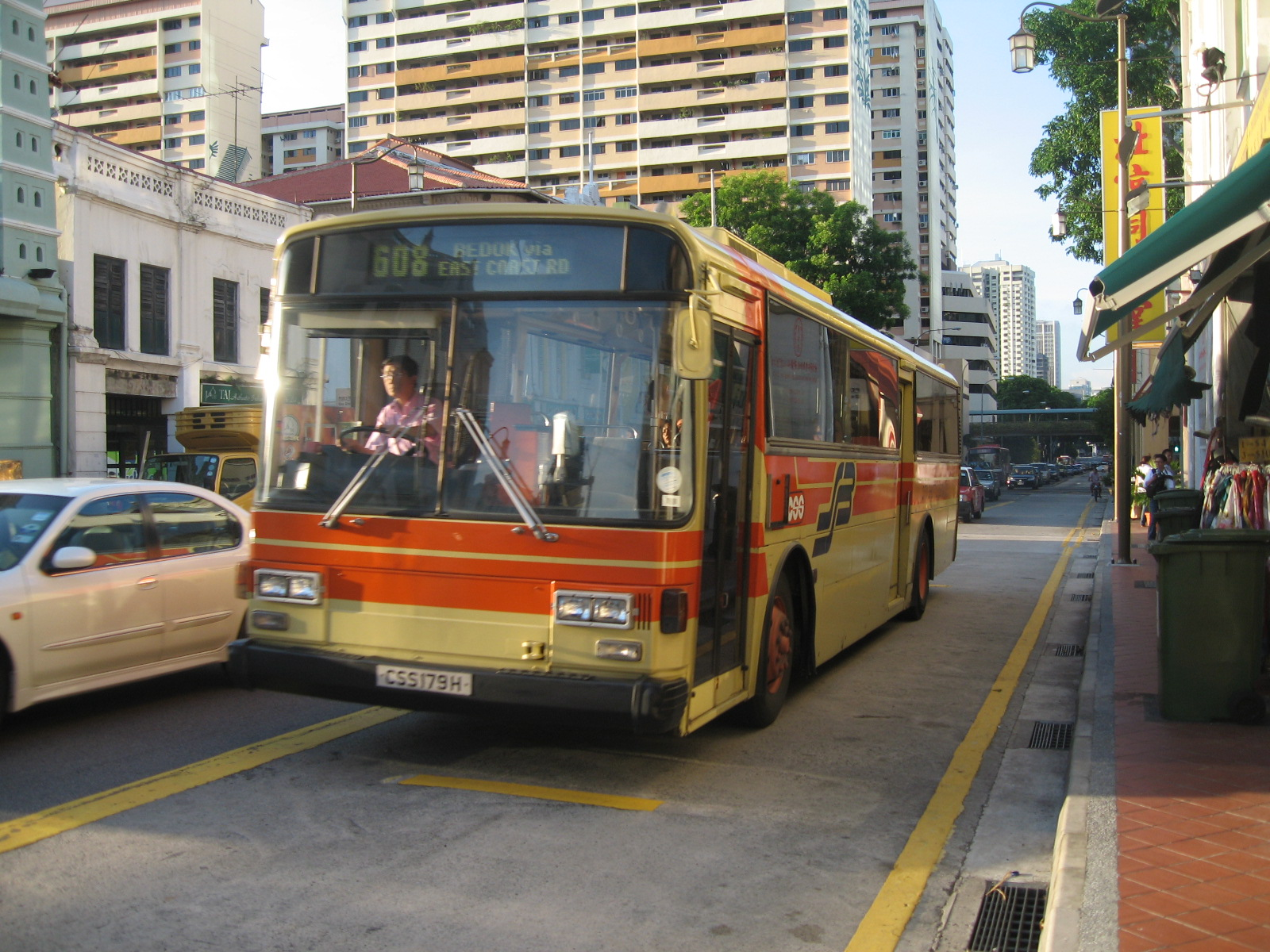
U31RCN（富士R15/5E） シンガポールシャトルバス
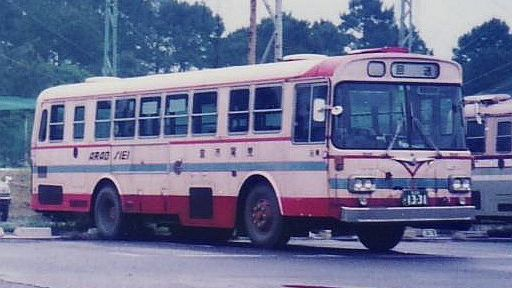
K-U31K（西工53MC） 荒尾市交通局
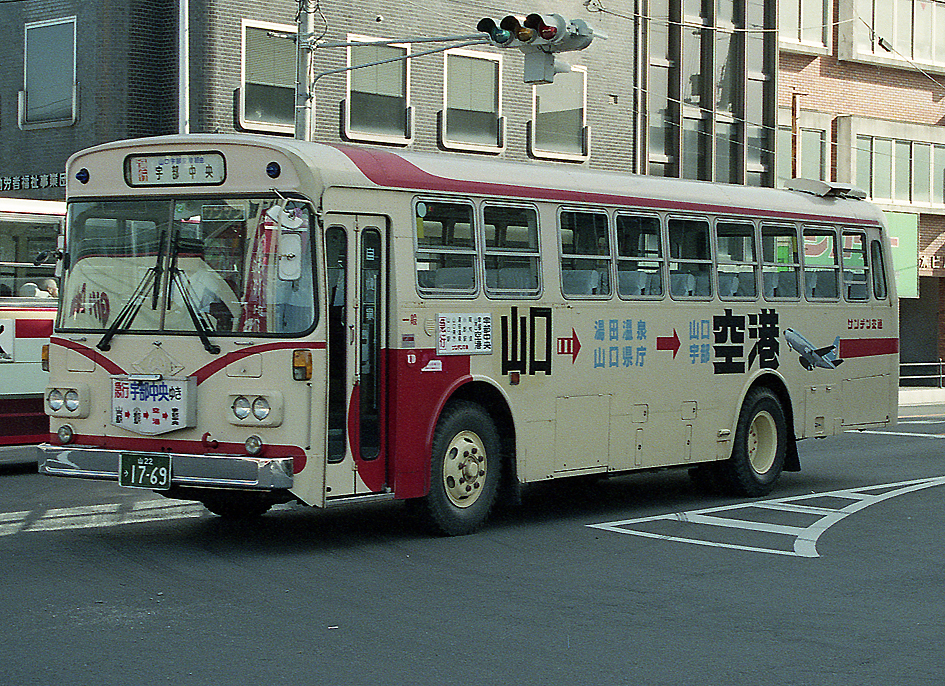
K-UA31K（西工53MC） サンデン交通

### P-U/UA32系
1984年に昭和58年排出ガス規制に伴い、P-U(A)32系となった。予燃焼室式エンジンは廃止となり、K-U(A)31系に用いていた直噴式のエンジンPE6H型（230ps）を搭載している。なおホイールベースはK-U(A)31/36系と同じである。
1985年秋には騒音規制の適合に合わせ、各部のマイナーチェンジが行われた。外観では後部のエンジン開口部が廃止されている。またインパネのデザインも変更され、透過照明式メーターとシフトインジケーターを採用した。
車体は、富士重工が5E、5Bであるが、改良が行われ、リベットボディから、ゴムで板をつなげたパネルボディになった。西日本車体は、全て58MCになる。

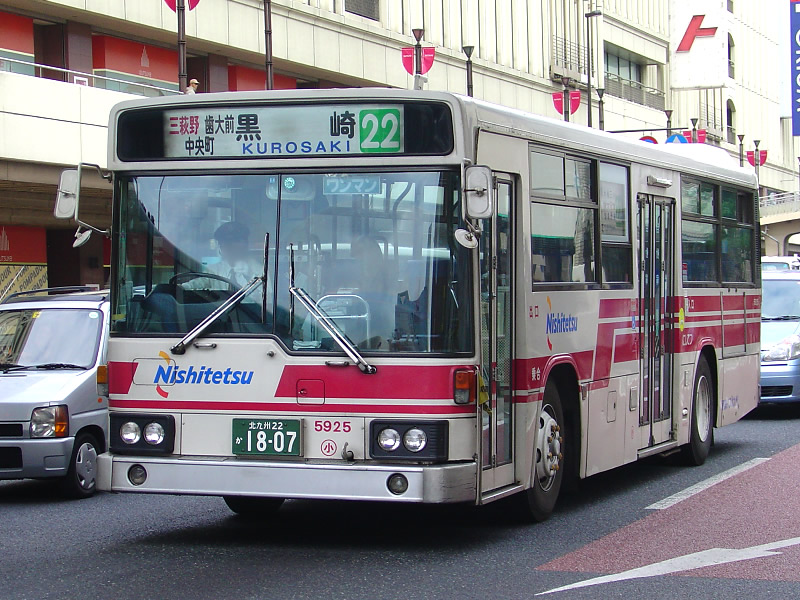
P-U32L（西工58MC） 西鉄バス北九州
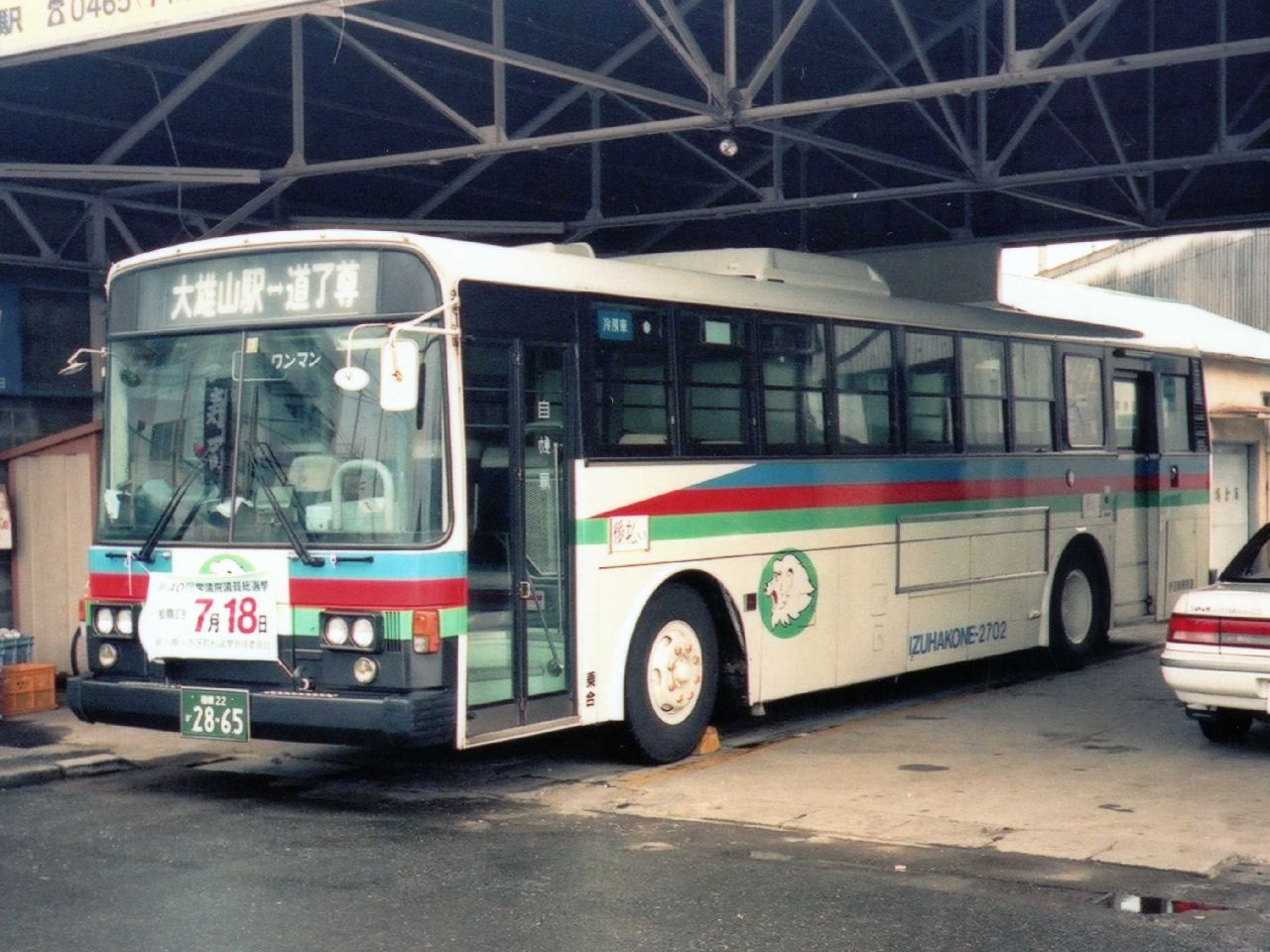
P-U32N（富士R15/5E） 伊豆箱根鉄道
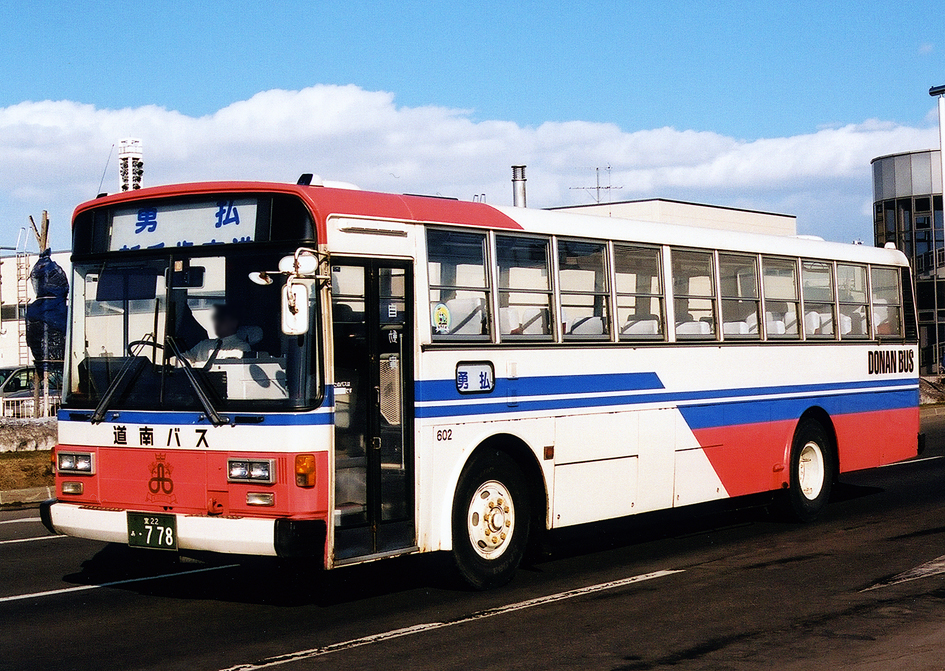
P-U32N（富士R15/5E） 道南バス
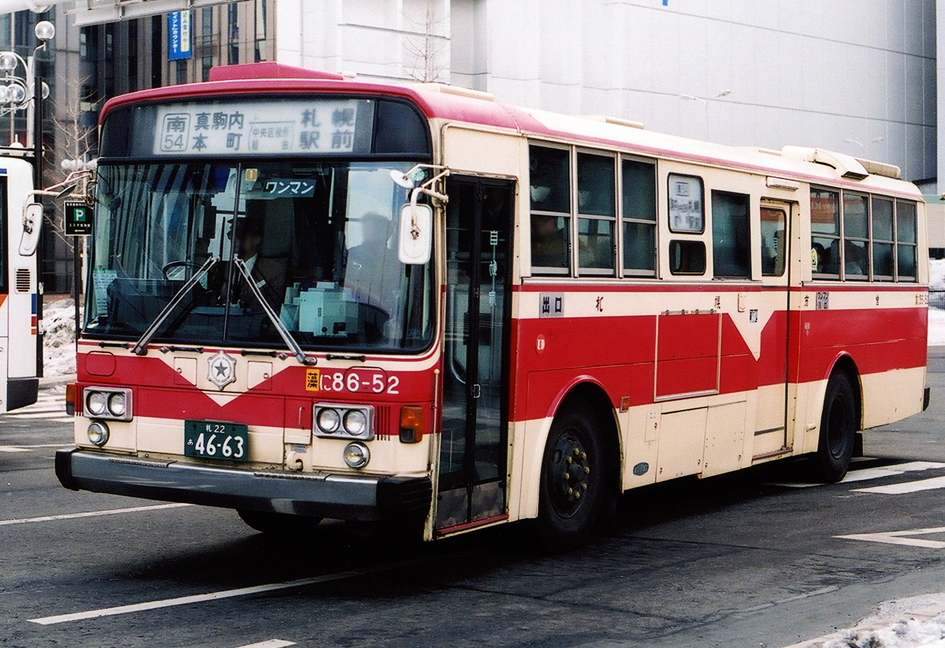
P-UA32N（富士R15/5E） 札幌市交通局
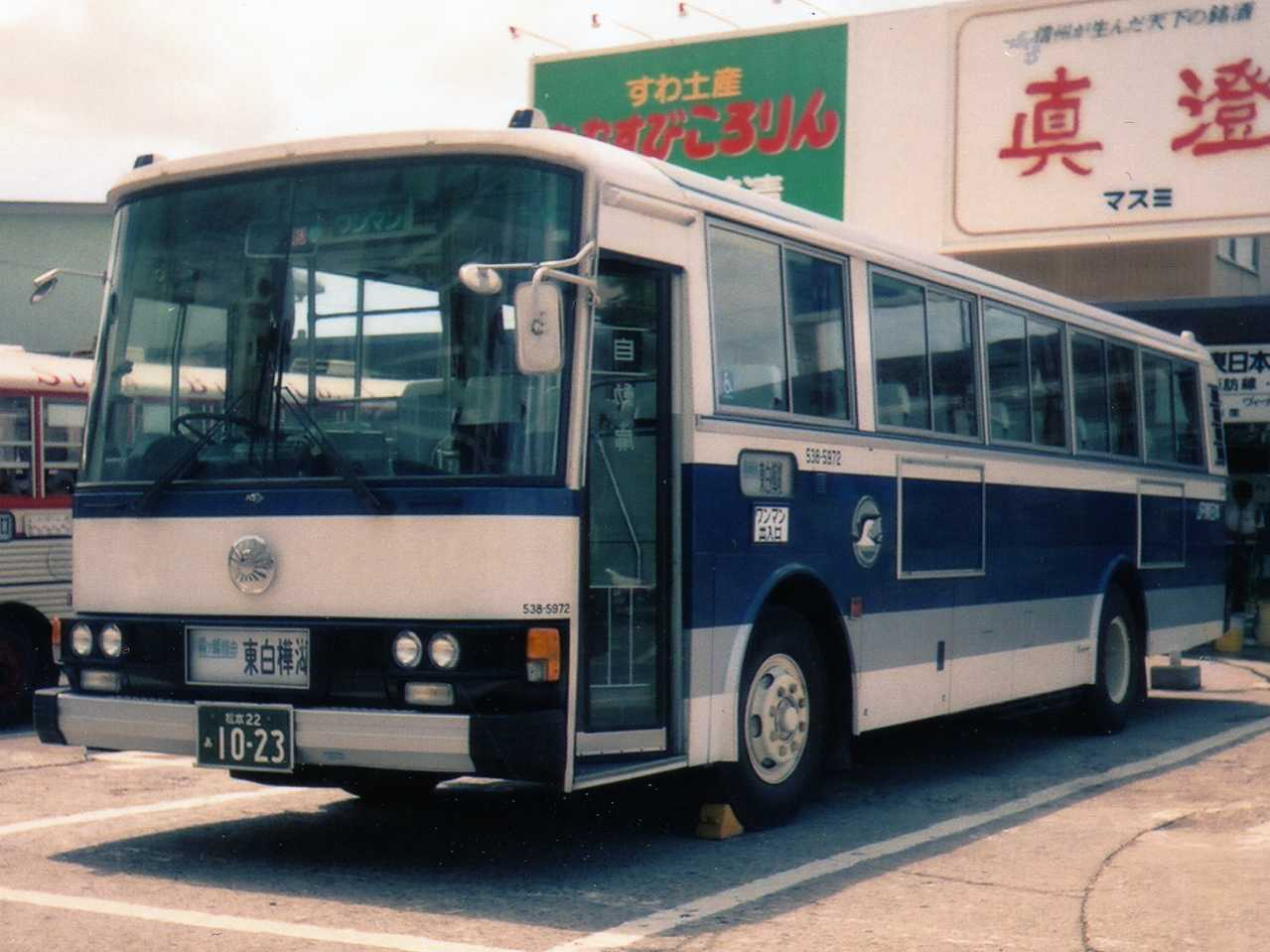
P-UA32L（富士R15/5B） JR東日本

### P-U/UA33・50系
1988年にP-U(A)32系はP-U(A)33系となった。エンジンは新型のPF6H型(235ps)を搭載した。ホイールベースはK尺(4.72m)、L尺(5.24m)、N尺(5.55m)の3種類が用意され、このモデルより機械式ATのE-MATICが設定された。
また、高出力版のP-UA50系が設定された。エンジンはV8のRE8型(295ps)を搭載し、サスペンションはエアサスのみである。ホイールベースは短尺の設定がなく、L尺とT尺の2種類のみとなった。
富士重工製の車体はモデルチェンジに伴い、本格的なスケルトンボディのR17系ボディの17型E（7E）または17型B(7B)を架装している。西工製は、P-U(UA)32系と同じ58MCである。
なお、P-UA50系は実際に路線バスとして使われた例は極めて少なく、自家用や高速バスに使われるケースが多かった。車体は、富士7Bの架装例が大半で7Eは存在しない。またごくわずかに西工58MCを架装した例が存在する。

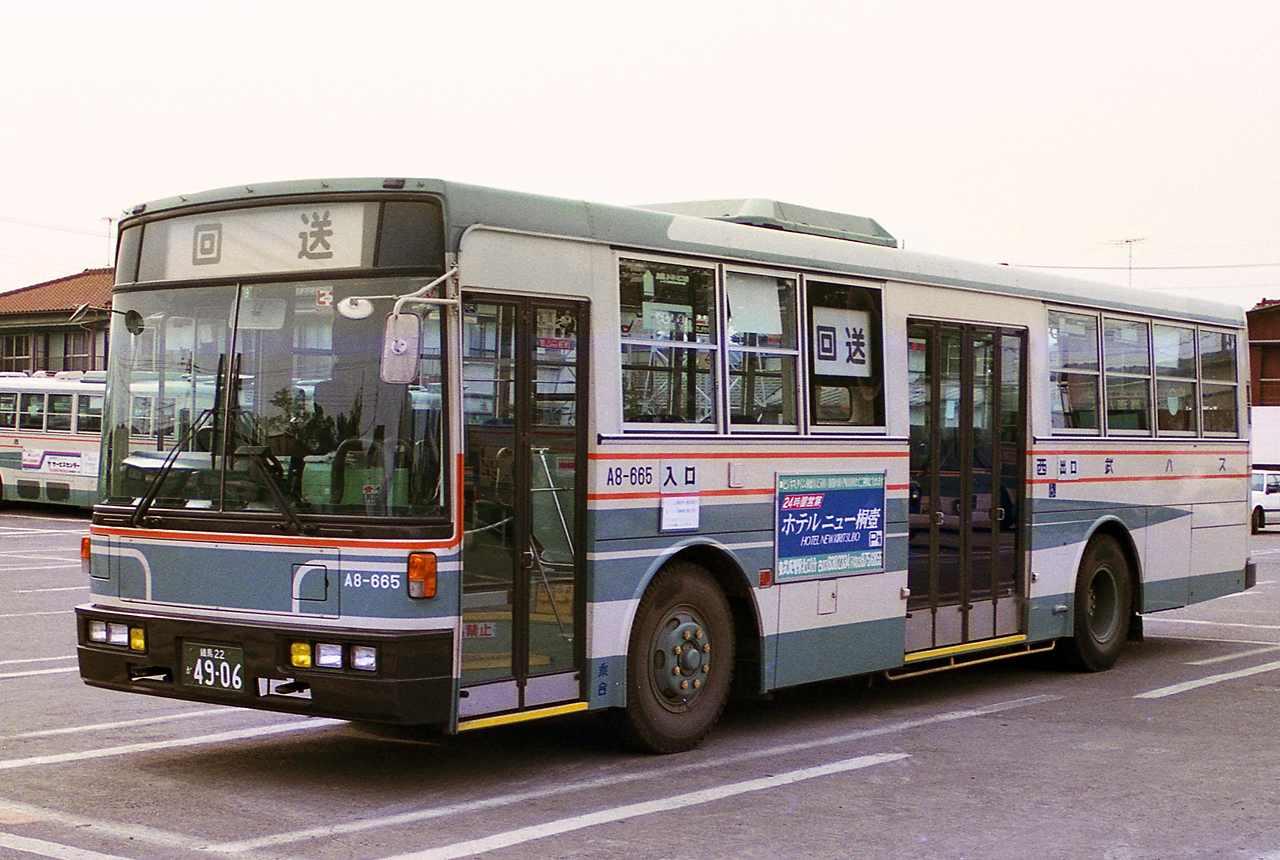
P-U33L（富士R17/7E） 西武バス
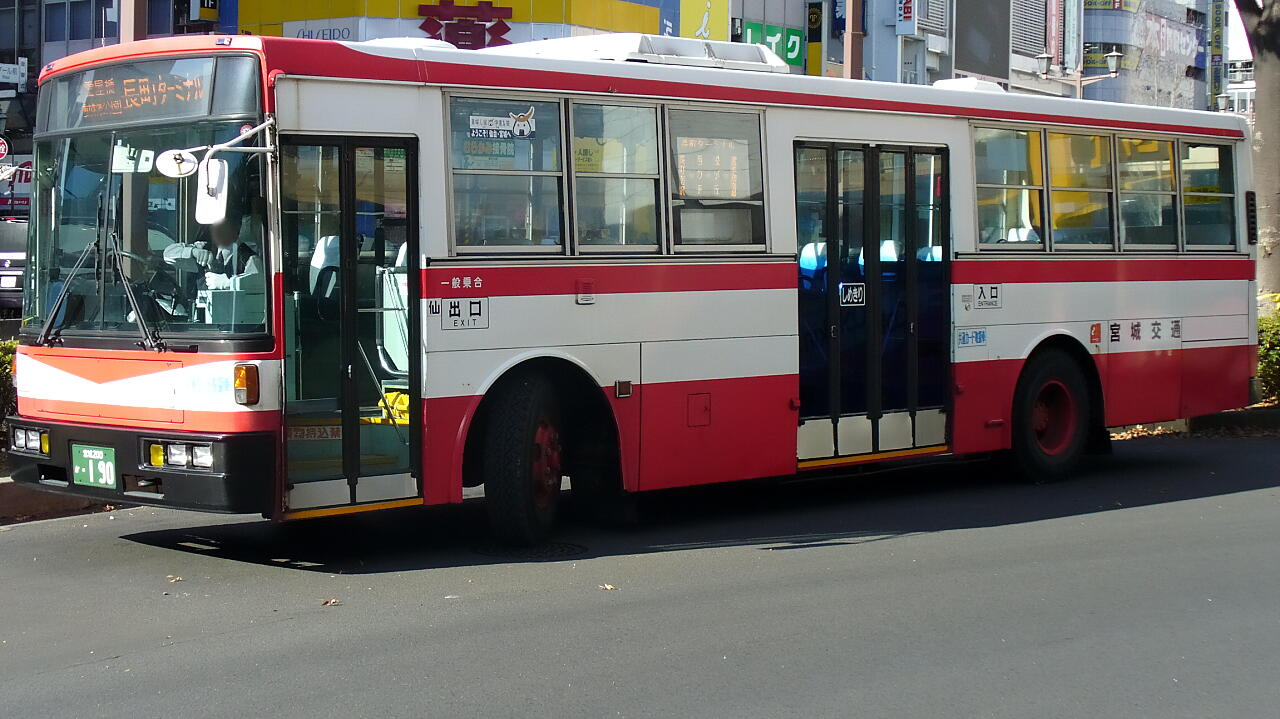
P-U33L（富士R17/7E） 宮城交通
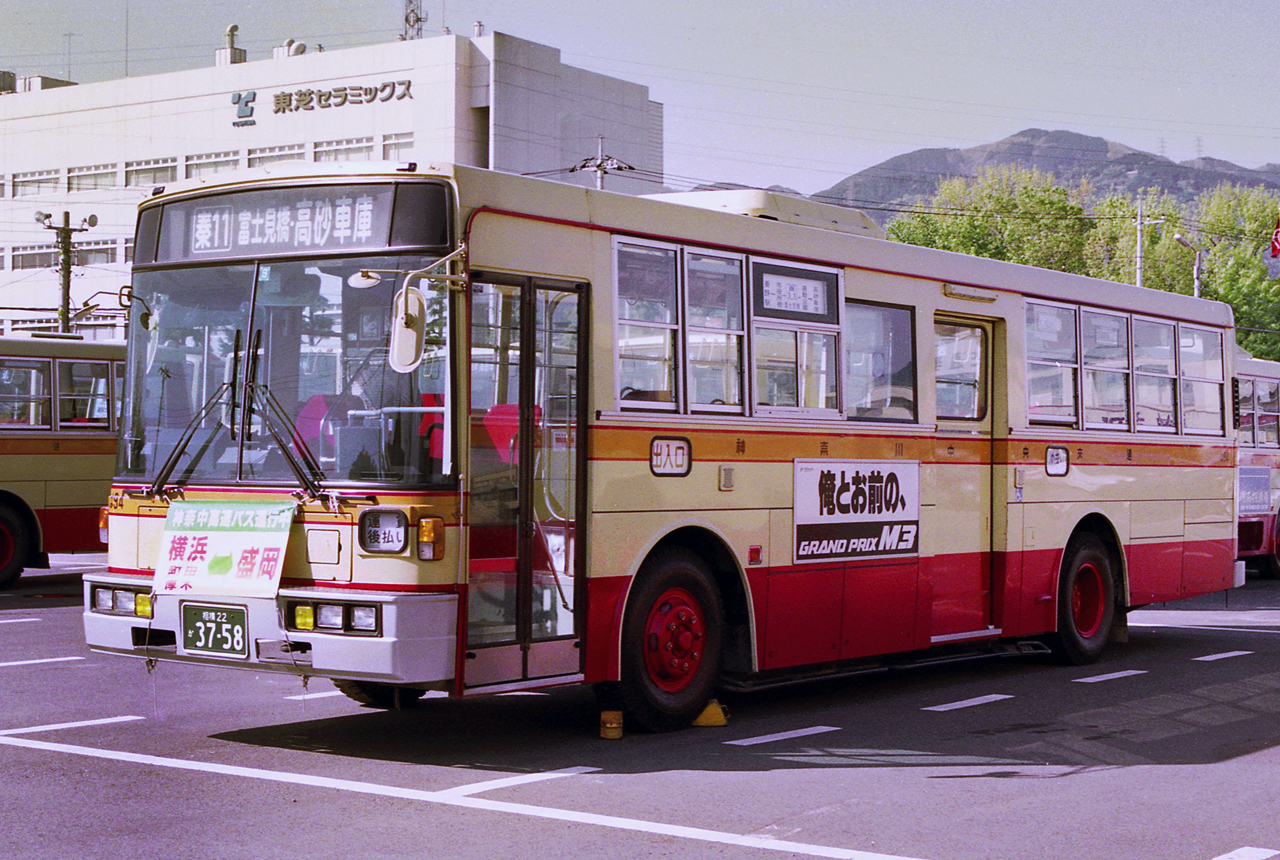
P-U33L（富士R17/7E） 神奈川中央交通
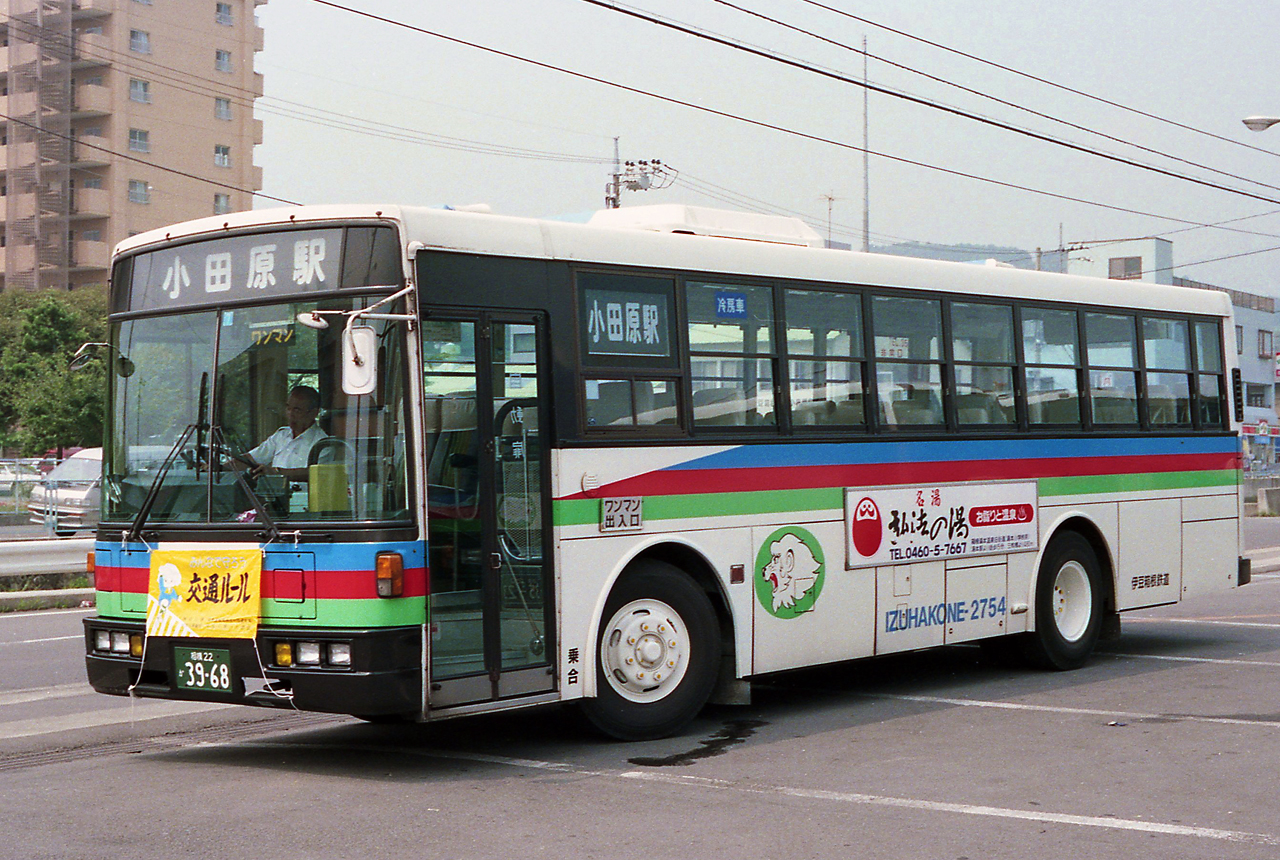
P-U33K（富士R17/7E） 伊豆箱根鉄道
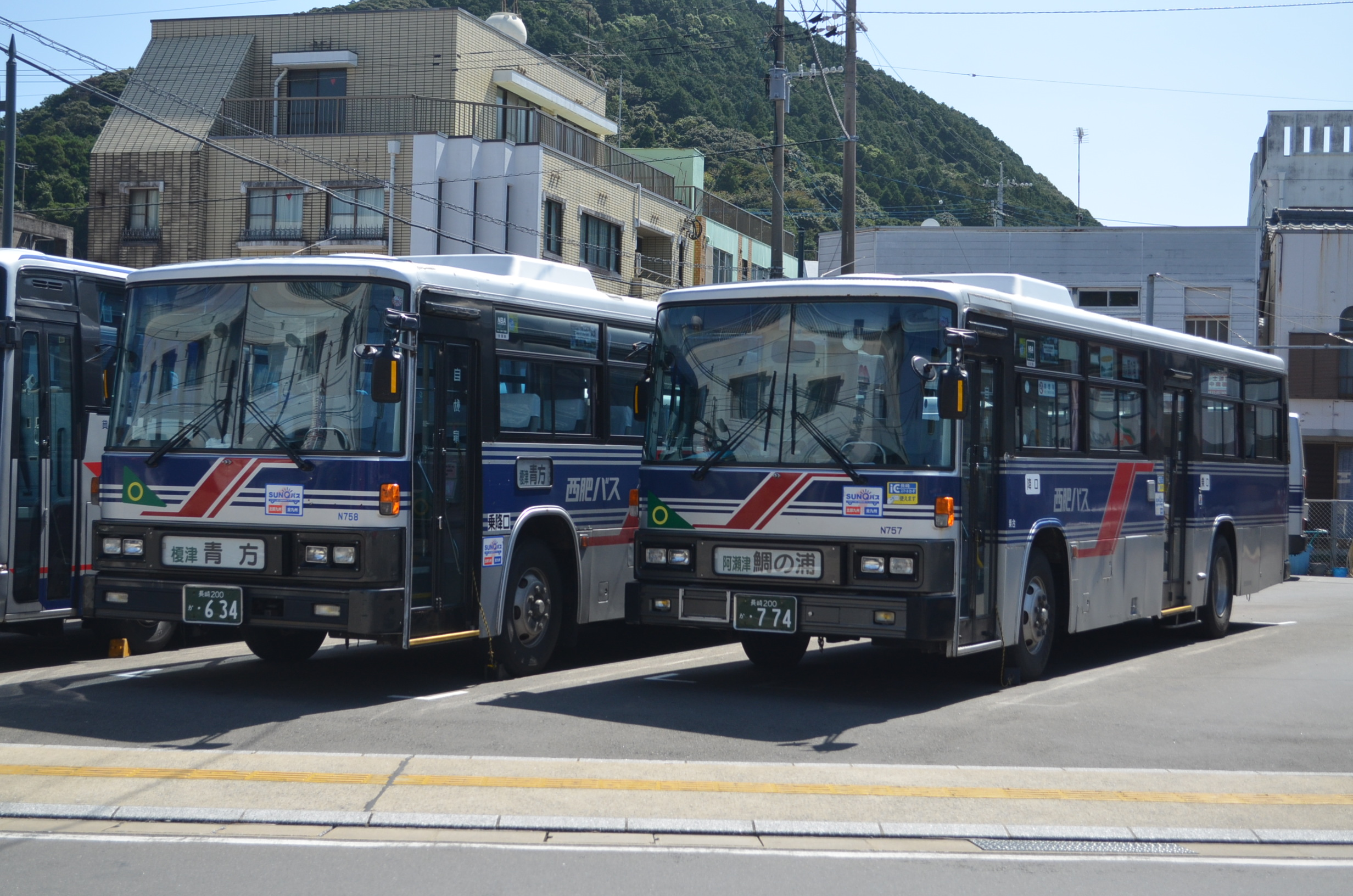
P-UA33N（西工） 西肥自動車（元長崎空港リムジンバス）

## UA（UA系）
U-UA440系から型式の表記方法が変わり、UAのAは大型車を表すようになった。懸架方式の区別記号は末尾のアルファベットの2桁目に移り、リーフサスにはあらたにSが割り当てられた。たとえばU-UA440系のL尺車（ホイールベース5.24m）の場合ではリーフサス仕様の型式記号はU-UA440LSN、エアサス仕様はU-UA440LANとなる。
またノンステップバスは、F・N・Gの3タイプがある。
ここでは、まずにノンステップ以外について記述し、後にそれを述べる。

### ノンステップ以外

#### U-UA440・510・520A系
1990年に平成元年排出ガス規制に伴いモデルチェンジされ、U-UA440系となった。エンジンおよびホイールベースはP-U(UA)33系と同じであるが、K尺の表記がH尺に変更された（変更後も4.72m）。運転席周りはP-U(UA)33系と共通だが、1992年に衝撃吸収式ステアリングに変更されている。
1991年に都営バス向けのワンステップ超低床バスが、1993年には京急型ワンステップバスが登場した。
V8エンジンを搭載した高出力車も同時にモデルチェンジが行われ、P-UA50系より高出力となったRE8型 (310ps) を搭載したU-UA510系と、さらに高出力のRF8型 (340ps) を搭載したU-UA520系が登場した。ホイールベースは短尺の設定がなく、L尺とN尺、R尺とT尺の4種類の設定である。P-UA50系と同じくリーフサスの設定はなく、エアサスのみの設定である。
車体はP-(UA)33系と同じく、富士重工は7E、7B、西工は58MCを架装している。またU-UA510系は、その殆どが富士重工7Bを架装している。7Eを架装した例は鹿児島交通グループにみられる（トップドア車）。ミヤコーバスにも元サンプルカー（前中ドア車）が1台在籍。西工58MCの架装例も存在するが、鹿児島交通が路線用なのに対し、佐賀市営は自家用タイプのE型である。

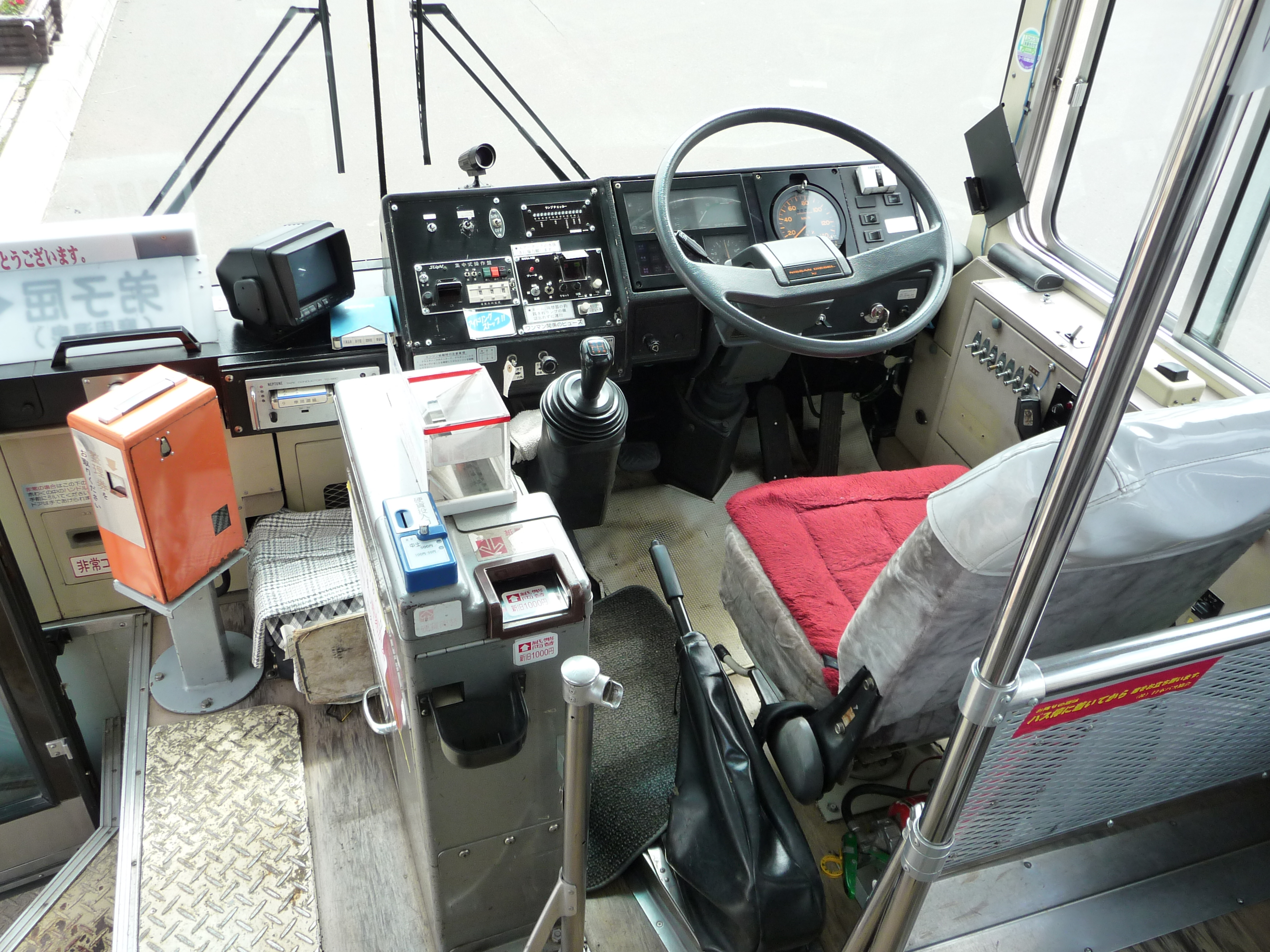
U-UA系運転席

この他、珍車として東京都交通局のリフト付都市型超低床バス（床面地上高550mmのフルフラットワンステップ車）がある。都庁管轄の新宿営業所への投入で三菱MP618Kと共に投入。型式はUA440HANで（試作車扱いのため排出ガス規制記号のU‐は付かない）、1990年製の3ドアの試作車2台と、1991年製の2台、1994年製の1台（この1台のみ型式がUA440KANとなる）の全5台の製造となる（ワンステップバスの項も参照のこと）。また1995年には北海道中央バスに、都市低床仕様をベースにしたエアサスのワンステップ車（型式はU-UA440NAN改）が2台納入されている。

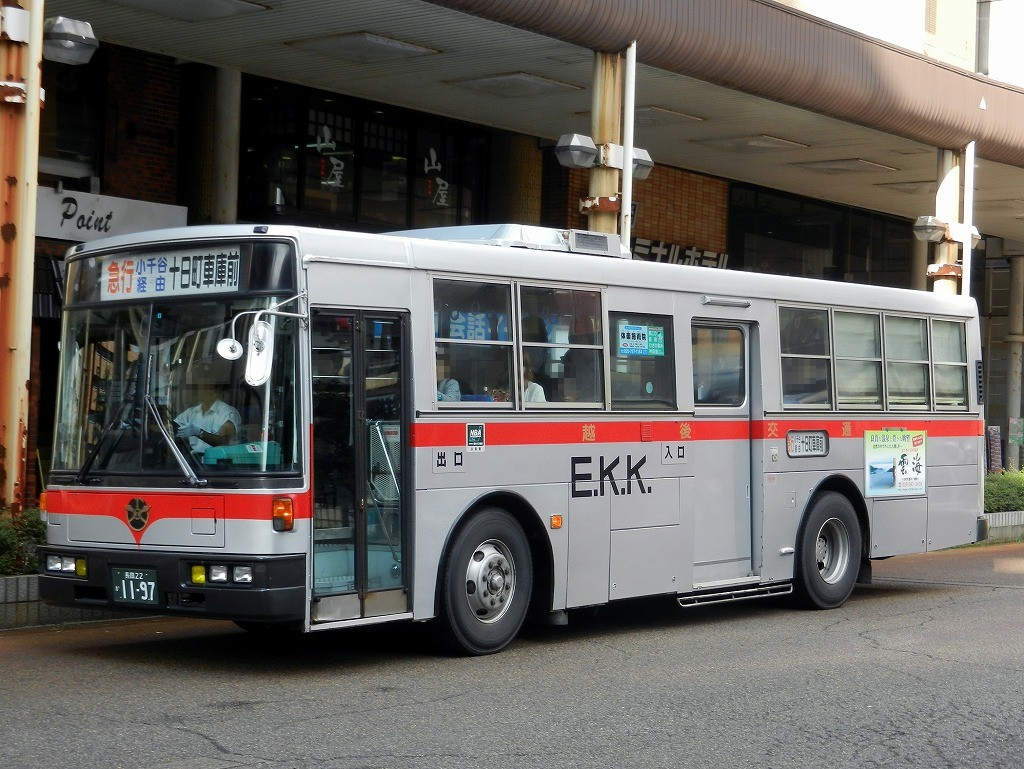
U-UA440HSN （富士R17/7E） 越後交通
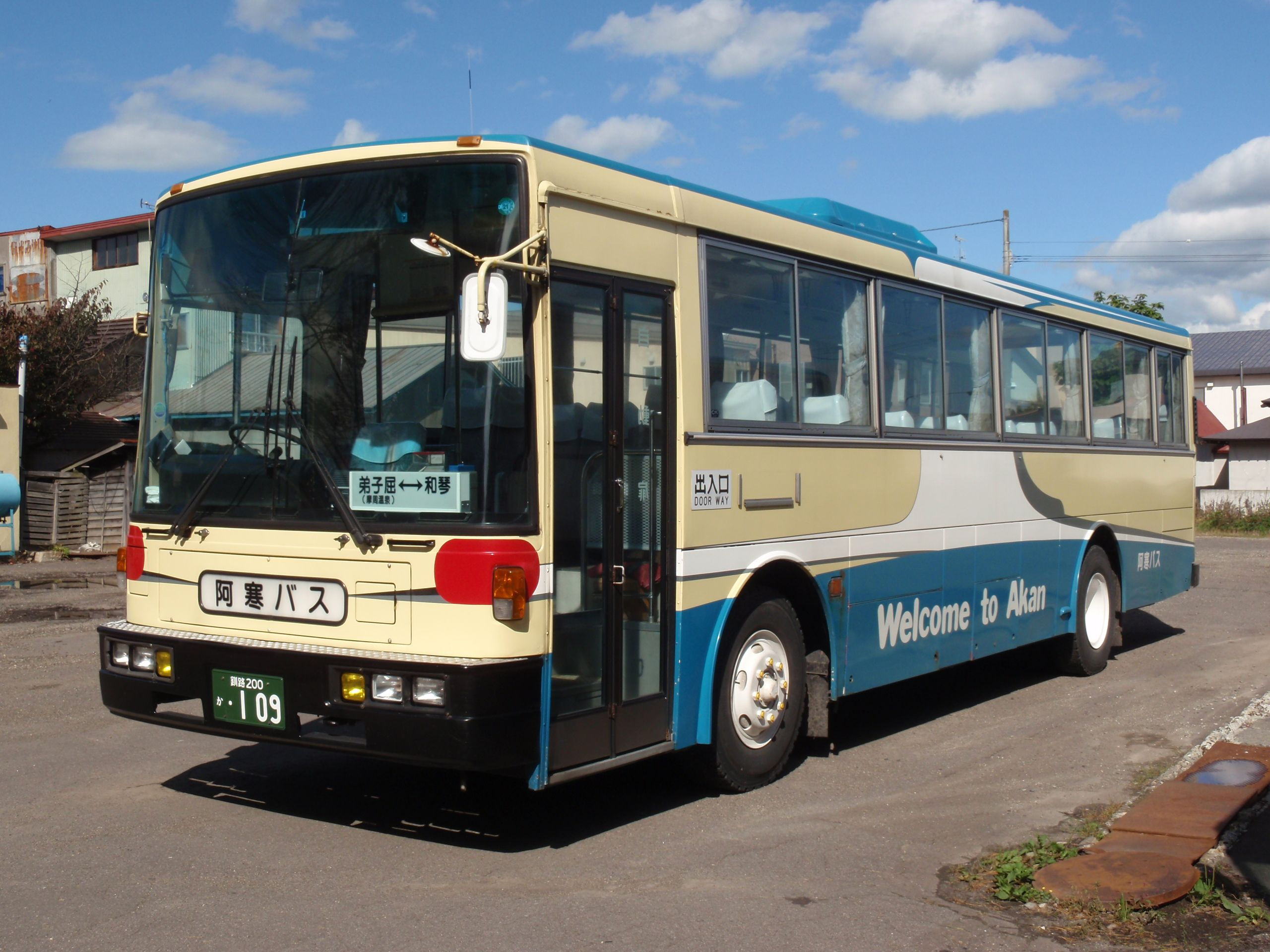
U-UA440LAN （富士R17/7B） 阿寒バス
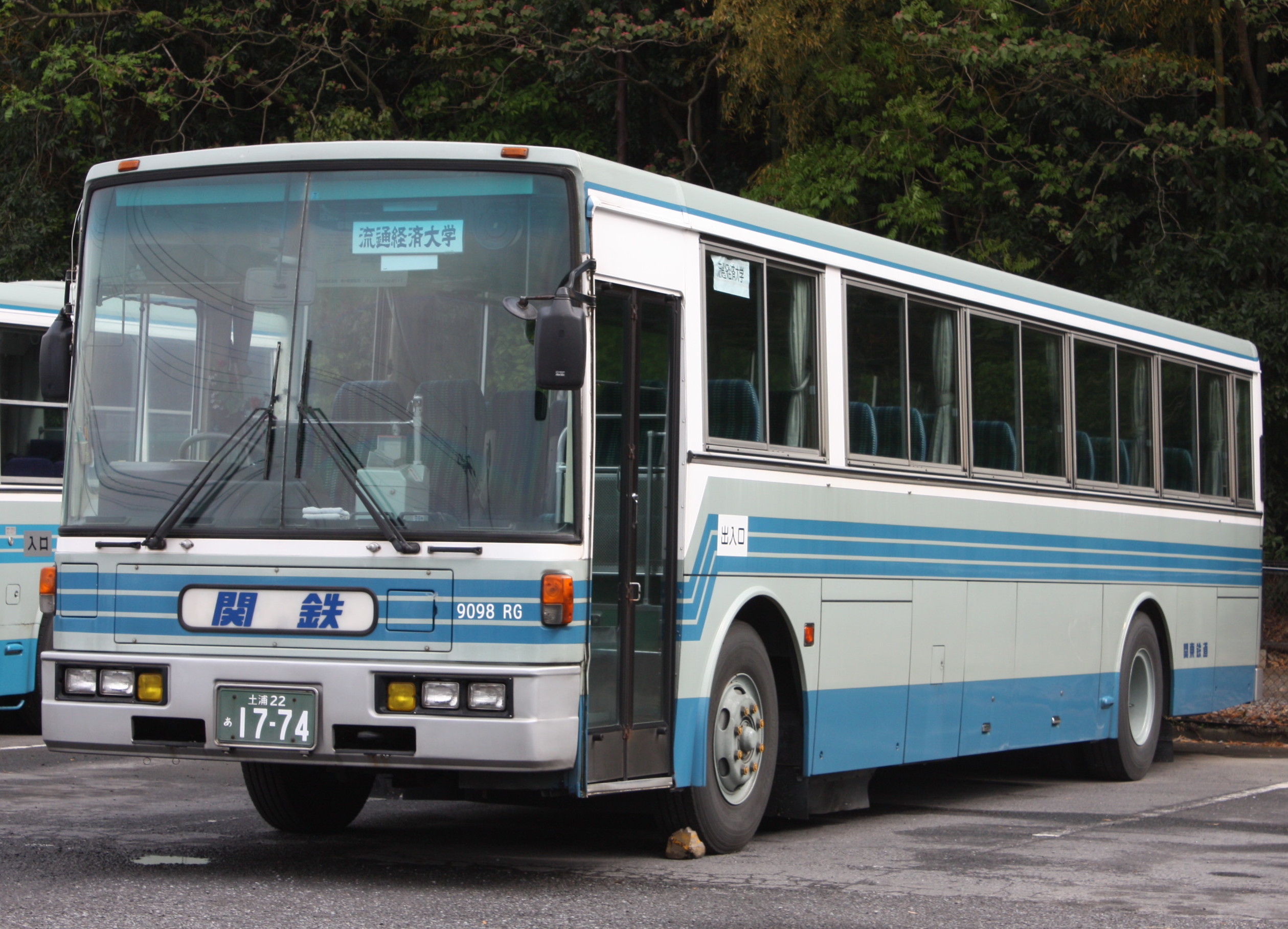
U-UA510TAN （富士R17/7B） 関東鉄道
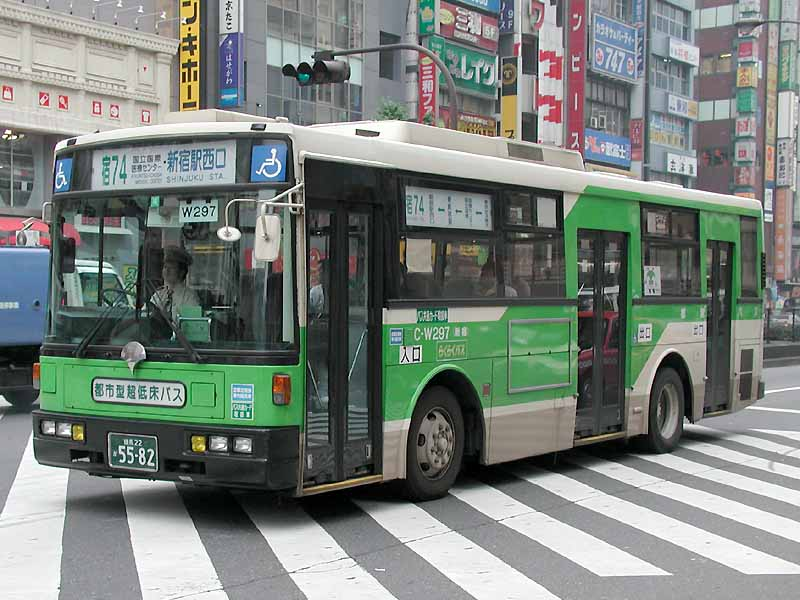
UA440HAN 都市型超低床バス （富士R17/7E） 東京都交通局

#### KC-UA460・521A系
KC-UA460系ノンステップバス（Fタイプ）については後述。
1995年に平成6年排出ガス規制に伴いモデルチェンジされ、KC-UA460系となる。エンジンは新型のPG6型(235ps)を搭載した。ホイールベースはP-U(UA)33系およびU-UA440系と同じである。またこのKC-UA460系をベースにディーゼル・蓄圧式ハイブリッドバスERIPが登場している。
床構造は、ツーステップとワンステップが設けられたが、1999年には西工の手で、ワンステップ車をベースに前中ドア間がノンステップとなる車輌が製造されている。
V8エンジンを搭載した高出力車も同時にモデルチェンジが行われ、再びKC-UA521A系の1種類に統合された。U-UA510系と同じくエアサスのみの設定で、ホイルベースは従来のL尺(5.24m)とN尺(5.55m)以外に、特大サイズのR尺(6.0m)とT尺(6.5m)の4種類が設定されている。ただし特大サイズの7Eボディ架装例は無い。U-UA510系と同じく長距離用のトップドア車が多いが、市内線用路線バスとして前中ワイドドア車が鹿児島市交通局に存在する。
KC-UA460A系の車体は富士重工、西工製双方で架装されており、西工製の車体は1996年に58MCから96MCにモデルチェンジしている。

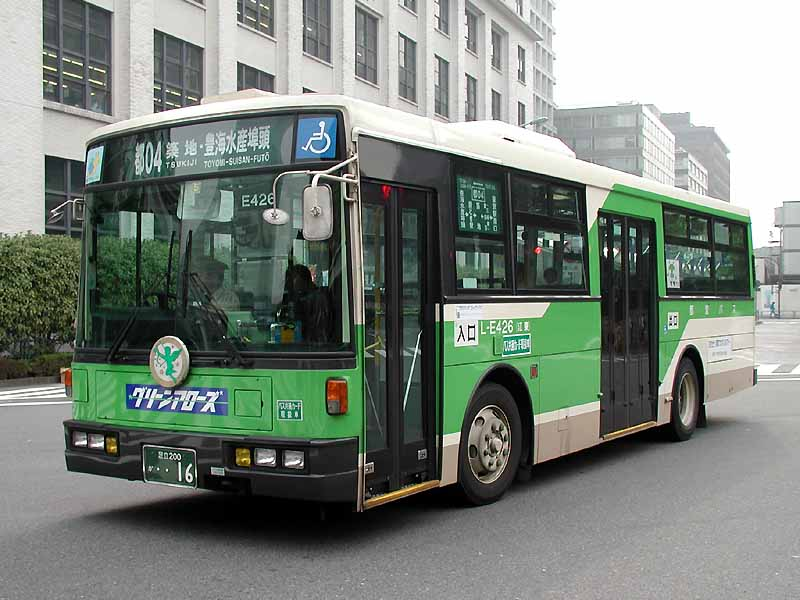
KC-UA460HAN （富士R17/7E） 東京都交通局
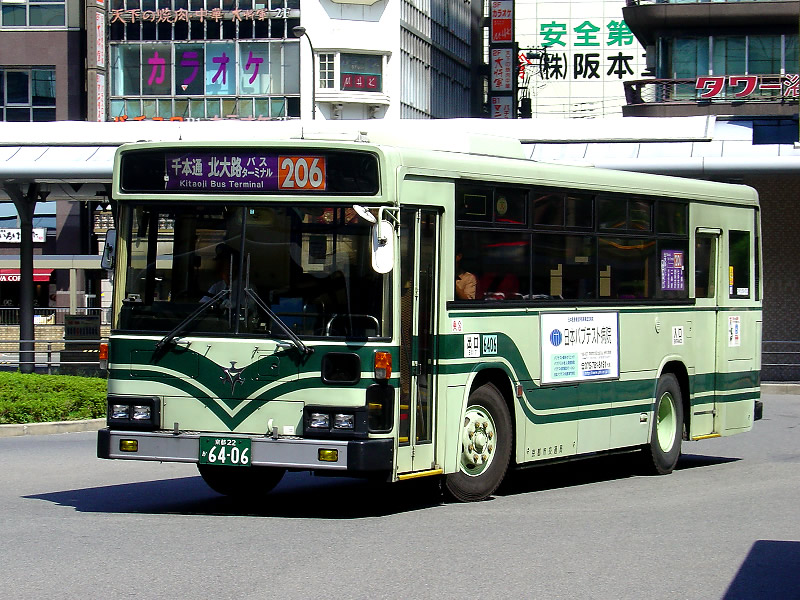
KC-UA460HAN （西工58MC/B-I） 京都市交通局
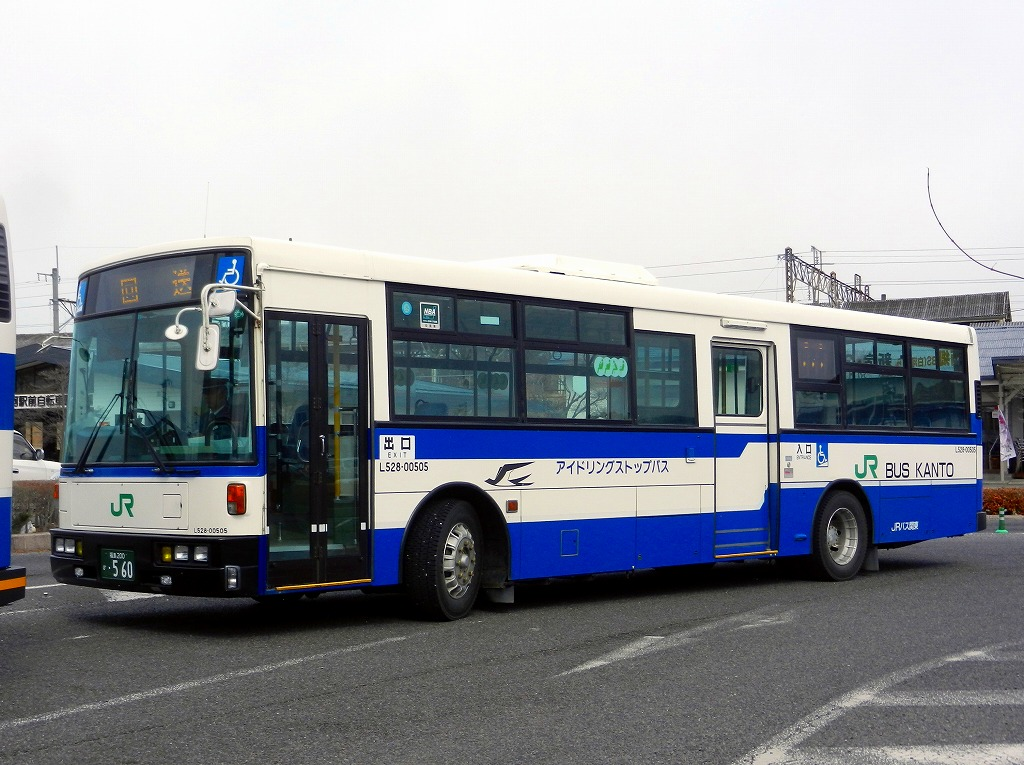
KC-UA460NAN（富士R17/7E） JRバス関東
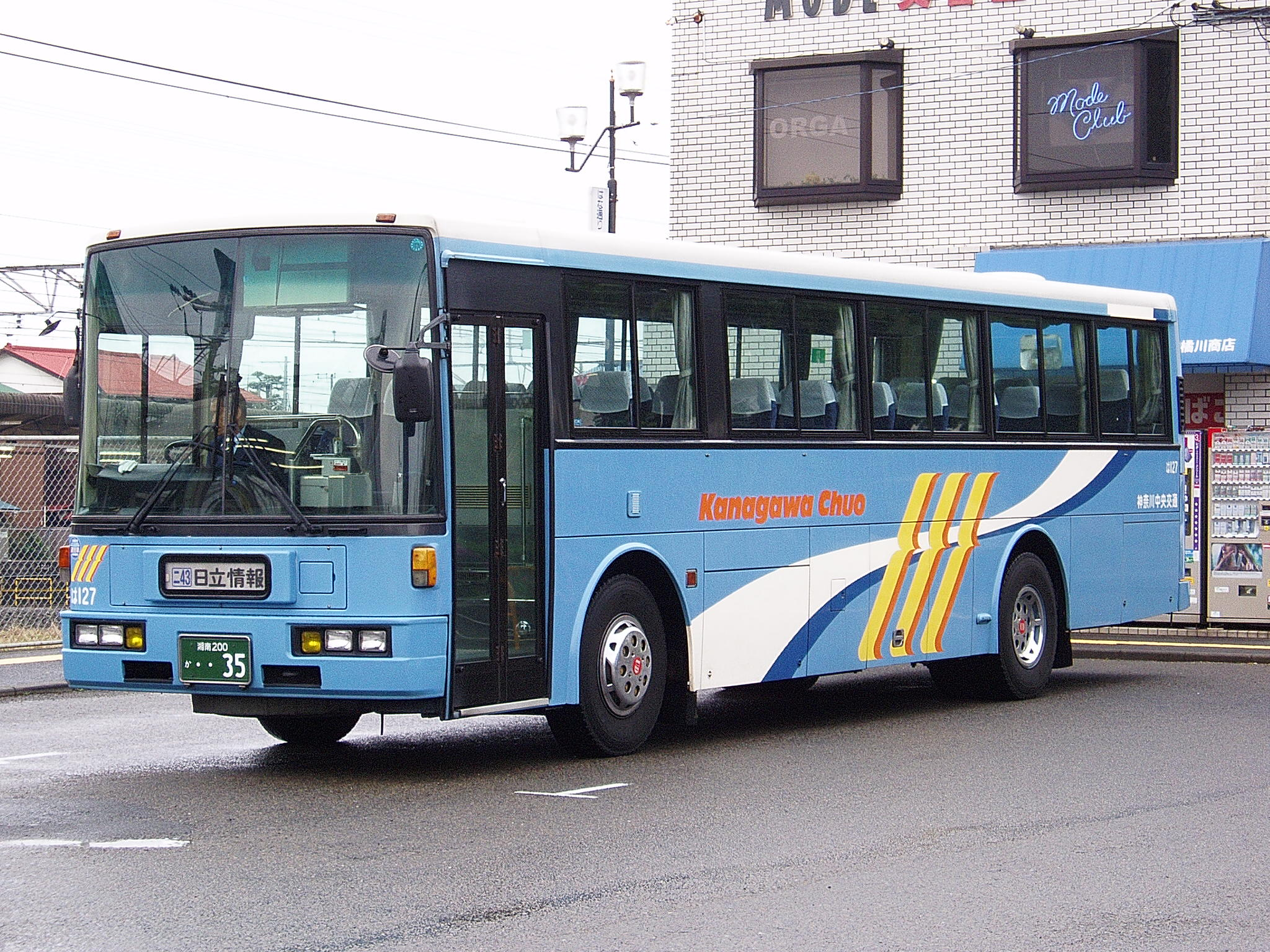
KC-UA521NAN （富士R17/7B） 神奈川中央交通
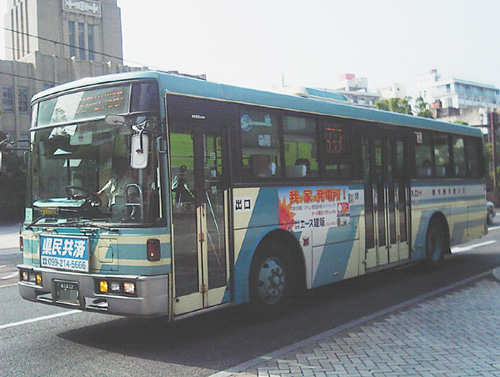
KC-UA521NAN （富士R17/7E） 鹿児島市交通局
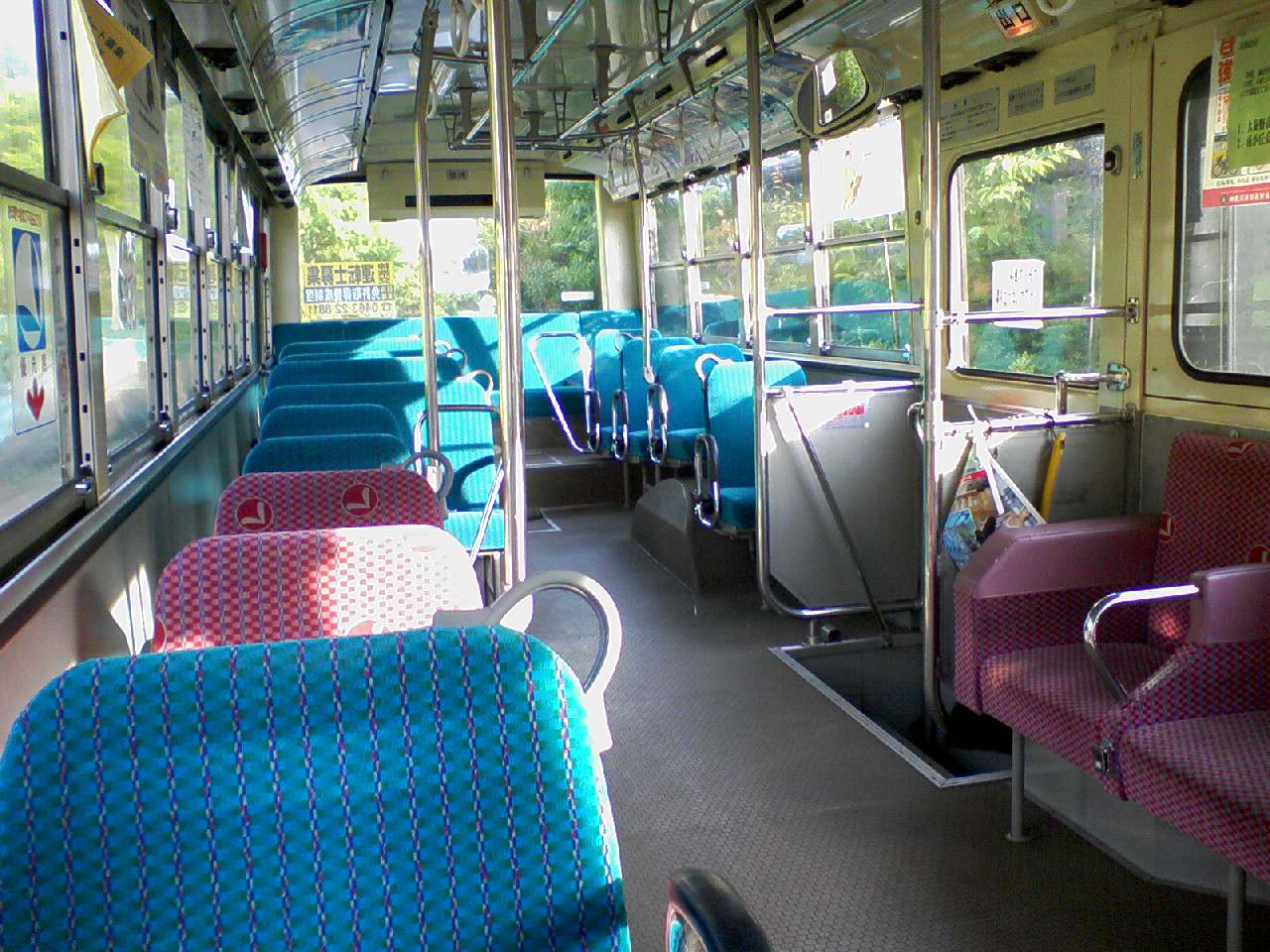
UA460車内（神奈川中央交通）

#### 低公害バス

##### 日本初の市販CNGバス

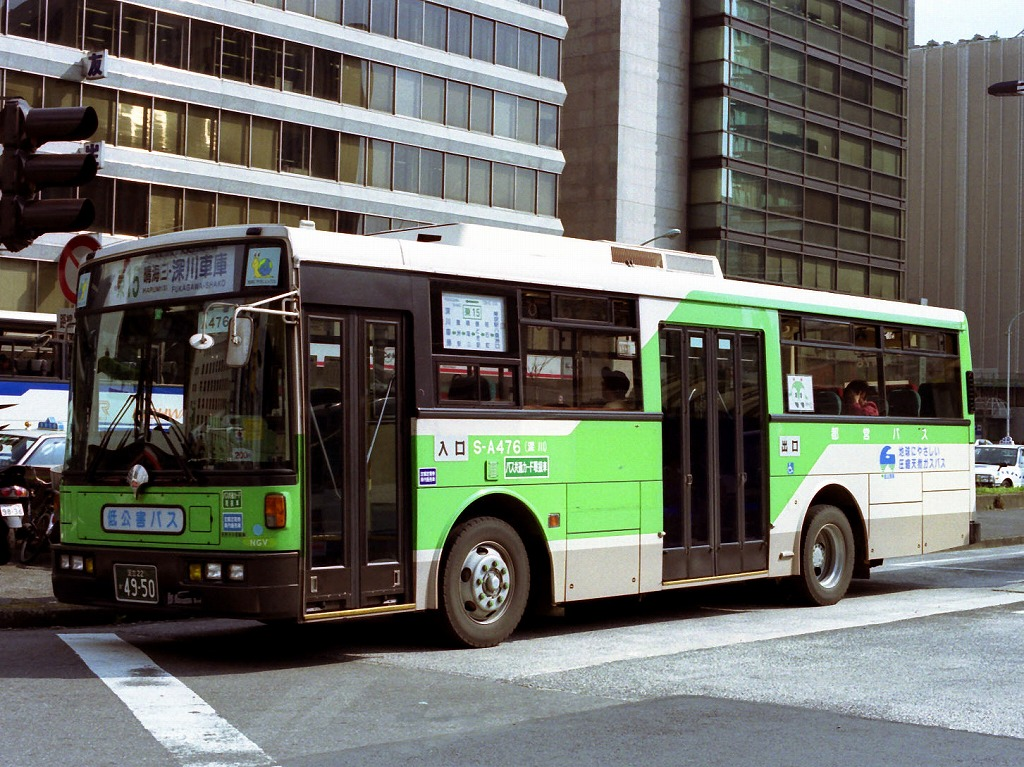
U-UA440HAN改
試作CNG車
（富士R17/7E）
東京都交通局

日産ディーゼルはUA系において、日本初の市販CNGバスを開発し実用化、CNGバスを普及させたことでも特筆される。
初期のCNGバスの車体は、ほとんどが富士重工業製車体 (R17/7E)を架装したが、西日本（京都市交通局や神戸市交通局、阪急バスなど）では西日本車体工業製車体 (58MC) を採用した事業者もあった。

###### 試作CNG車（U-UA440系）
日本国内のバス業界に先駆け、1994年12月にU-UA440系で試作CNG車を実用化。型式は改造扱いで、U-UA440HAN改/U-UA440HSN改。同月には日本国内の8事業者に試作CNG車が納入された。
試作CNG車（U-UA440H*N改）のエンジンは、PF6型173kW (235ps) を搭載した。

###### 量産CNG車（NE-UA4E0系）
この試作CNG車（U-UA440H*N改）を元に、1996年2月にUA460系をCNG対応させ、日本初の本格的なCNGバスとして量産化を開始する。型式はNE-UA4E0系。
量産CNG車（NE-UA4E0系）のエンジンは、PU6型173kW (235PS) を搭載。翌1997年度には176kW (240PS) の高出力仕様を追加設定した。

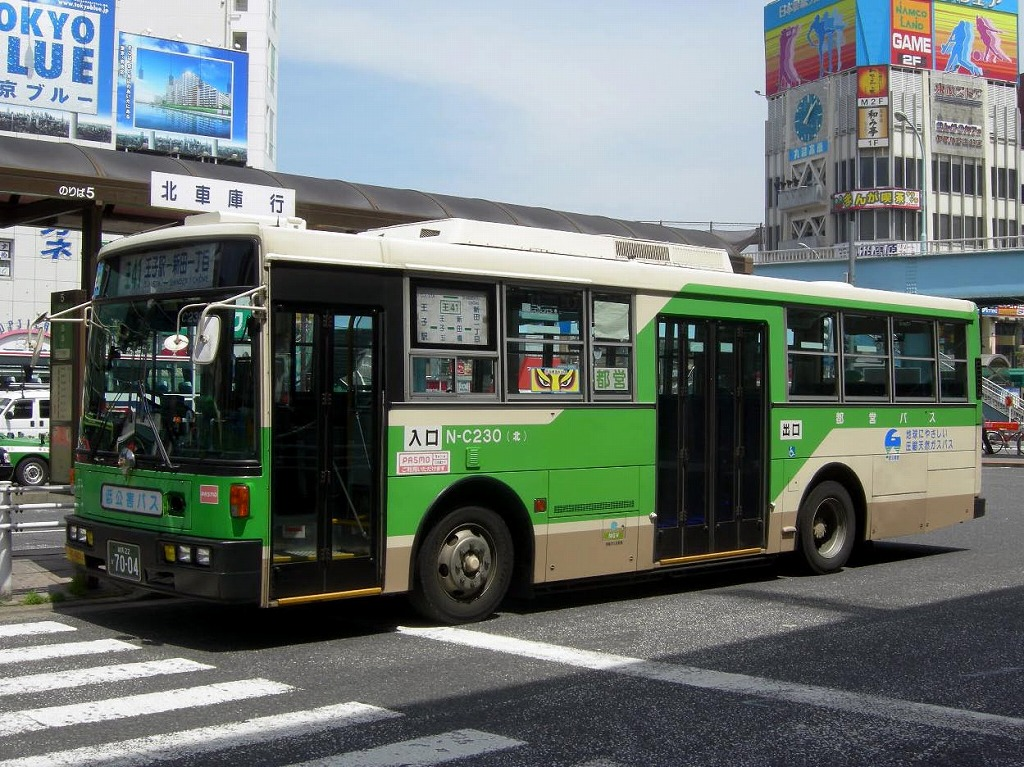
NE-UA4E0HAN 量産CNG車 （富士R17/7E） 東京都交通局
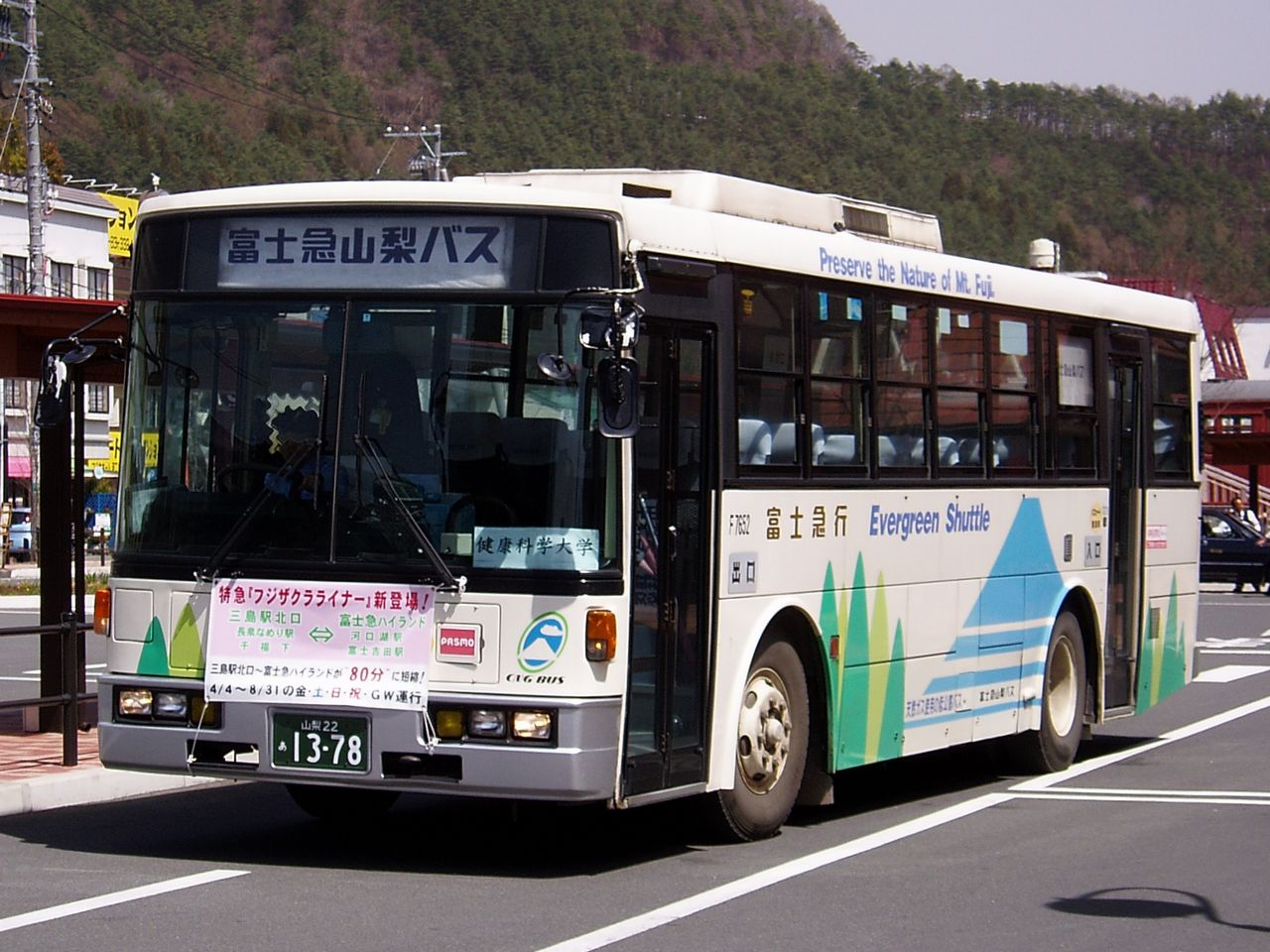
NE-UA4E0HSN 量産CNG車 （富士R17/7E） 富士急山梨バス「エバーグリーンシャトル」
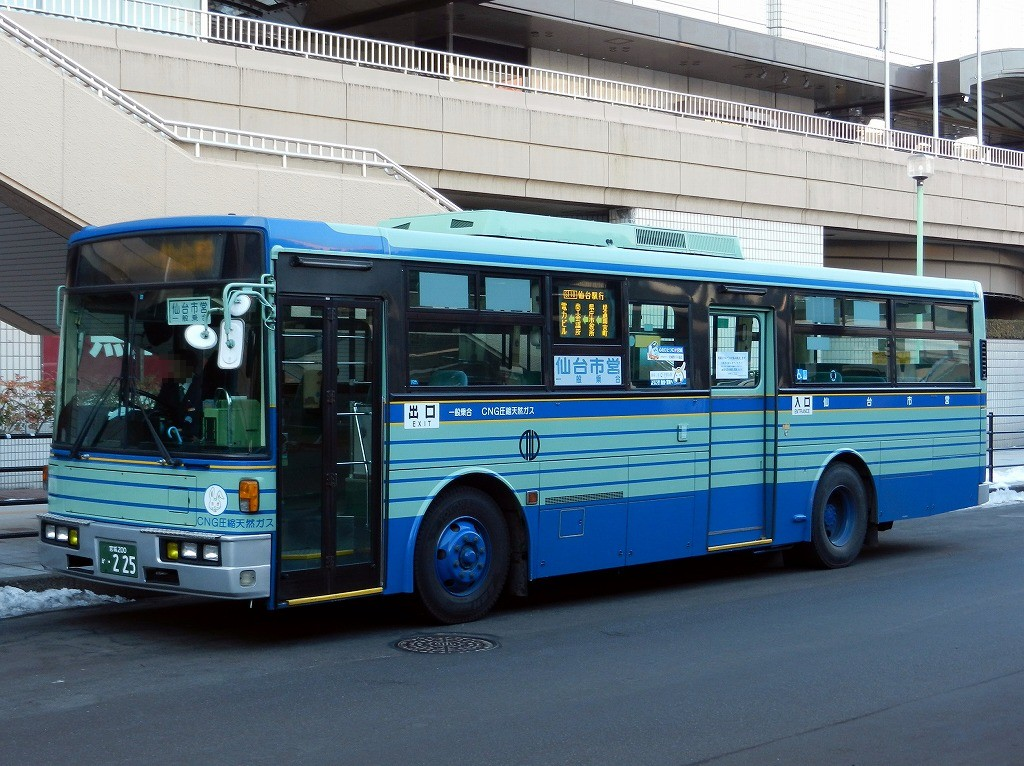
NE-UA4E0LAN 量産CNG車 （富士R17/7E） 仙台市交通局

##### 蓄圧式ハイブリッド車“ERIP”

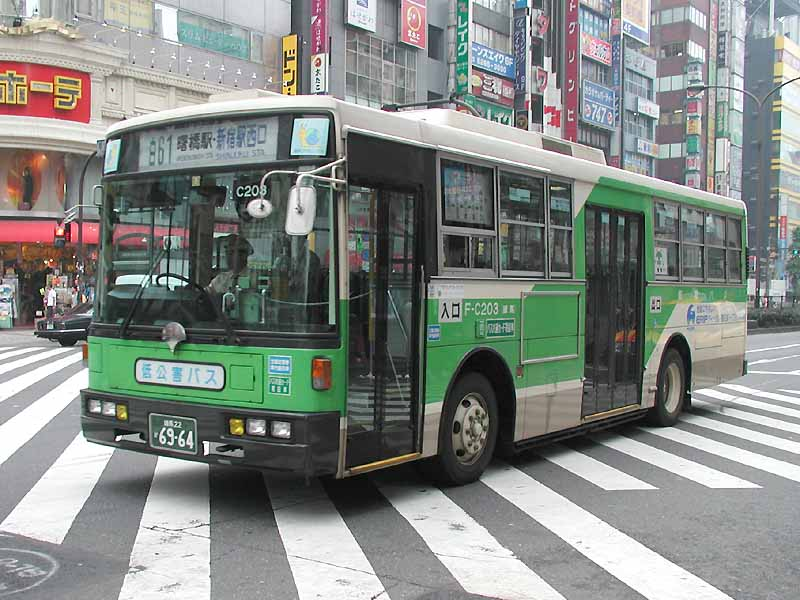
KC-UA460HAN改 （東京都交通局）

また低公害バスとして、CNGバスと並行してハイブリッドバスの開発にも着手し、蓄圧式ハイブリッド車「ERIP（エリップ）」を開発した。「ERIP」は「Energy Recycling Integrated Powerplant」の略称である。ハイブリッドシステムの主要機器はボルボグループのボルボ・エアロ製である。
1994年度（平成6年度）にU-UA系（U-UA440HAN）を元にERIP試作車が製造され、大阪市交通局へ納入（機械式AT仕様）。翌1995年からKC-UA460系をベース車として正式発売され、大阪市交通局へ再度納入。また同年度から翌年度にかけて東京都交通局へまとまった台数が納入された。しかし導入事業者は少数にとどまり、その他は横浜市交通局、会津乗合自動車。の4社局のみであった。車体はいずれも富士重工業製（R17/7E）を架装する。
基本的な構造は、同じ蓄圧式ハイブリッドバスである三菱ふそう・エアロスター「MBECS」、いすゞ・キュービック「CHASSE」に準ずる。
欠点もまた他社製の蓄圧式ハイブリッドバスに共通し、期待されたほど排出物低減効果も発揮できなかった上、ハイブリッド機構搭載による重量増で軽量化や燃費向上ができず、また当時の路線バスで求められていた低床化に対応できないなどの問題があった。
こうしたことから、KC-UA460系「ERIP」は1999年をもって生産終了となった。

#### KL-UA452A系
KL-UA272系ノンステップバス（Fタイプ・Nタイプ）及びKL-UA452A系（Gタイプ）については後述。
2000年6月28日に平成11年排出ガス規制に伴いモデルチェンジされ、KL-UA452A系となった。エンジンは過給器付きのPF6H系を搭載し、高出力車もエンジン設定で対応した。標準出力車がPF6HTA型(240ps)、高出力車がPF6HTB型(300ps)となる。
ホイールベースはUA460/4E0/521A系から変更され、K尺(4.8m)、M尺(5.3m)、P尺(5.8m)、T尺(6.5m)の4種類が用意されているが、T尺はエアサス高出力車のみの設定となる。この車から、前扉付近にあるモデルプレートに表記されている型式から、軸距を表す記号以降の表記が消える（KL-UA452KANなら"KL-UA452K"、JPなど他車種も同じ）。
車体は富士重工、西工双方が架装している。富士重工製の7E(7B)ボディは軽量化などの改良がされて新7E(新7B)ボディとなったが、同社のバス架装事業終了に伴い2003年までの生産となる。また西工は高出力車のシャーシに自家用向けE型ボディを架装した車両を製造し、西日本を中心に近距離高速バス向けに導入例がある。

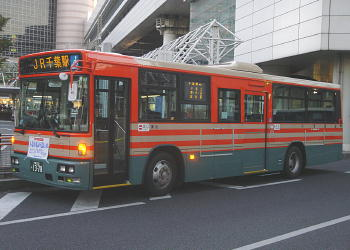
KL-UA452KAN（西工） 小湊鐵道
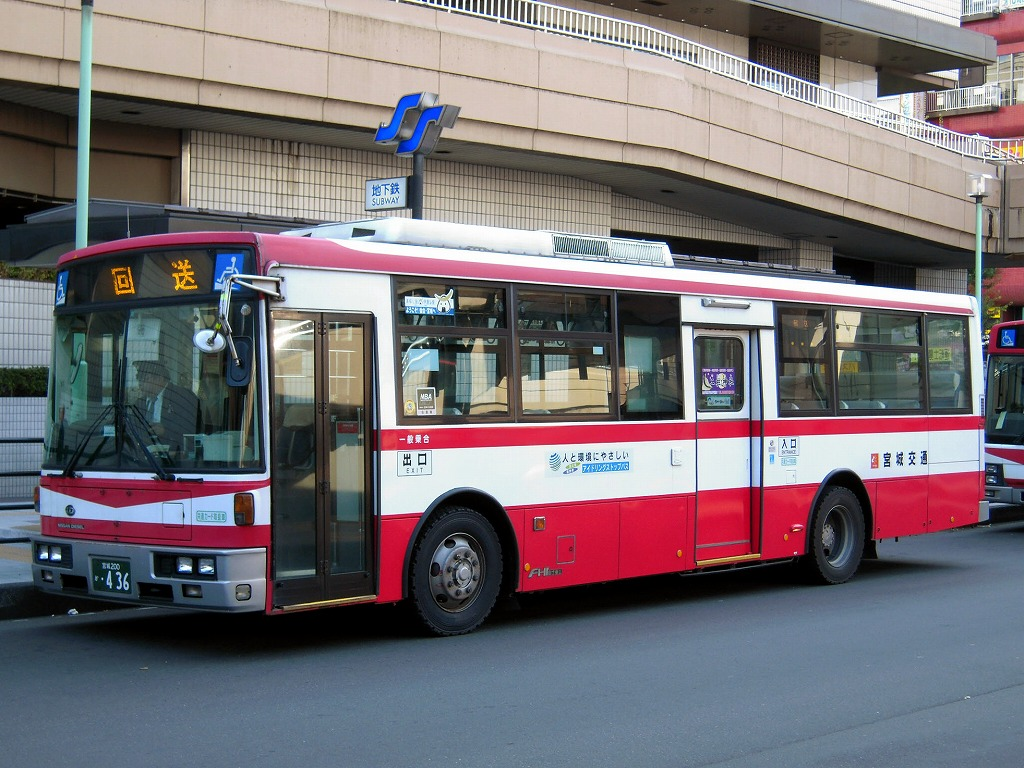
KL-UA452MAN（富士重） 宮城交通
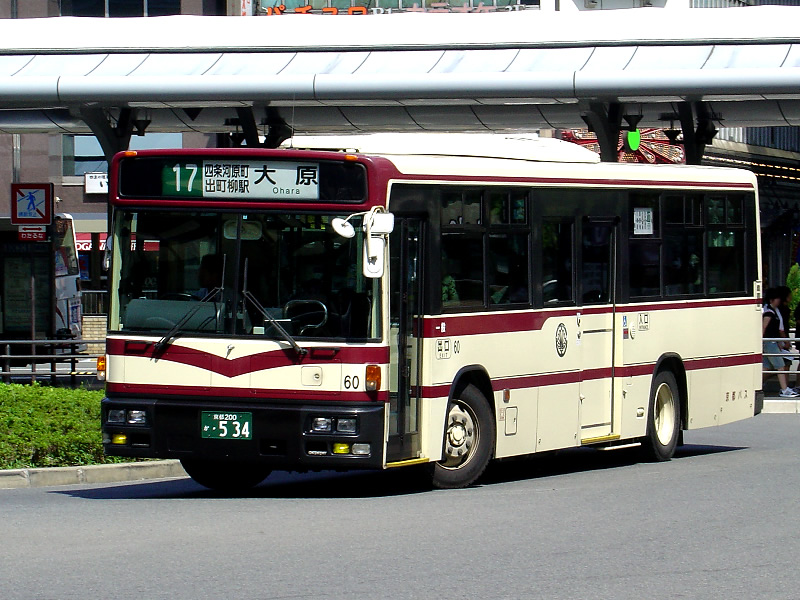
KL-UA452MAN（西工） 京都バス
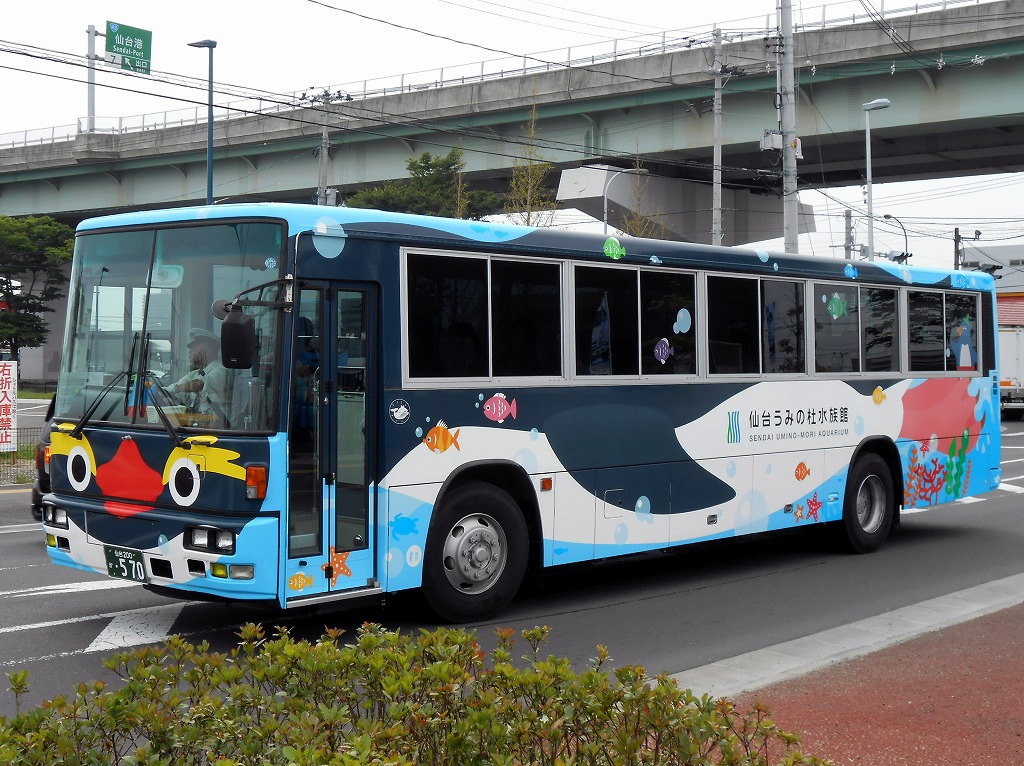
KL-UA452PAN（西工） 2525タクシー（仙台うみの杜水族館のシャトルバス）
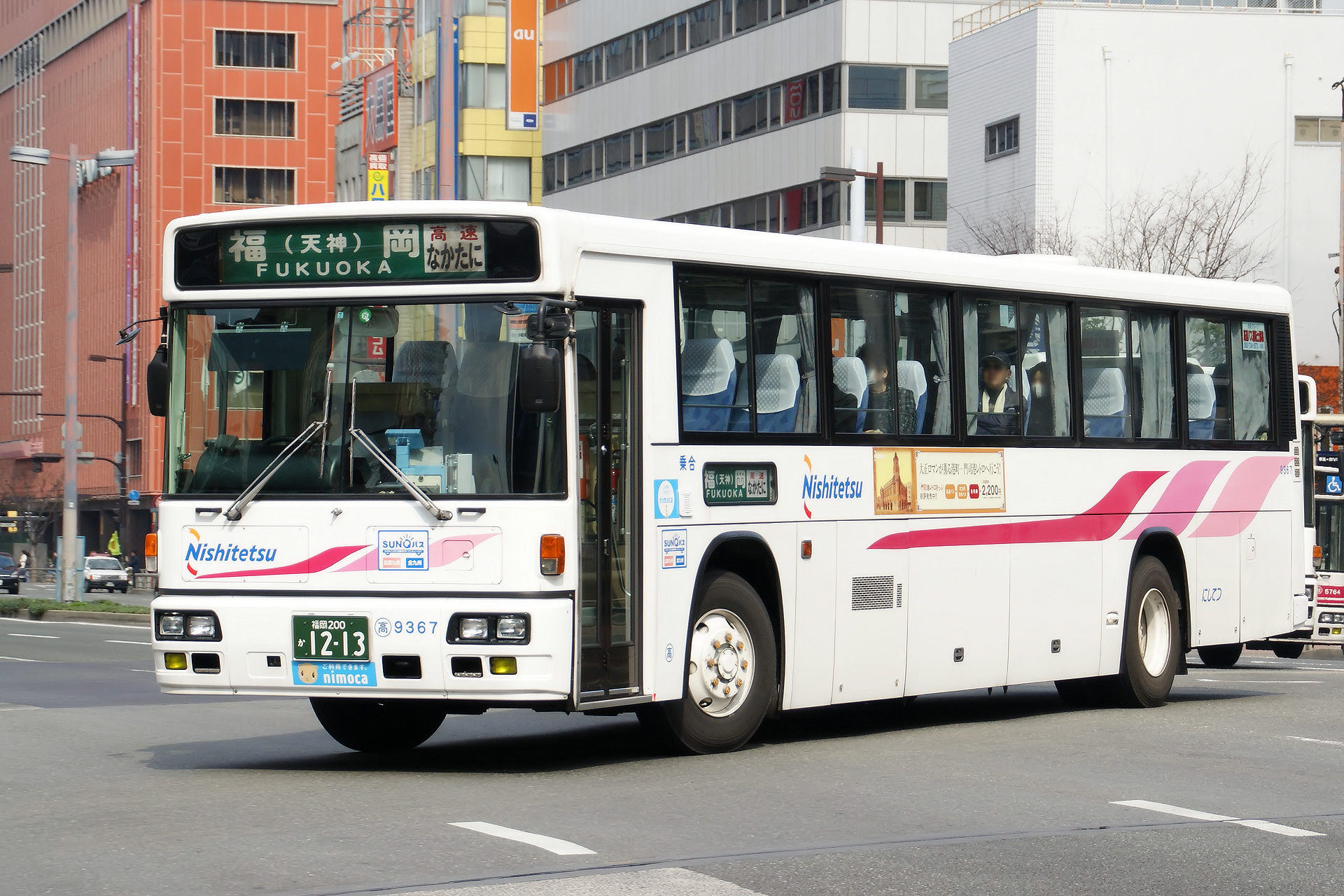
KL-UA452TAN（西工） 西日本鉄道

##### CNG車
駆動系以外はほぼベース車であるディーゼル車と同様である。エンジンはPU6型184kW(250PS)を搭載。

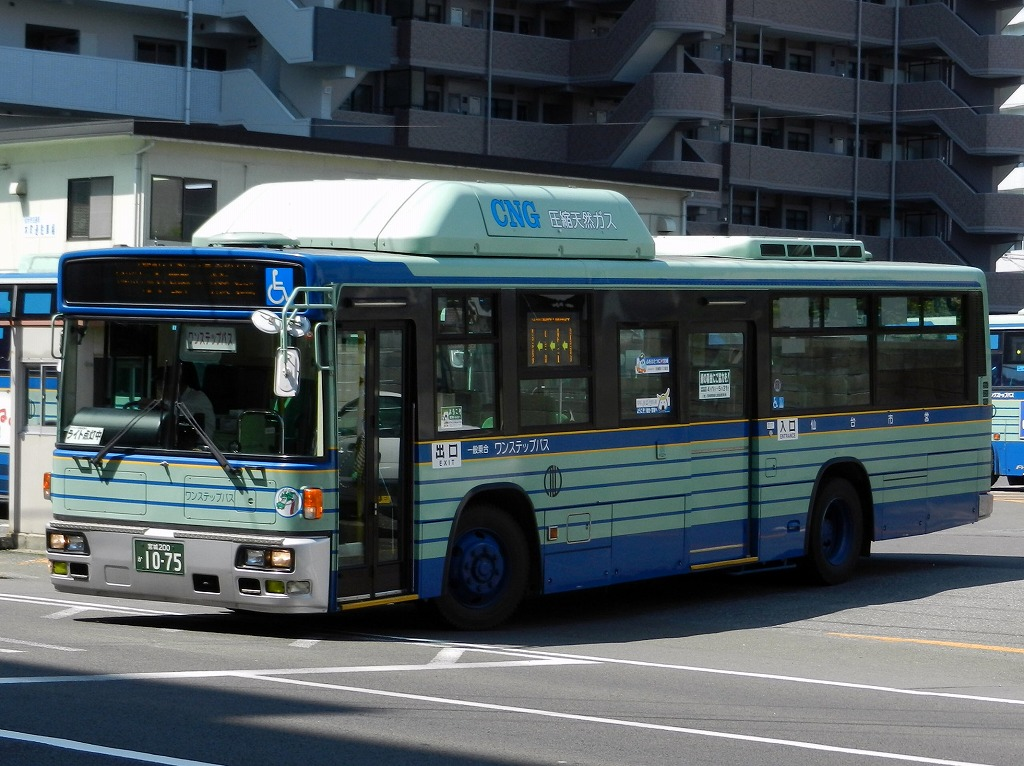
KL-UA452MAN改（西工） 仙台市交通局 CNGワンステップバス

### ノンステップバス
1997年には試作ノンステップ車を開発、翌1998年に正式発売された（Fタイプ）。2003年には富士重工業のバスボディ製造事業撤退により、西日本車体工業製車体へ変更（Nタイプ）。いずれもフルフラットノンステップバスであった。しかしコストが高くつくことから、2000年には西日本車体工業が安価な前中ノンステップバス（Gタイプ）を開発し、富士重工業も撤退まで架装した。
また、1994年に日本初のCNGバスを開発した日産ディーゼルは、5年後の1999年には日本初のCNGノンステップバスを開発・発売したことは特記される。同社の低公害とバリアフリーを両立させようという試みが結実したものであった。CNGバスの低床化は、規制緩和によりガスボンベの軽量化が可能となり、ボンベを床下から屋根上に移設することでワンステップバス・ノンステップバスが実現したものである。翌2000年には中型車のRMにもCNG車をラインナップし「日本初の中型CNGノンステップバス」として発売した。しかし2000年代後半以降はCNGバスの需要が減少し、2005年には他社に先駆けて平成17年排出ガス規制適合のRA系を発売したこともあり、2007年をもってCNGバスの生産・販売を終了した。

#### ノンステップ - Fタイプ

##### KC-UA460A系
1997年にUA460KAM（改）として試作扱いで登場したフルフラットノンステップバス。K尺がホイールベース4.8m、M尺が5.3mとなる。ドイツZF社からトルコンATやドロップアクスルなどを輸入して製造した。ホイールがISO規格の10穴となっている。
構造的には、車体後部に通常のKC-UA460A系と同じPG6型エンジン (235ps) を垂直横置きしている。ボディは富士重工業製 (R17/7E) のみを架装する。
1997年に製造された初期車は、東京都交通局、名古屋市交通局、京都市交通局、熊本市交通局に納入された。
翌1998年に正式承認を取り、KC-UA460KAM（M尺はK尺の改造扱いで社内ではUA460MAMとして区別）として発売された。K尺はホイールベース4.8m、M尺は5.3m。構造的に従来と大差はない（屋根が若干薄くなった程度）。中扉グライド仕様のサンプルカーはじょうてつに譲渡された。
フルフラットノンステップで、整備や操作性に難のあるエンジン横置き搭載アングルドライブ駆動ということもあり、地方事業者への移籍車でもすでに廃車が発生している。

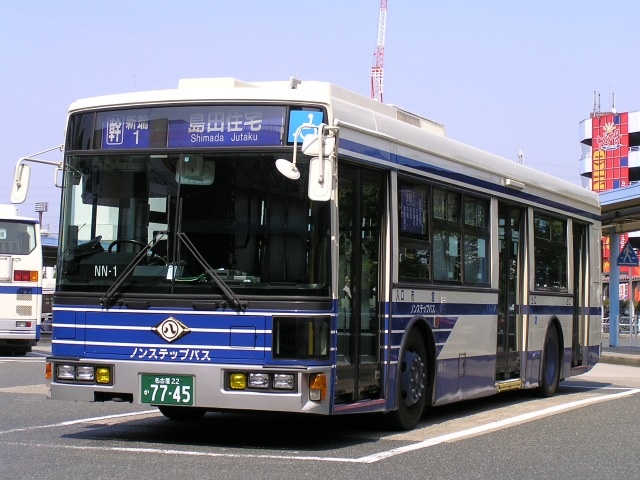
3扉ノンステップバス（平成9年度試作車） UA460MAM（富士R17/7E） 名古屋市交通局
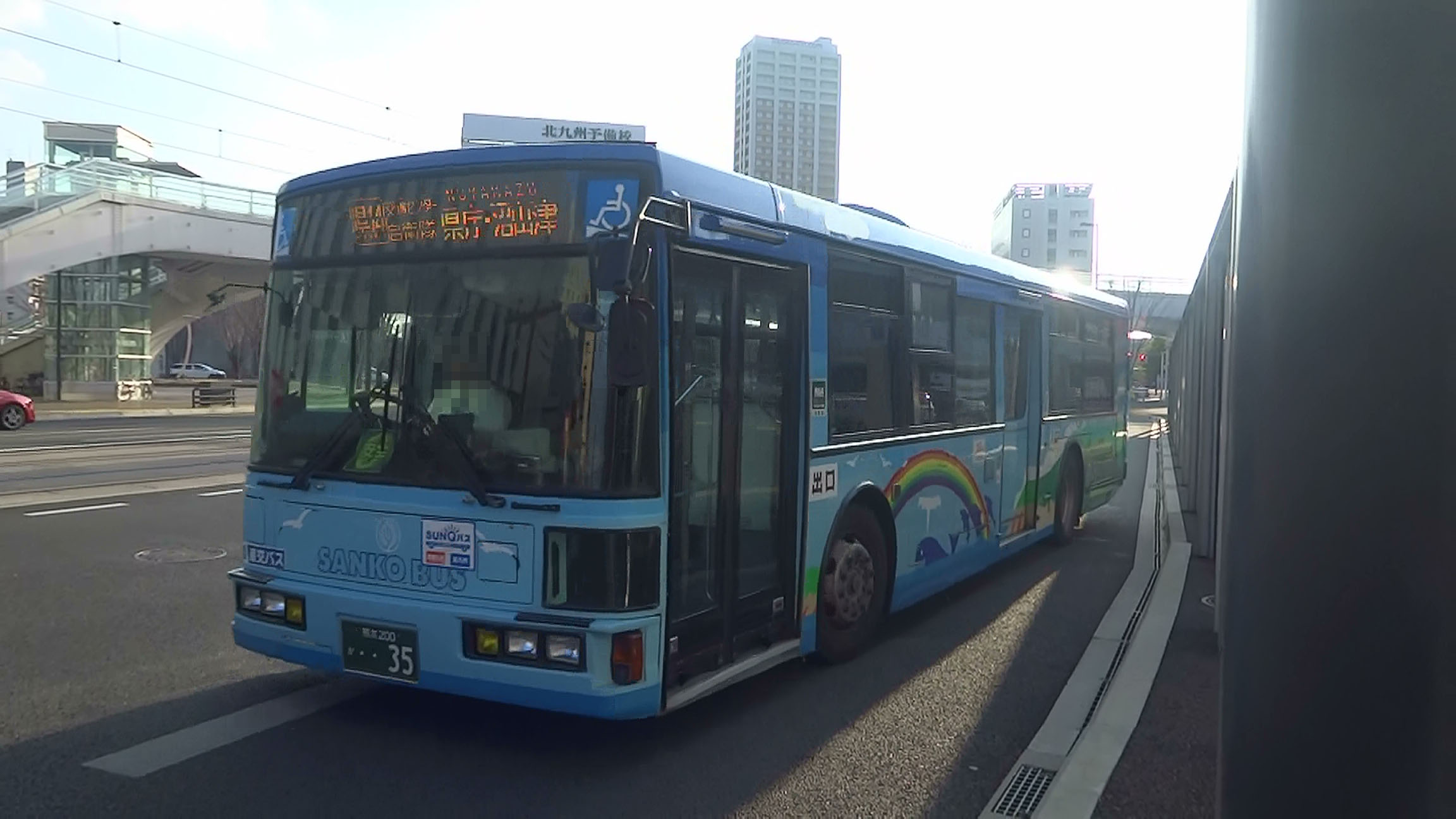
M尺（WB5.3m、改造扱い）ノンステップバス KC-UA460KAM改（富士R17/7E） 九州産交バスの新製導入車
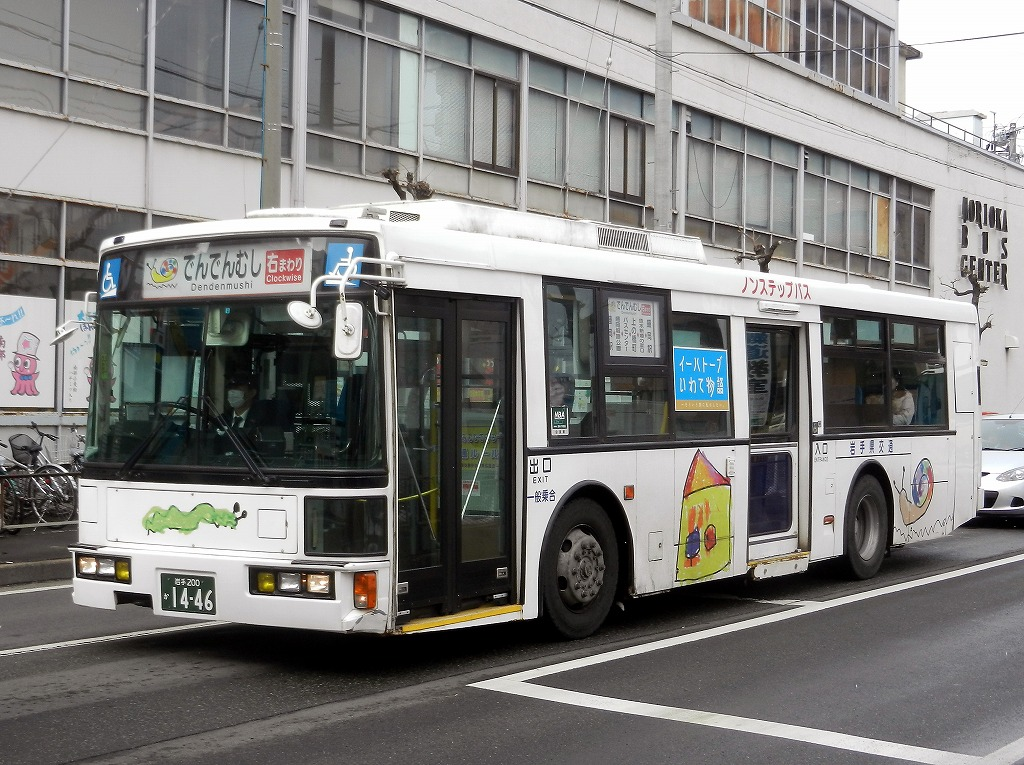
KC-UA460KAM（富士R17/7E） 岩手県交通
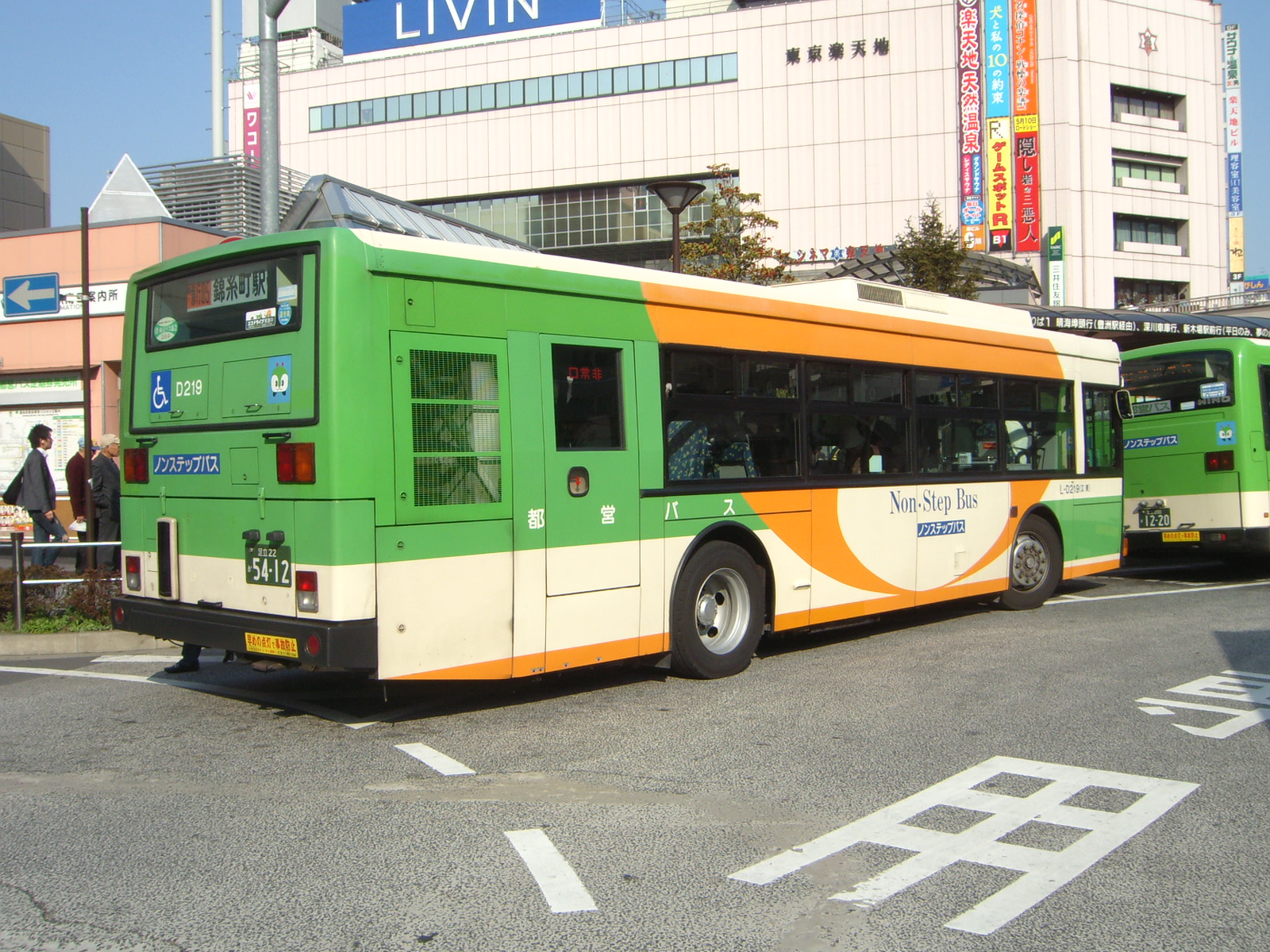
UA460KAM（富士R17/7E）後部 東京都交通局

##### KL-UA272A系
2000年、平成11年排出ガス規制への対応に合わせマイナーチェンジされ、KL-UA272KAM（M尺はK尺の改造扱いで社内ではUA272MAMとして区別）として発売。K尺がホイールベース4.8m、M尺が5.3mとなる。なお当初は型式認定を得ていなかったことから、試作車時代と同じくUA460KAMと名乗っており、K尺は西武バス、M尺は札幌市交通局が導入している。
エンジンがツーステップ・ワンステップと共通のPG6系から、中型トラックの増トン系などに採用されてきたMD92系のMD92TA型（過給モデル、260ps）に変更され、エンジンの小型化により客室空間が広がっている。
2003年の富士重工業のバスボディ製造撤退まで生産された。

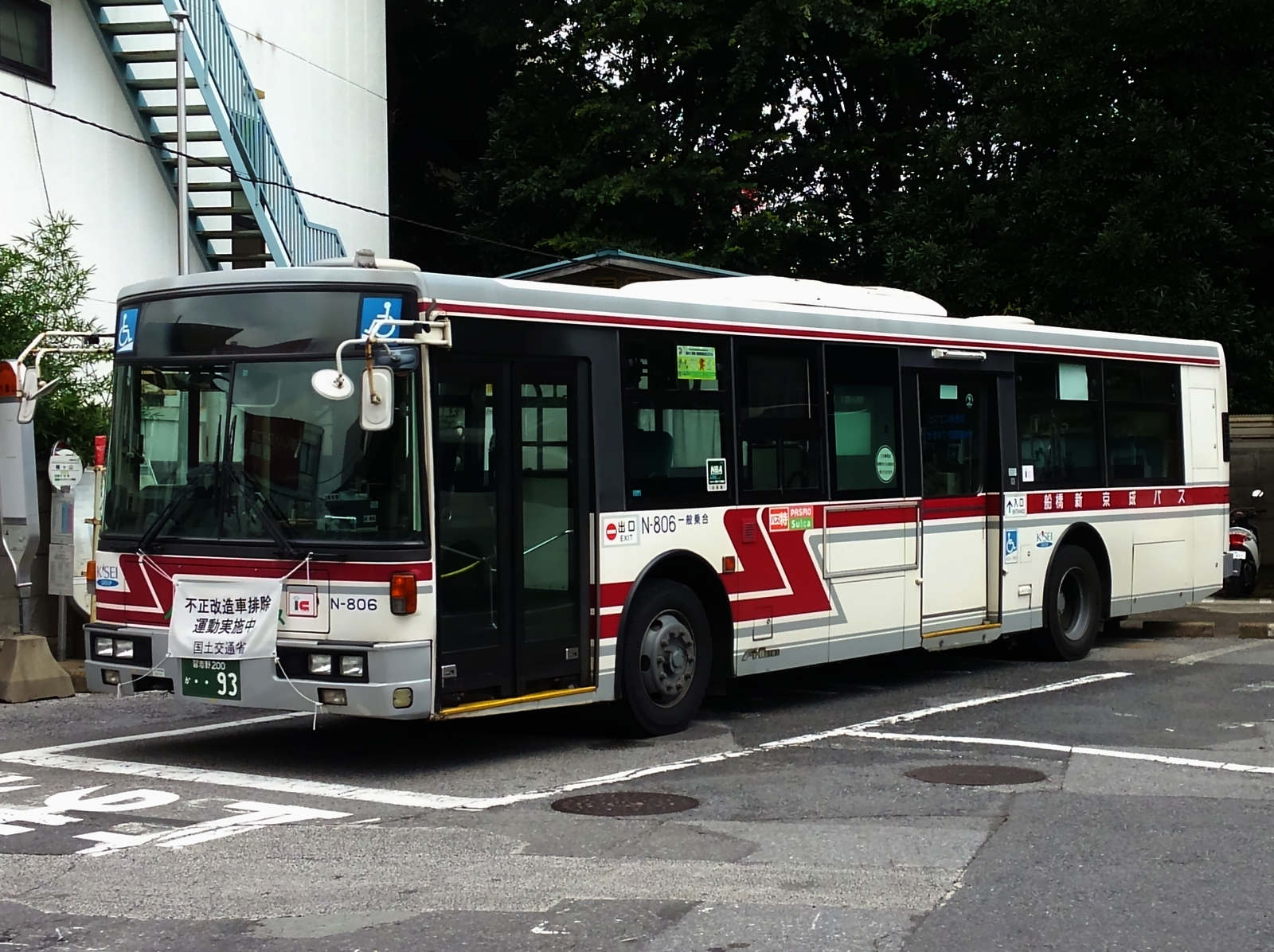
M尺（WB5.3ｍ、改造扱い）新7Eノンステップ KL-UA272KAM改（富士R17/7E） 船橋新京成バス
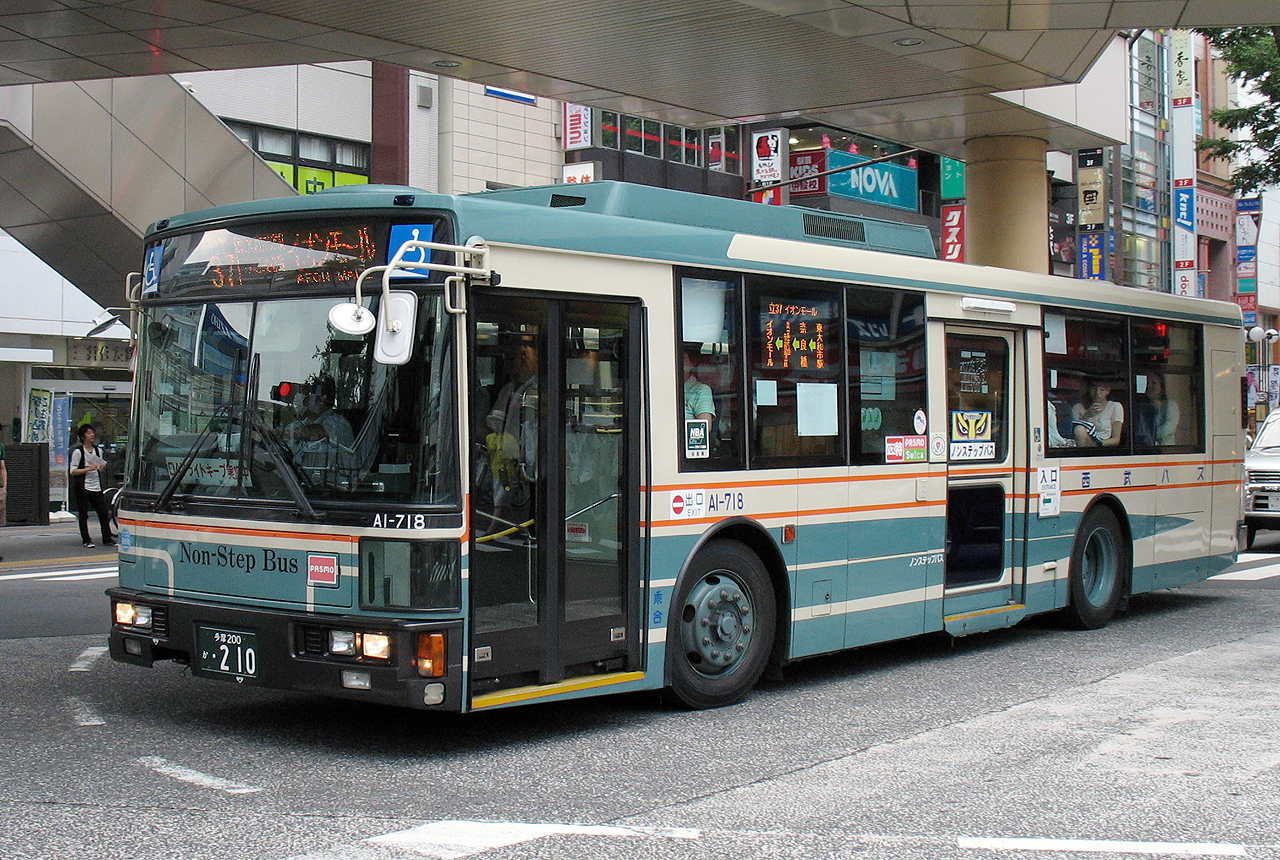
新7Eノンステップ KL-UA272KAM（富士R17/7E） 西武バス

##### CNGノンステップ - Fタイプ
1999年、KC-UA460A系をベースに日本初のCNGノンステップバスを発売。型式はKC-UA460KAM改/KL-UA272KAM改。エンジンはPU6型177kW (240ps) を搭載。
ベース車と同様に、ZF製4速AT (ECOMAT) を搭載。M尺はK尺の改造扱いであった。2003年の富士重工業のバスボディ製造撤退まで生産された。

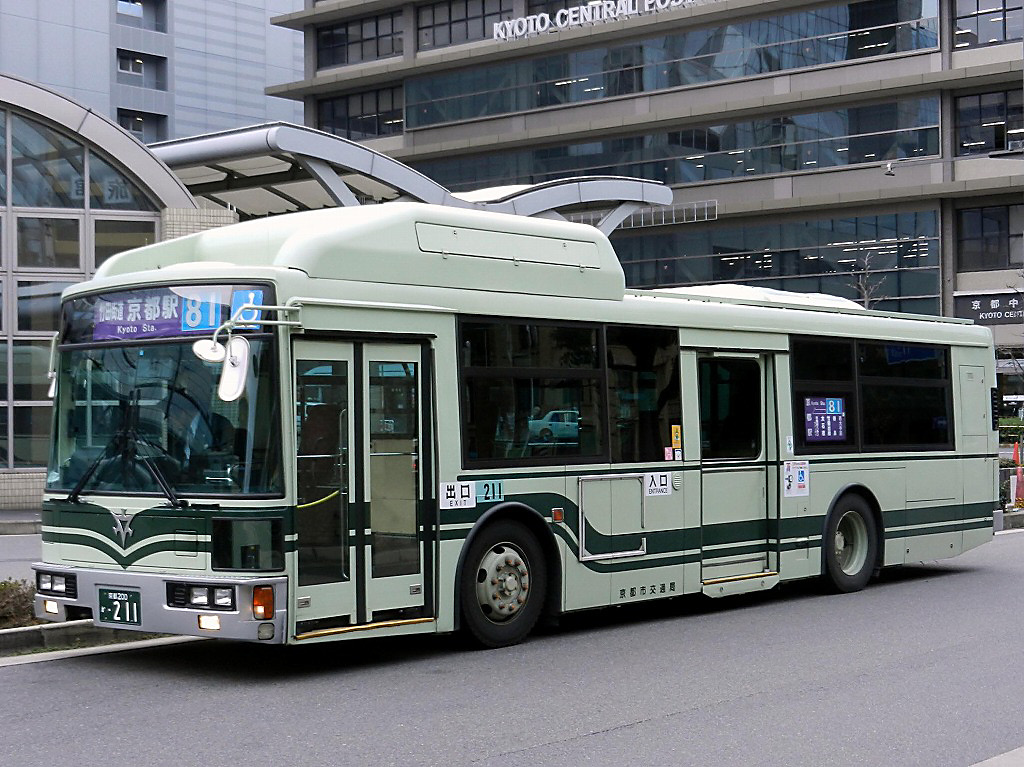
CNGノンステップバス Fタイプ（富士R17/7E） KL-UA272KAM改 京都市交通局

#### ノンステップ - Nタイプ

##### KL-UA272A系
2003年から、スペースランナーRA（後述）の登場まで製造されていたフルフラットノンステップバス。富士重工業のバス製造撤退により、従来は富士重工製ボディのみ架装していたフルフラットノンステを、西日本車体工業（NSK）に移管して発売された。
KL-UA272KAM改（すべて改造扱いでK尺とM尺があり、社内ではエンジンの違いからUA452KAM・UA452MAMとして区別）として発売。K尺がホイールベース4.8m、M尺が5.3mとなる。
エンジンはFタイプが専用のMD92系を用いていたが、Nタイプはワンステップバスと同じPF6系リアアンダーフロアエンジンを縦置きにして横方向にオフセットし、デフの位置をずらすことにより、リアオーバーハングの低床化を実現している。Fタイプに比べリアオーバーハング部分の座席が1列多く設定できるが、Fタイプに比べ座席位置は高い。
構造的には三菱ふそうニューエアロスターシリーズのノンステップバスに近いが、エンジンオフセットの方向は、ニューエアロスターとは逆のドア側になる。
しかし、この頃からそれまでフルフラットタイプを導入した事業者の大半がGタイプ（後述）に切り替えたため、Nタイプを導入した事業者は少ない。導入したのは、京都市交通局・西武バス・大阪市交通局・名古屋市交通局・神戸市交通局など。CNGバスも存在する。なお、京都市交通局導入分は後3列目までフラット仕様、それ以外は前中間ノンステップの仕様で導入されている。2005年8月で生産終了となった。

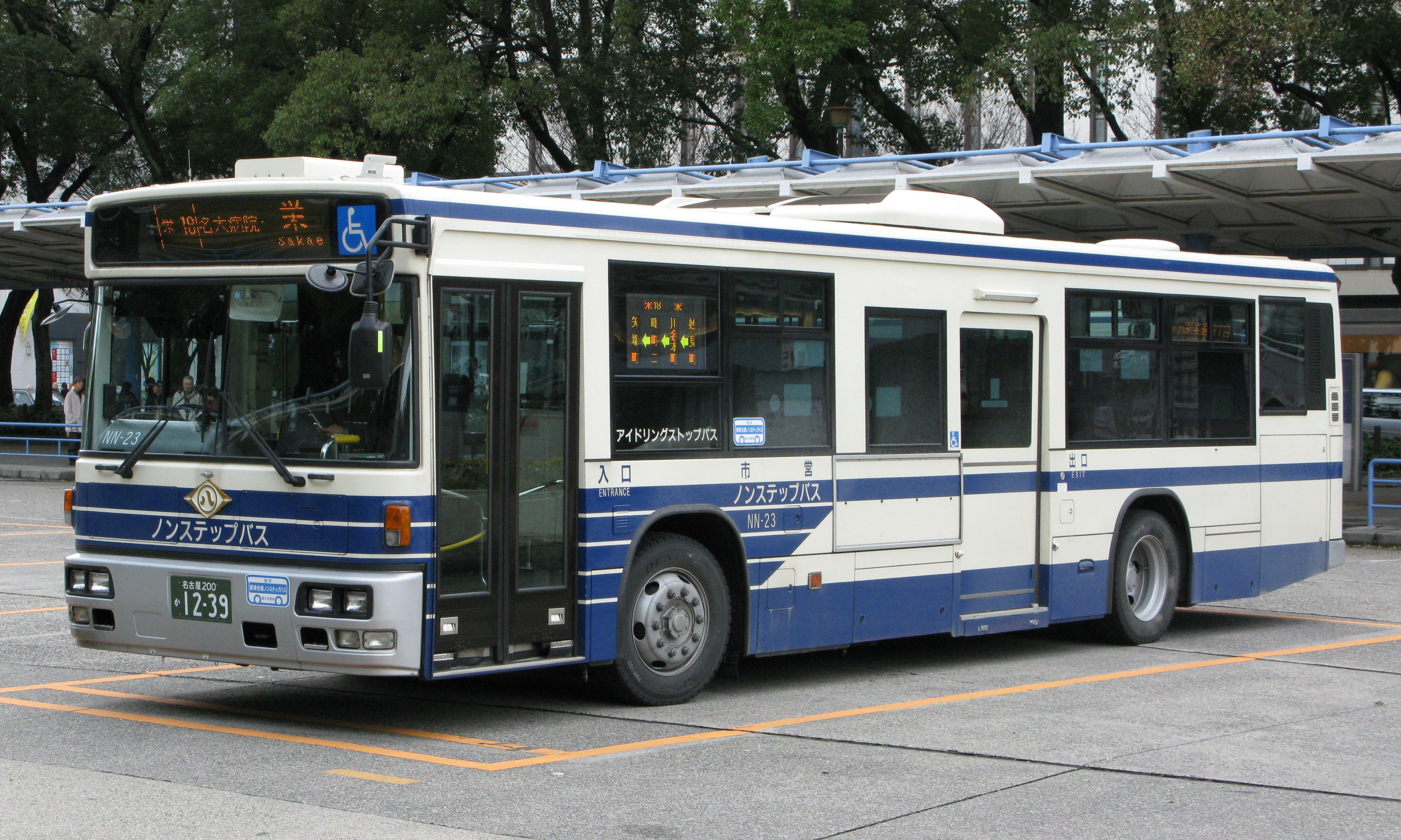
M尺相当車 西工B-I/96MC KL-UA272KAM改 名古屋市交通局

##### CNGノンステップ - Nタイプ
2003年から、スペースランナーRA（後述）の登場まで製造されていたフルフラットノンステップバス。富士重工業のバスボディ製造撤退により、従来富士重工業のみの製造だったフルフラットノンステップバスを西日本車体工業製車体へ移行して発売された。型式はKL-UA272KAM改。エンジンはPU6型177kW (240ps) を搭載。「N」は西日本車体工業の頭文字から。
ベース車と同様に、ZF製4速AT (ECOMAT) を搭載。M尺はK尺の改造扱いであった。

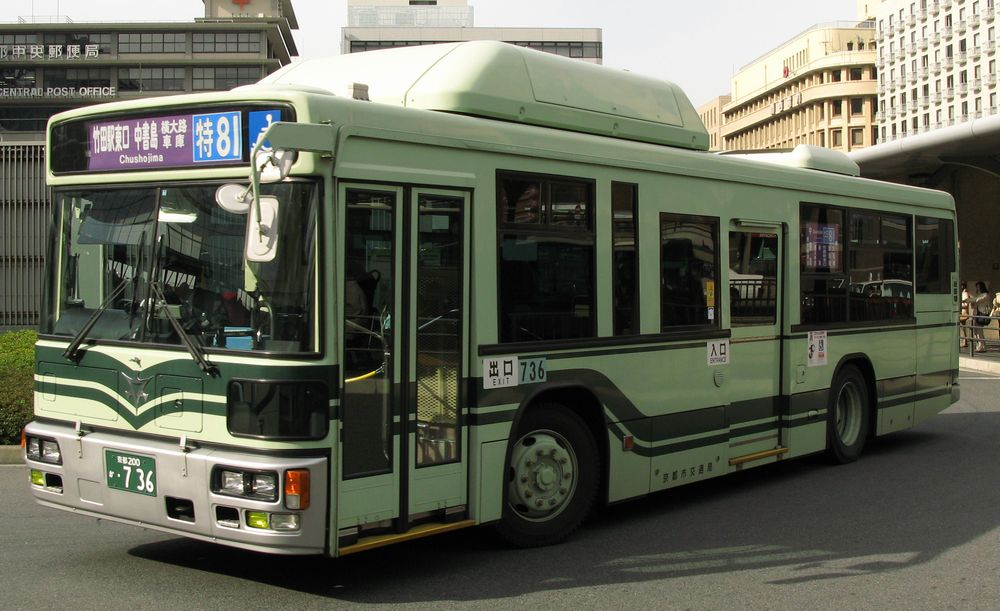
CNGノンステップバス Nタイプ（西工B-I/96MC） KL-UA272KAM改 京都市交通局

#### ノンステップ - Gタイプ

##### KC-UA460A改系
西日本車体工業が、安価な大型ノンステップバスを独自に開発し、2000年から改造扱いで生産開始したノンステップバス。尼崎市交通局が導入の第1号で、以後主流となるタイプである。
従来の日産ディーゼルのノンステップバスはすべてトルコンATのみであったため、MTベースの安価なノンステップバスを求めるバス事業者の声に応じ、ワンステップバスの前輪から中ドアまでをノンステップ化（前中ノンステップバス）、後部のエンジン周りはワンステップバスと同じ構造を採用し、コスト削減とMT化を実現した。いすゞ・エルガ (type-A)と同様の構造で、フルフラットノンステップバスではない。
初期のKC-UA460*AN（改）系はH尺がホイールベース4.72m、L尺が5.24m、N尺が5.55mで、架装ボディは西日本車体工業のみであった。特にホイールベース4.72m（短尺車）のKC-UA460HAN改型は、尼崎市交通局、東急バス、横浜市交通局にしか導入されなかった希少な存在である。

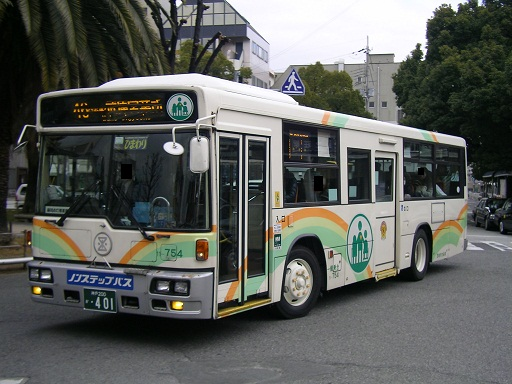
Gタイプ（西工B-II/96MC） KC-UA460HAN 尼崎市交通局

##### KL-UA452A改系
2000年からのKL-UA452*AN（改）系はK尺がホイールベース4.8m、M尺が5.3m、P尺が5.8mで富士重工も車体を架装している（富士重工は2003年まで）。なお、西鉄バス北九州も電車代替バスの2代目車両として導入している。

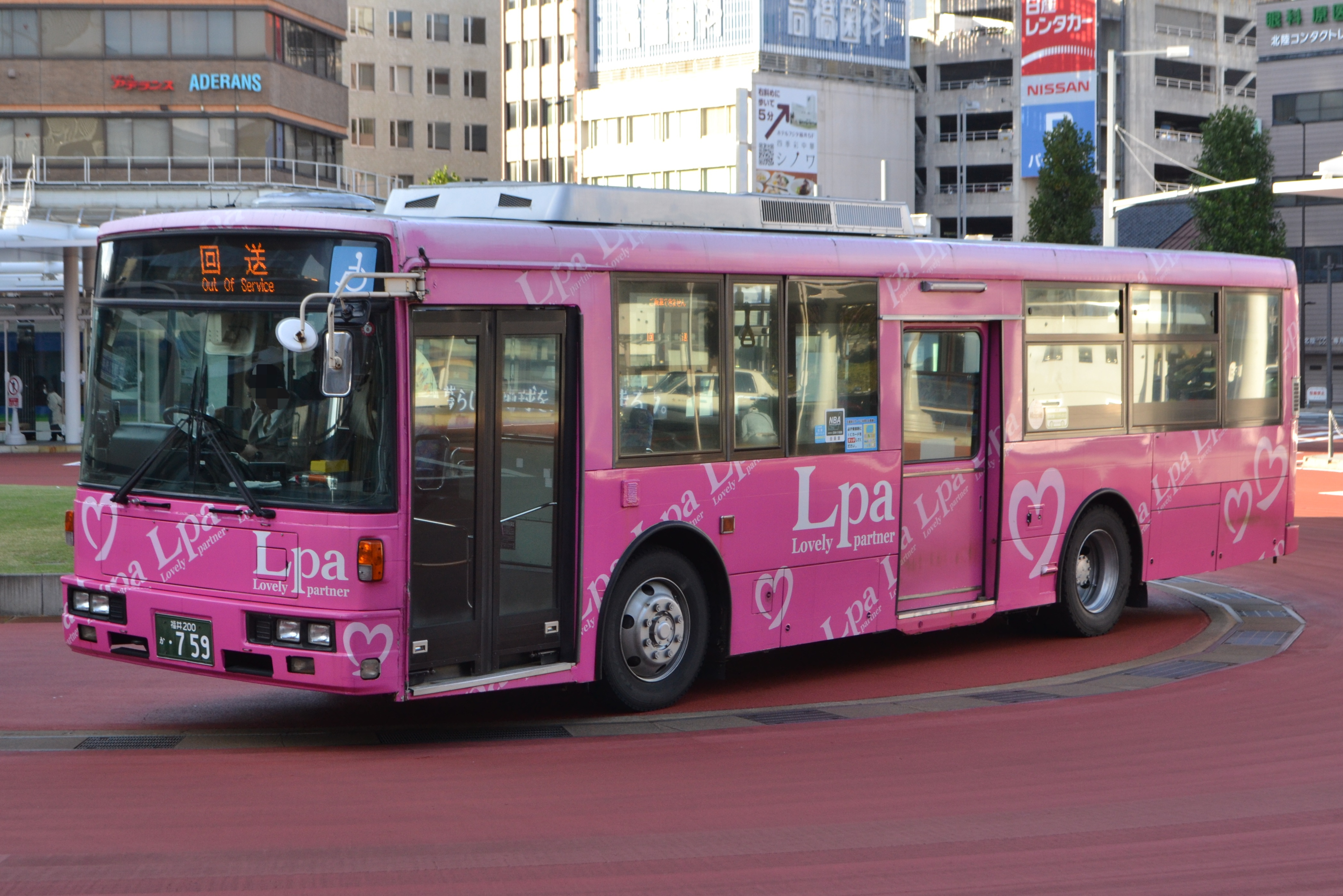
Gタイプ（富士R17/7E） KL-UA452KAN改 京福バス(東急バスからの移籍)
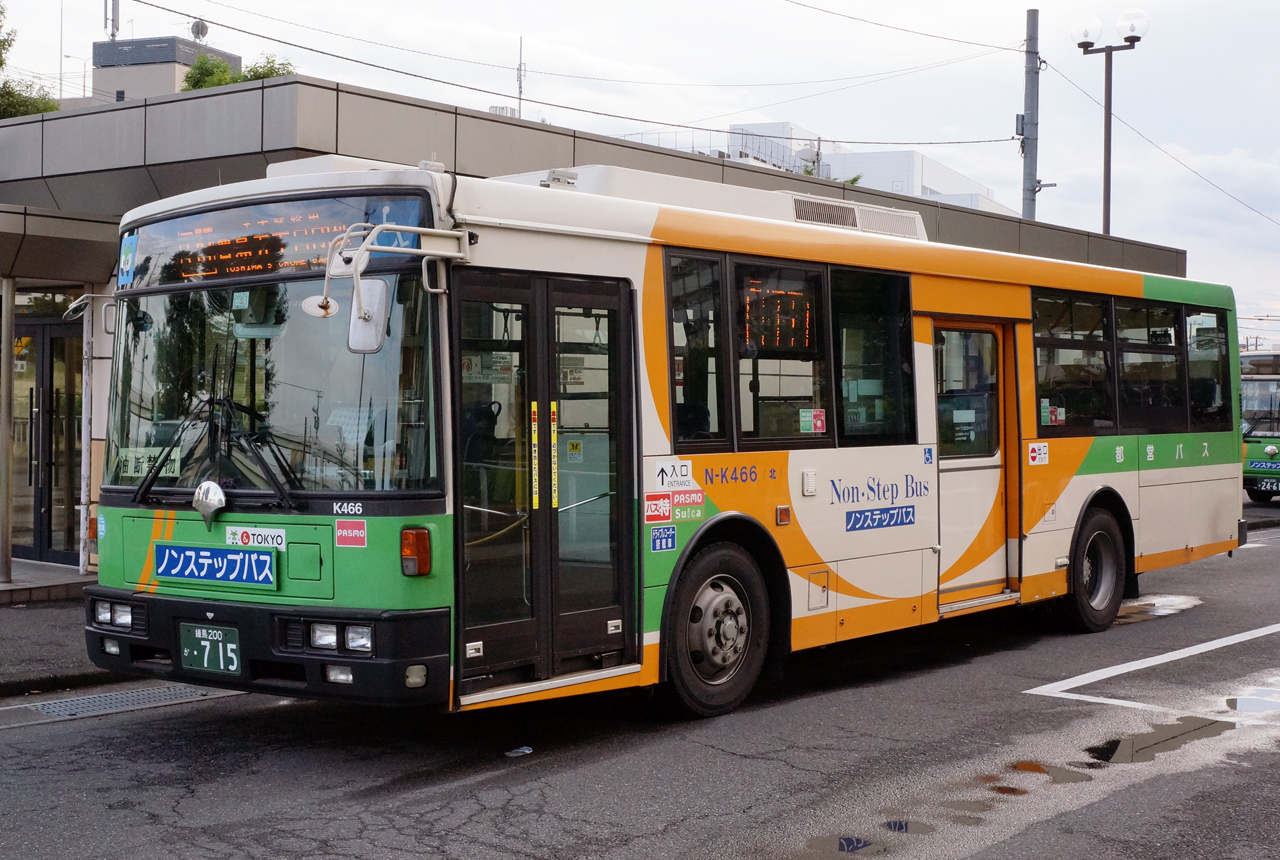
Gタイプ（富士R17/7E） KL-UA452KAN改 東京都交通局
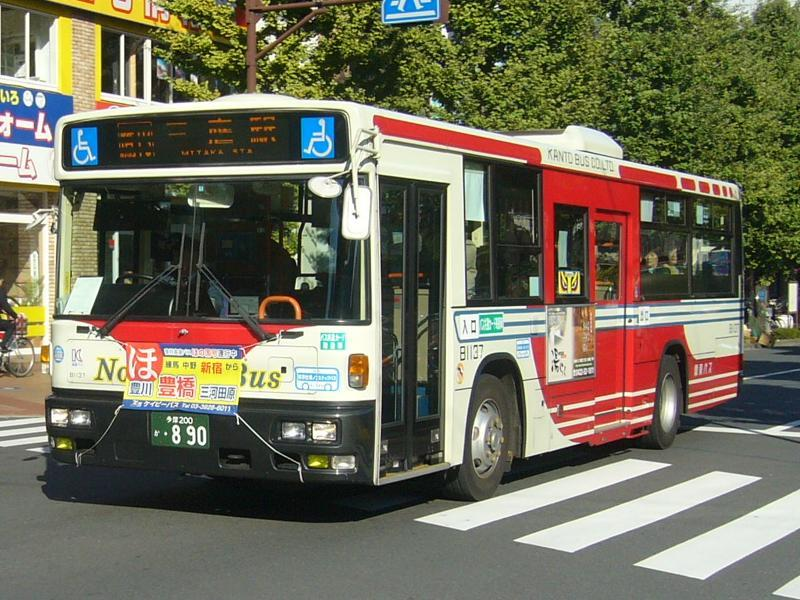
Gタイプ（西工B-I/96MC） KL-UA452KAN改 関東バス

##### CNGノンステップ - Gタイプ
型式はKL-UA452KAN改/MAN改/PAN改。エンジンはPU6型184kW(250PS)を搭載。5速MTが標準設定されている。車体は富士重工業製（2003年まで）、西日本車体工業製ともに存在する。
2007年8月31日までは販売されていたことから、スペースランナーRAへの移行後も導入例がある。2006年以降はスペースランナーRAと同等のマイナーチェンジボディとなり、RAと同様の灯火規制にも適合した。2005年8月をもってディーゼル車は生産終了した。

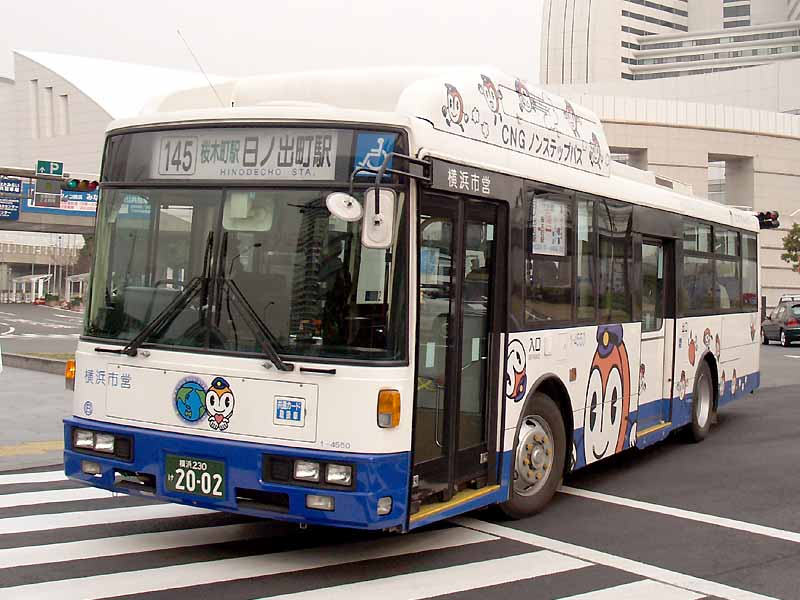
Gタイプ（富士重工R17/7E）・CNG KL-UA452KAN改 横浜市交通局（フロント）
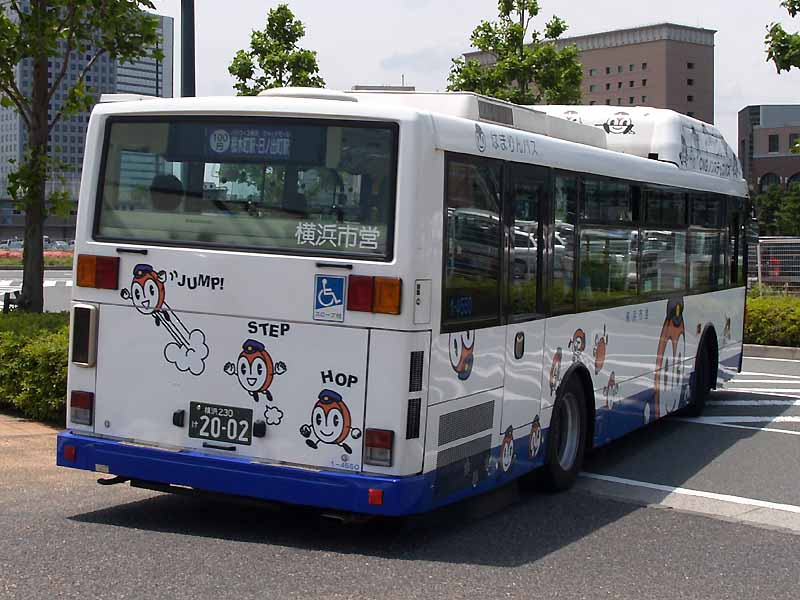
Gタイプ（富士重工R17/7E）・CNG KL-UA452KAN改 横浜市交通局（リア）
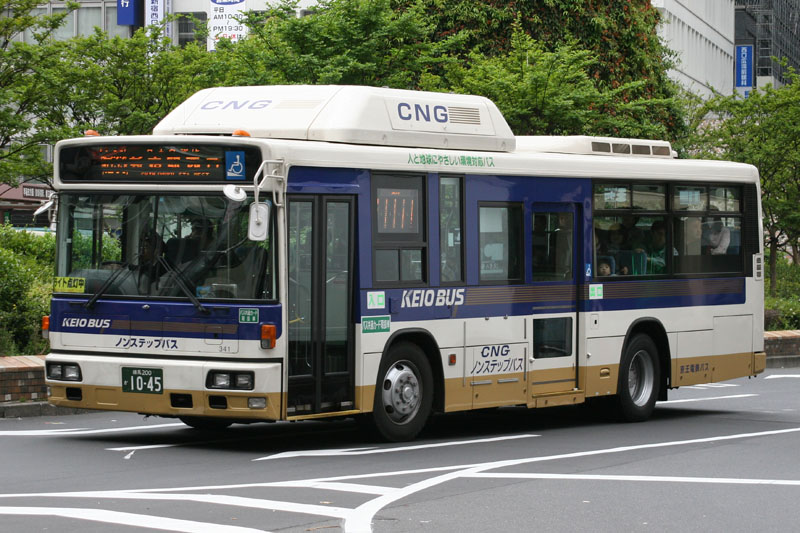
Gタイプ（西工B-I/96MC）・CNG KL-UA452KAN改 京王電鉄バス
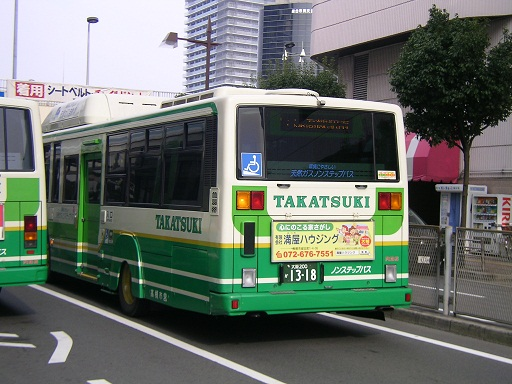
Gタイプ（西工B-I/96MC）・CNG KL-UA452KAN改 高槻市交通部（リア）
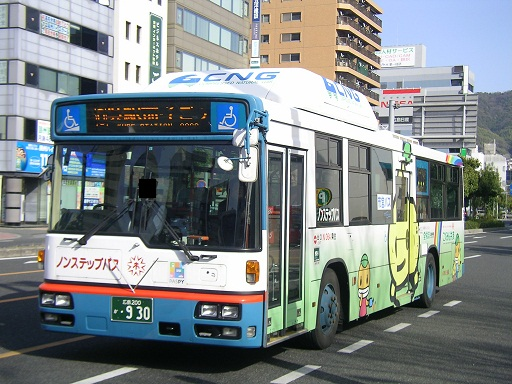
Gタイプ（西工B-I/96MC）・CNG RA同様灯火規制適合 KL-UA452MAN改 呉市交通局（フロント）
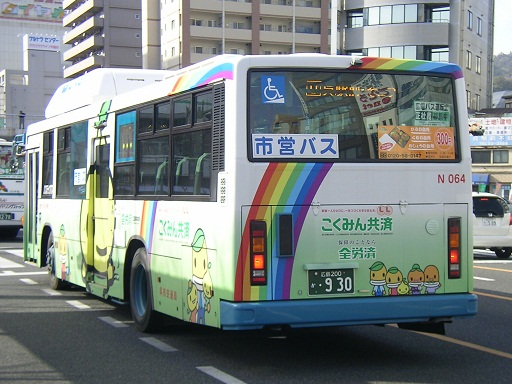
Gタイプ（西工B-I/96MC）・CNG RA同様灯火規制適合 KL-UA452MAN改 呉市交通局（リア）

## スペースランナーRA（RA系）
これ以降は、ツーステップバス・ワンステップバス・ノンステップバスを一括して扱う。
2005年6月6日、大型路線バスで初めて新長期規制（平成17年排出ガス規制）に適合したモデルが発売開始され、ADG-RA273A系となった。このモデルより、エンジン設置方法が「縦置き横倒し」から「縦置き直立」へと変更されたため、シリーズ名がUAからRAへと変更された。

### ADG-RA273A系
エンジンは、UA272（富士重工製）に搭載されていたMD92TAをベースに、尿素SCR触媒と超高圧燃料噴射（コモンレール）、酸化触媒を組み合わせた「FLENDS」と呼ばれる排出ガス浄化システムを搭載したMD92TJ型(300ps)1種類に整理された。
ホイールベースは、K尺(4.8m)、M尺(5.3m)、P尺(5.8m)、T尺(6.5m)の4種類あり、T尺以外はノンステップにも対応している。ノンステップの仕様はATを選択した場合を含めUAにおけるFタイプやNタイプではなくGタイプに準じた構造である。車体は西工96MCだが、平成18年灯火器類保安基準に適合するため、リアコンビネーションランプをJP/RM360と同じ縦並びにした他、フェンダーアーチの形状や窓割りの変更、サイドリフレクター（反射板）を追加した先代とは異なる外見が特徴。変速機は、路線車がDD5速MT車とZF社製OD5速AT車（K尺・M尺のみ）、近距離高速と自家用仕様がOD6速MT車となる。なお、給油1〜2回毎にAdblue（アドブルー）と呼ばれる尿素水溶液を補給する必要がある。

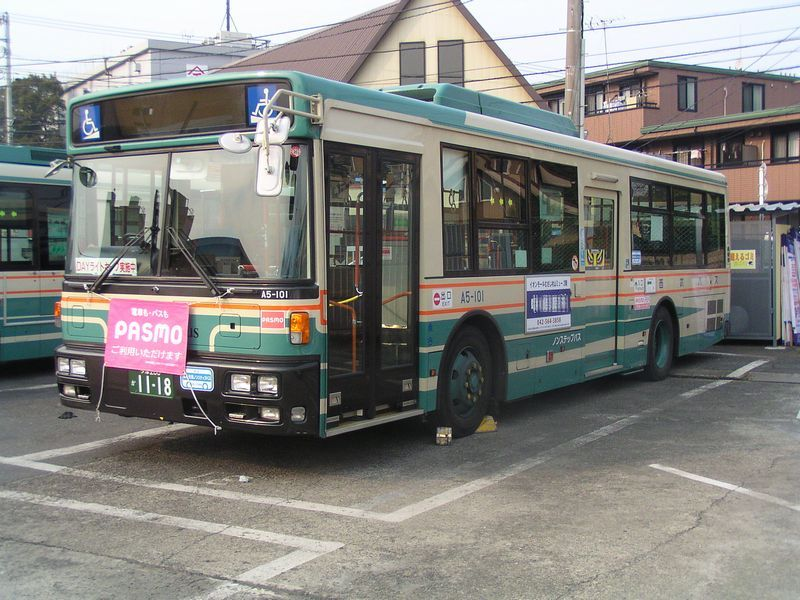
ノンステップバス ADG-RA273KAN 西武バス
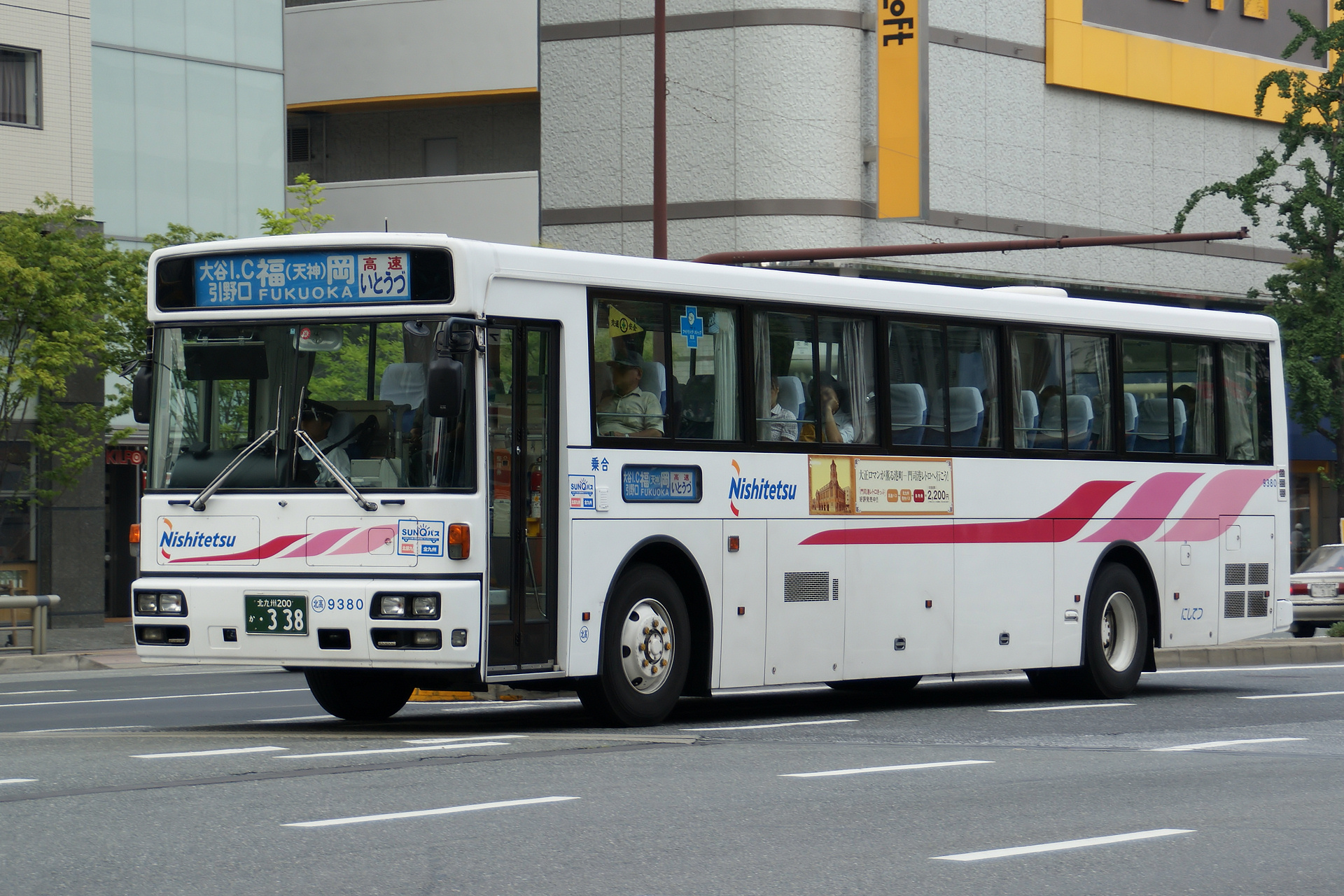
標準床（高速仕様） ADG-RA273TAN 西日本鉄道
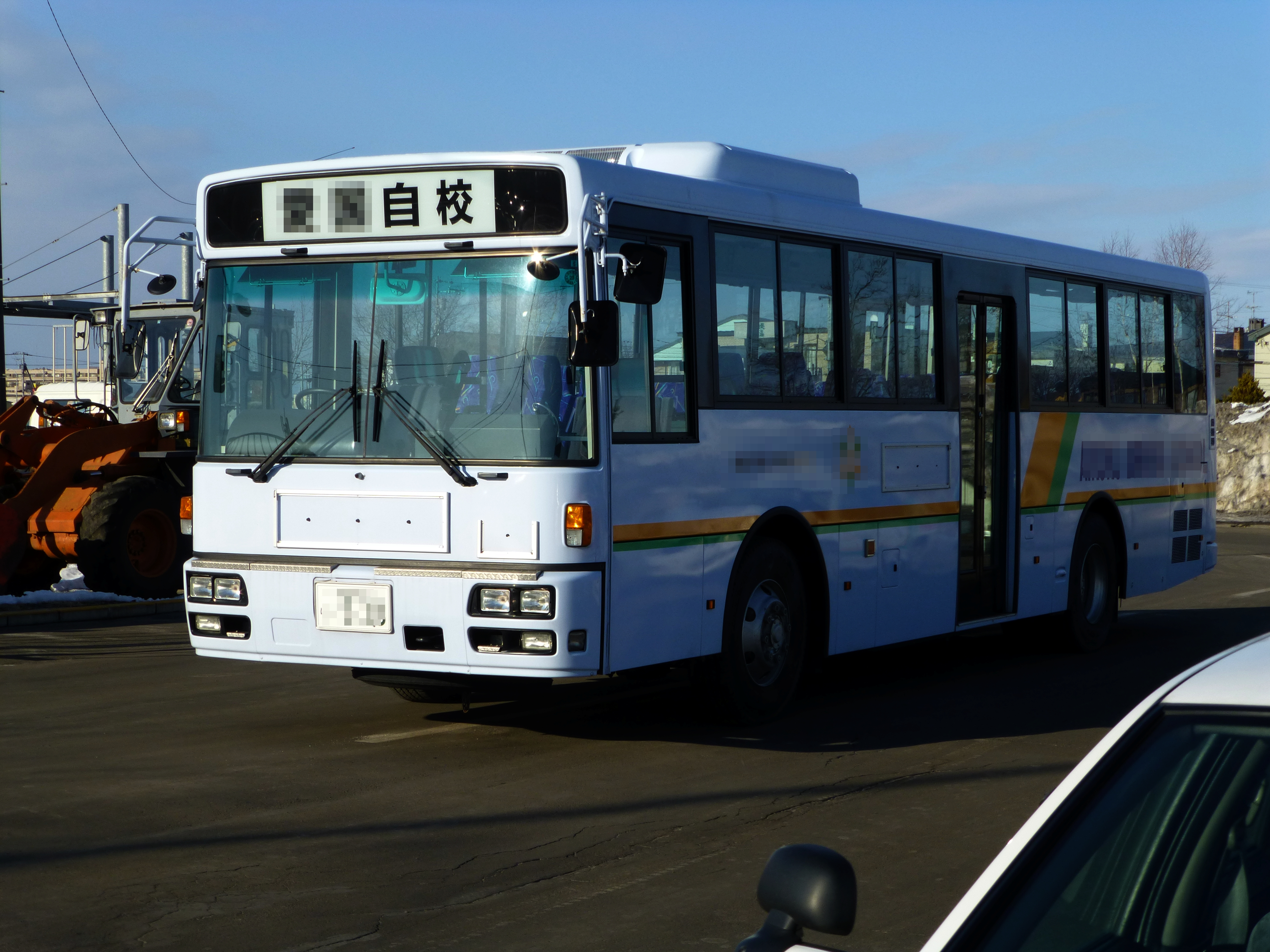
標準床（教習車仕様） ADG-RA273MAN改 OD6速MT車
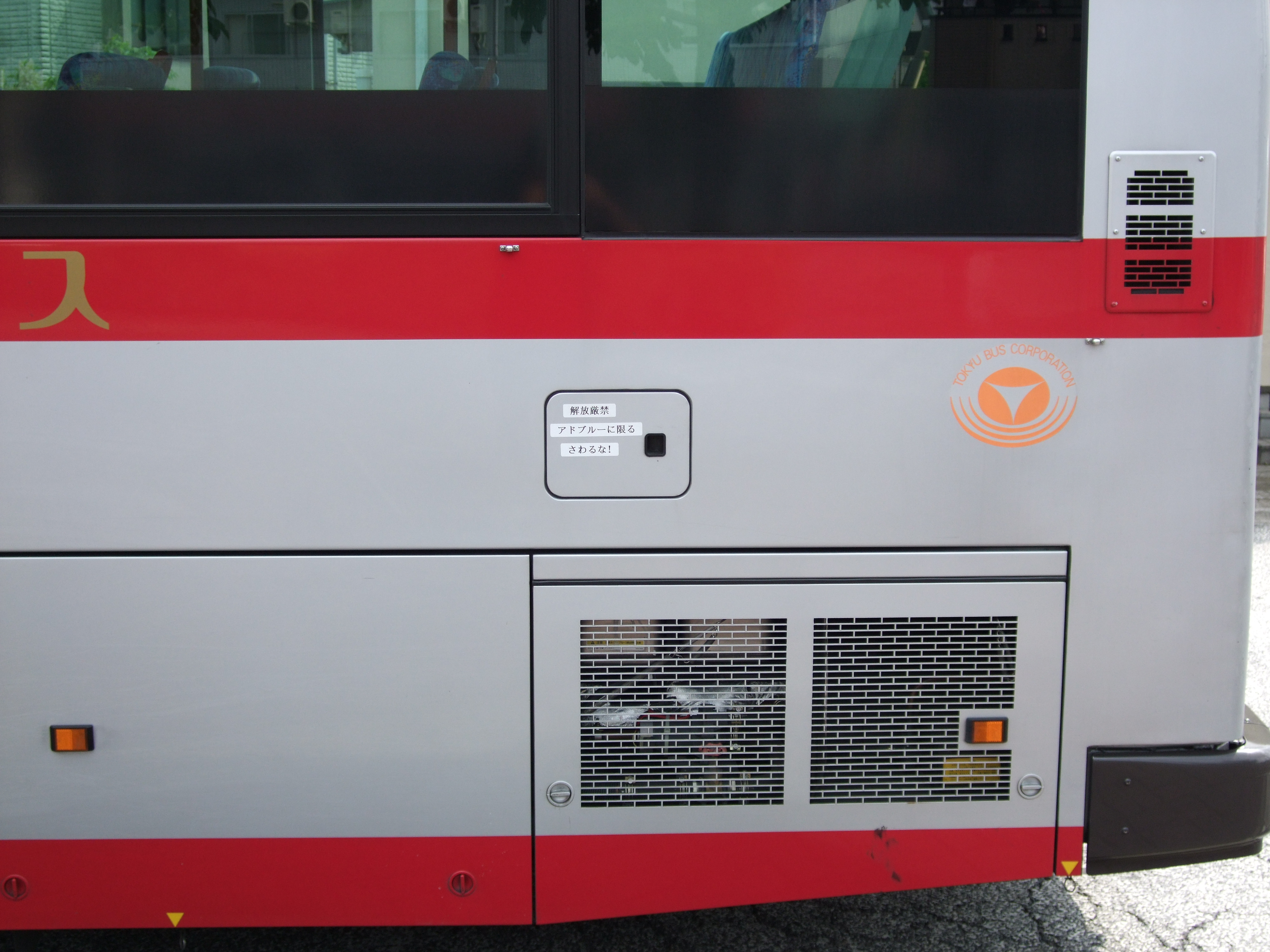
アドブルー補給口 東急バス

### PKG-RA274A系/PDG-RA273A系
2006年6月、路線用5速MT車と自家用仕様6速MT車の一部（T尺のみ）が平成27年燃費基準達成をしたPKG-RA274A系になった。国内初の重量車燃費基準達成車となった。また、併せて新長期規制に対してPMの10%減を達成している。
一方、自家用T尺以外の6速MT車と5速ATノンステップ車に関してはエアロスター-S（後述）とともに2007年9月ころにマイナーチェンジされ、新長期規制に対してPMの10%減のみを達成し、PDG-RA273A系になった。
前モデル（RA273）と同一型式のMD92TJ型220kW (300PS)であるが、元々RA273発売時から燃費基準をクリアする燃費性能を有していたことから、後述の汎用ランプ搭載車以外は内装・外観ともにRA273系とほとんど変わらず、リアウインドウの左下にあるステッカーくらいしか判別材料がない。PKG-RA274A系は「平成27年度燃費基準達成車」の緑色のステッカーで識別可能。また、2006年12月以降の新車には、新たに「燃費基準達成」の緑色のステッカーの上に「低排出ガス重量車 PM10%低減」の青色のステッカーが追加されているため、こちらでも判別可能である。また、変速機も前モデルと同様であることから直結5MT、OD付き6MTとZF製OD付き5ATの設定である。
スペースランナーA（PKG-AP系）と異なり、OD付き5MTの設定はない。また、5速AT車にはP尺が設定されていない。
その後、スペースランナーRM/JP (PDG-)・エアロミディ-S発売とほぼ同時期の2008年1月より、バルブ交換の容易化のため、リアランプが縦型テールランプから、三菱ふそうエアロスター（MP系）と同じ、ゴールドキング製の汎用ランプに変更された。

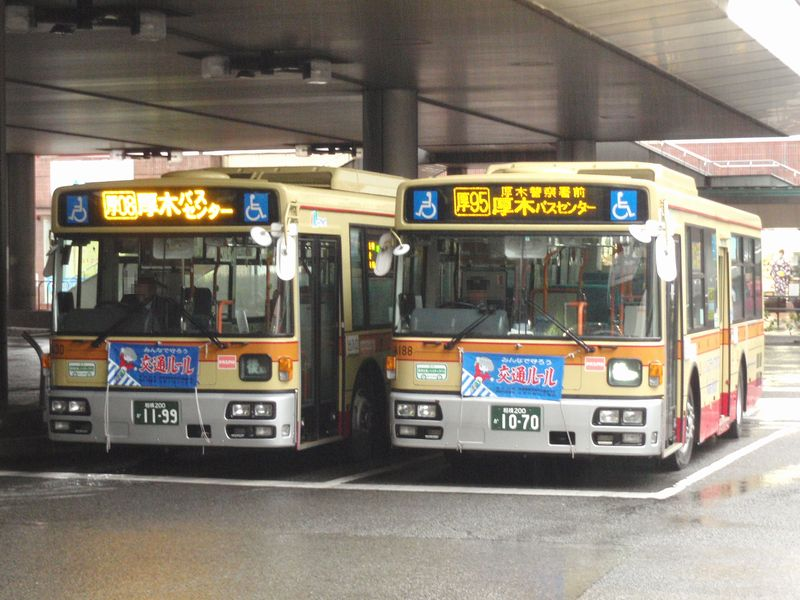
スペースランナーRA (左: PKG-RA274KAN)とエアロスター-S (右: PKG-AA274KAN)は、外観に全くと言っていいほど差異がない (神奈川中央交通)

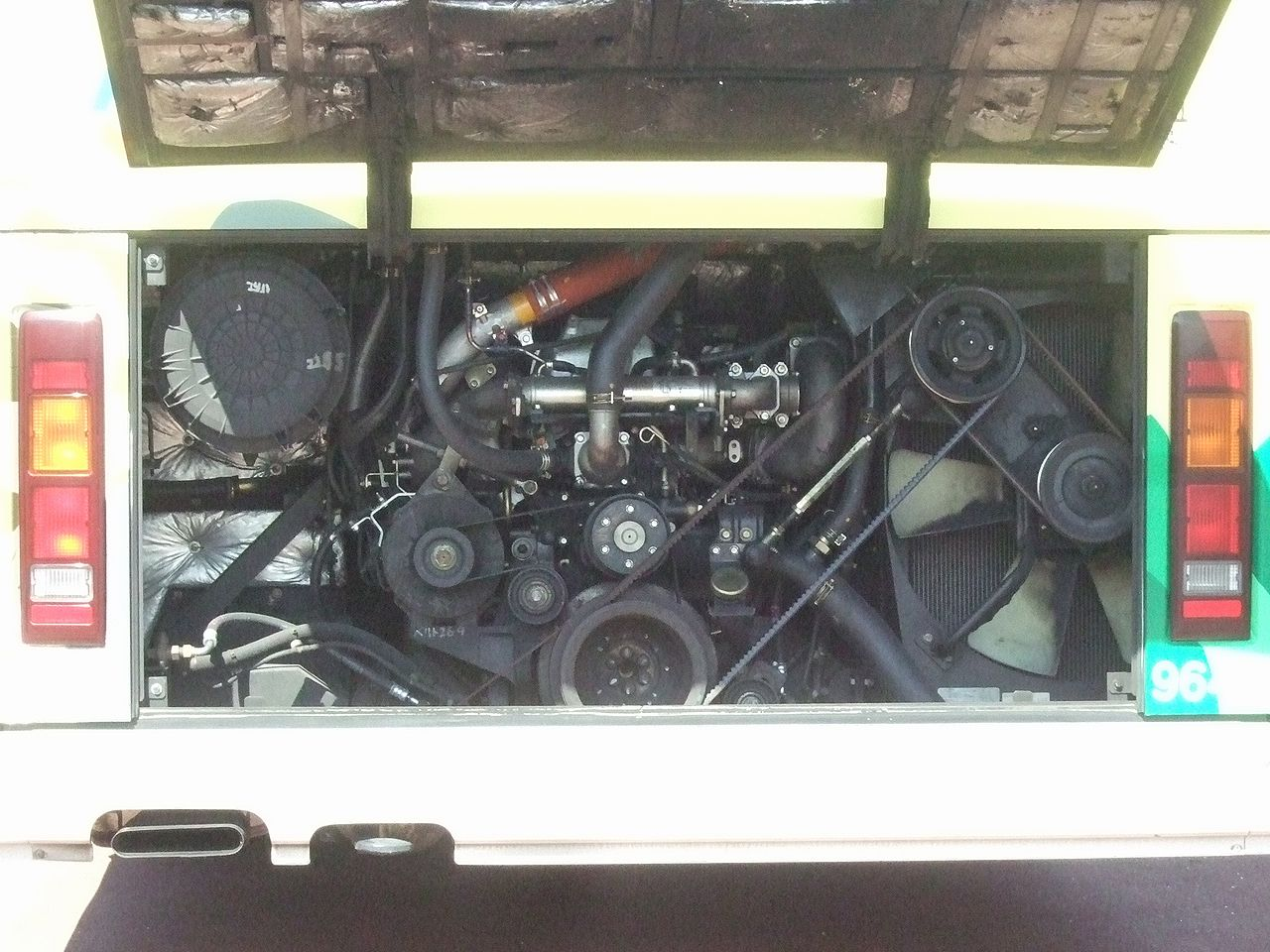
PKG-RA274MANエンジン
西日本鉄道

なお、日産ディーゼル工業と三菱ふそうトラック・バスがバス事業における提携を発表したことにより、ノンステップバスは、2007年5月21日より、エアロスター-Sとして、三菱ふそうにOEM供給されている（PKG-AA274A系など、AA系となる）。また国土交通省には自家用型式のT尺も認可されている（提携の詳細はこちらを参照のこと）。
2010年10月に施行される、平成22年排出ガス規制には適合しておらず、10月に同車のボディーメーカーである西日本車体工業が解散したことにより、8月末をもって製造を終了した。
|                       | WB4.8m       | WB5.3m       | WB5.8m       | WB6.5m       |
| --------------------- | ------------ | ------------ | ------------ | ------------ |
| 5速MT路線用           | PKG-RA274KAN | PKG-RA274MAN | PKG-RA274PAN |              |
| 5速AT路線用           | PDG-RA273KAN | PDG-RA273MAN |              |              |
| 6速MT高速用 6MT自家用 | PDG-RA273KAN | PDG-RA273MAN | PDG-RA273PAN | PKG-RA274TAN |

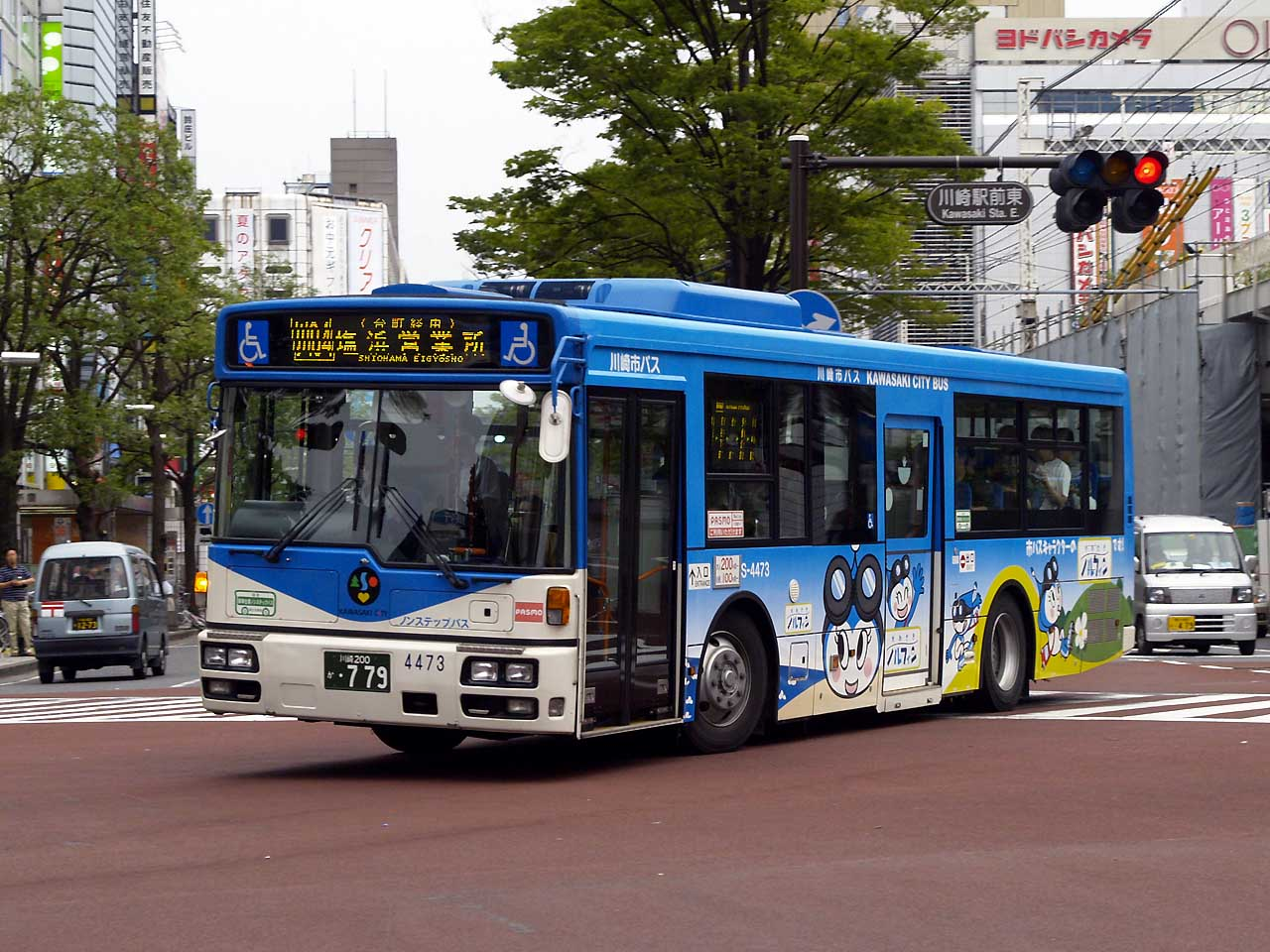
ノンステップバス PKG-RA274KAN 川崎市交通局
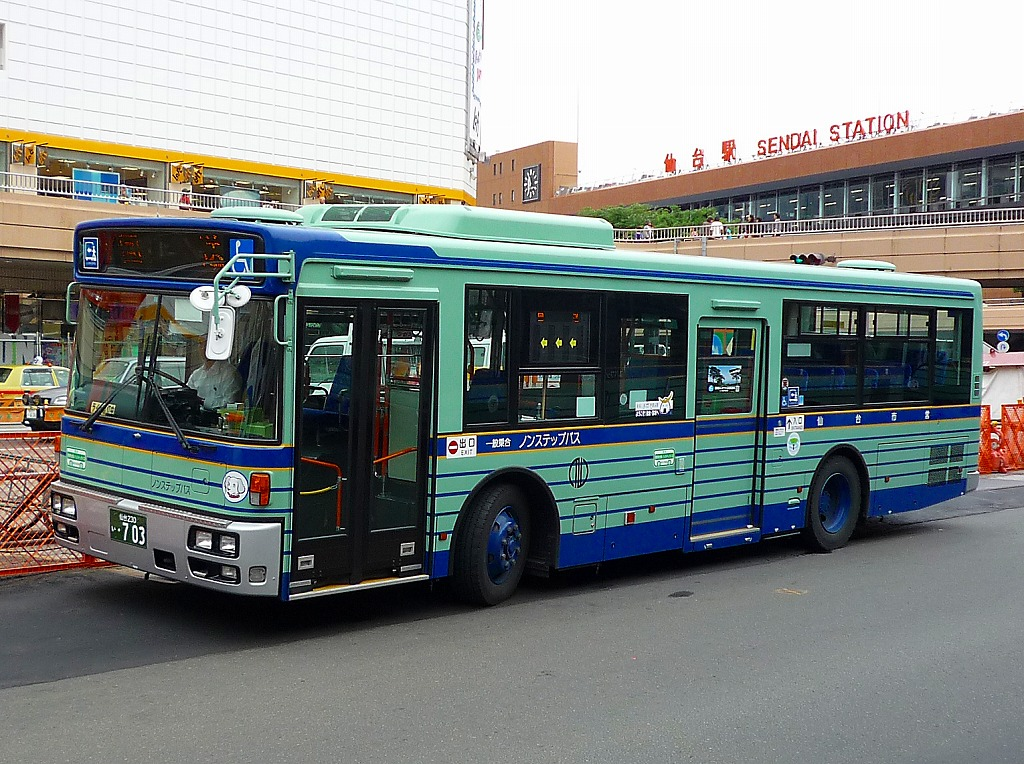
ノンステップバス PKG-RA274KAN 仙台市交通局
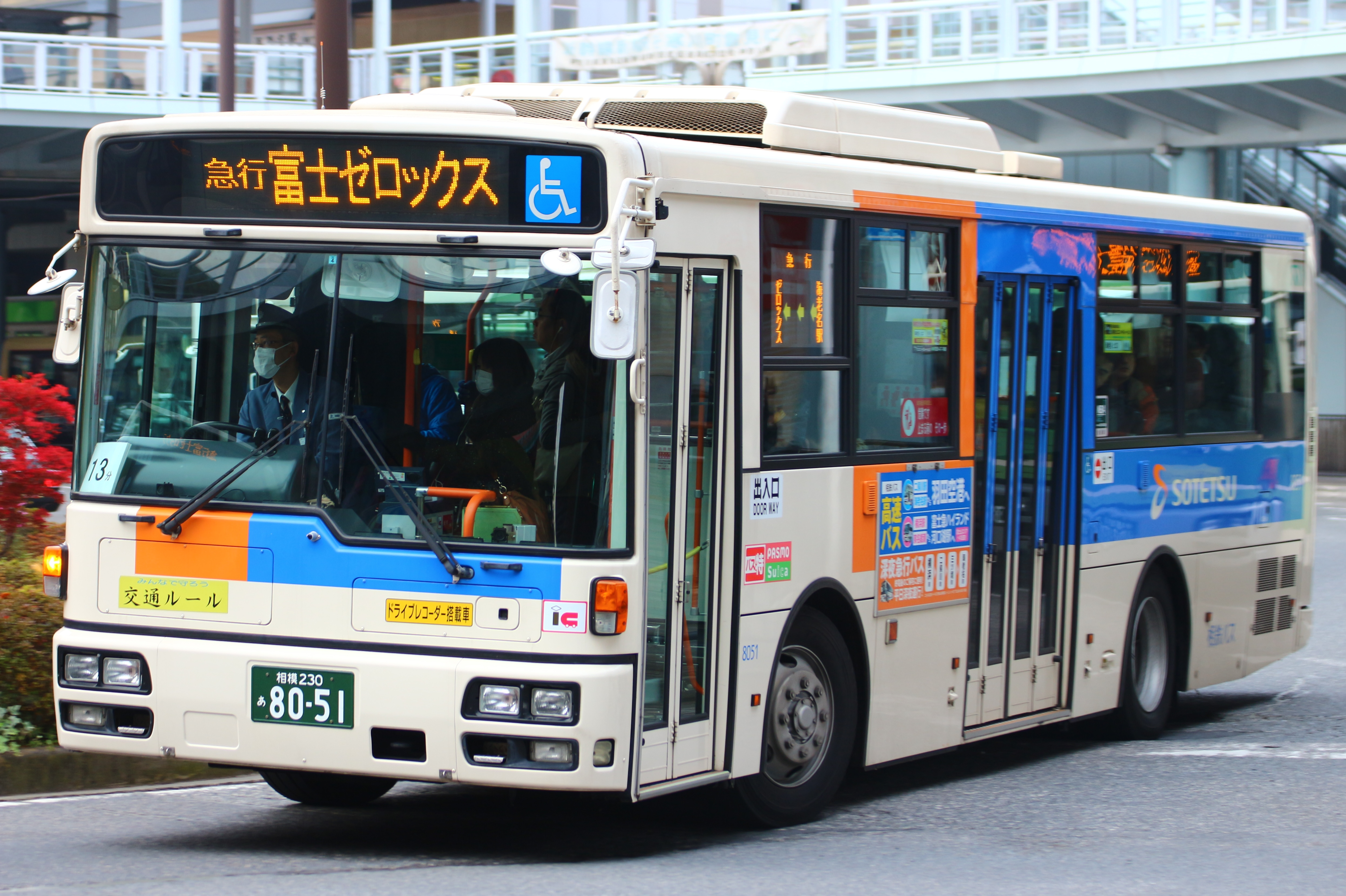
ワンステップバス PKG-RA274KAN 相鉄バス
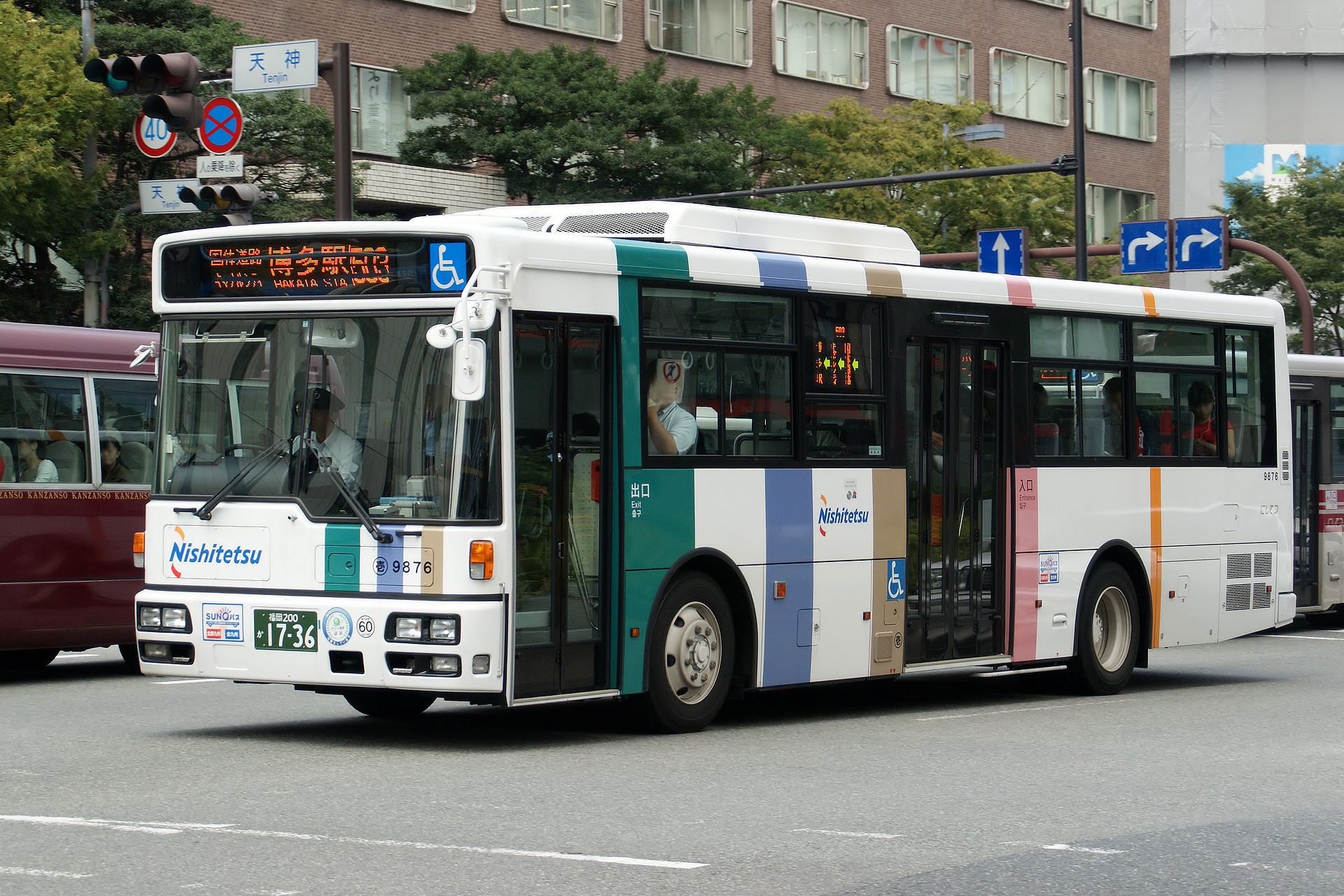
ワンステップバス PKG-RA274MAN 西日本鉄道
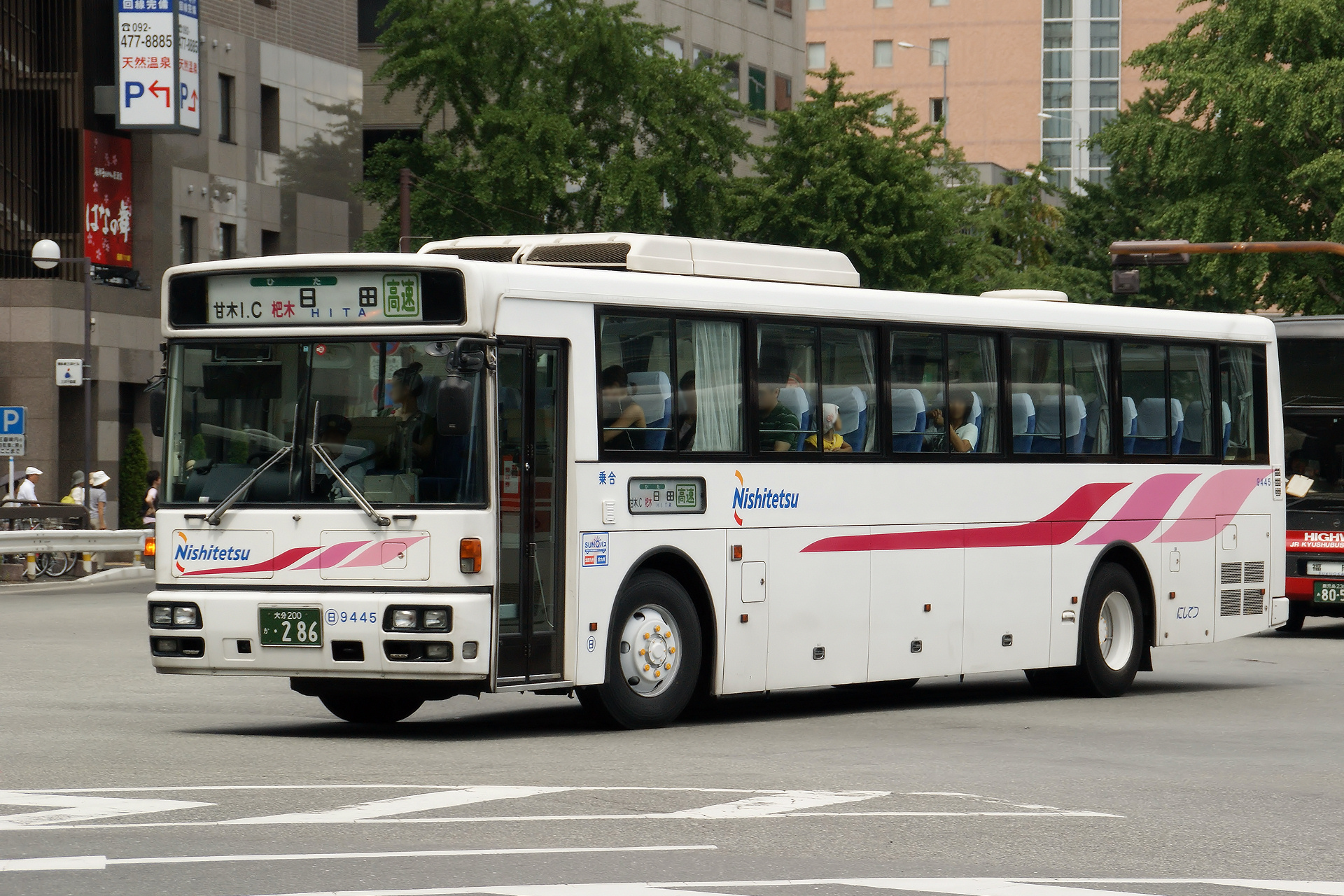
標準床車（高速仕様） PKG-RA274TAN 西日本鉄道
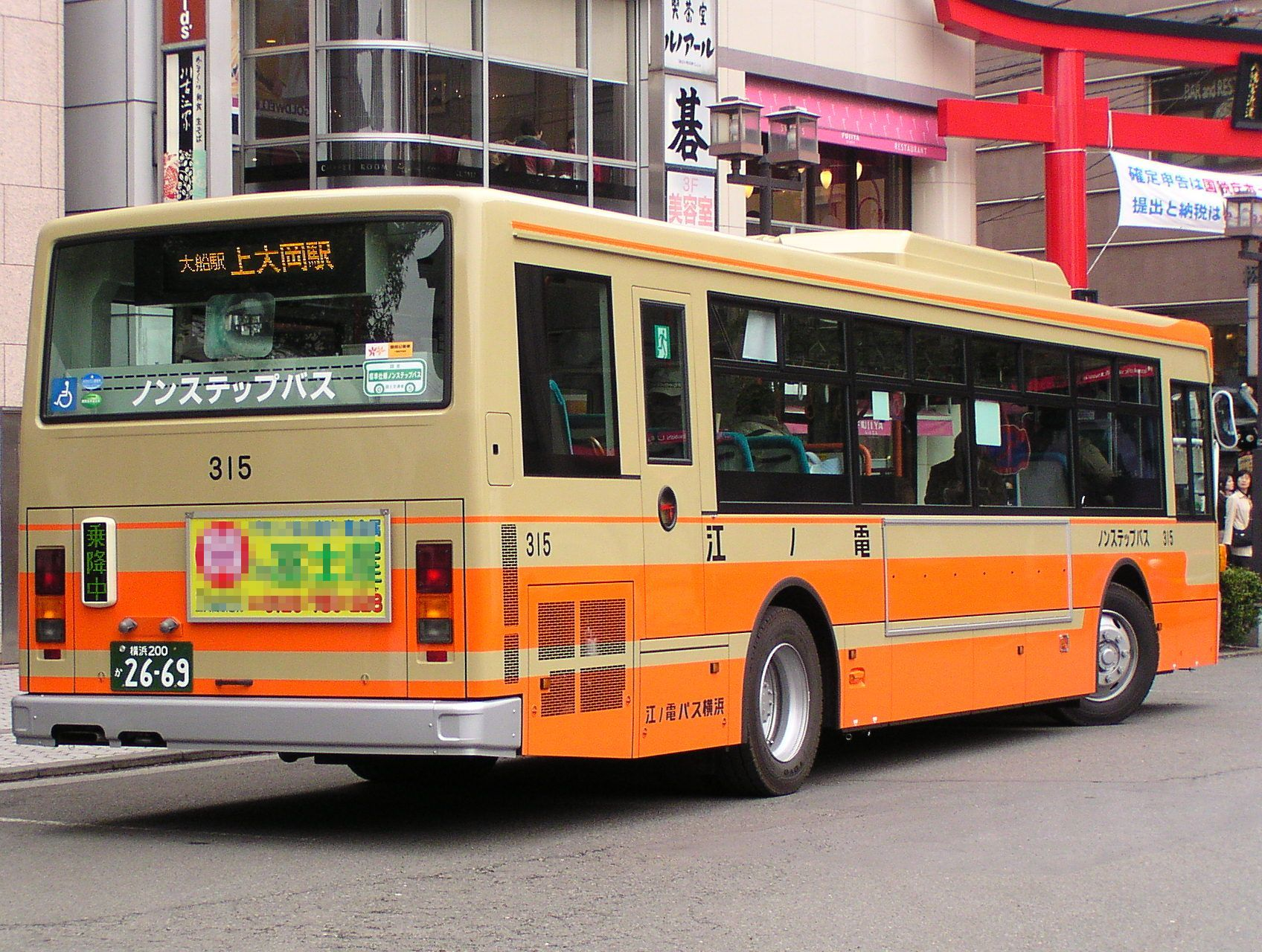
汎用ランプ搭載車 PKG-RA274MAN 江ノ島電鉄（車体後部）
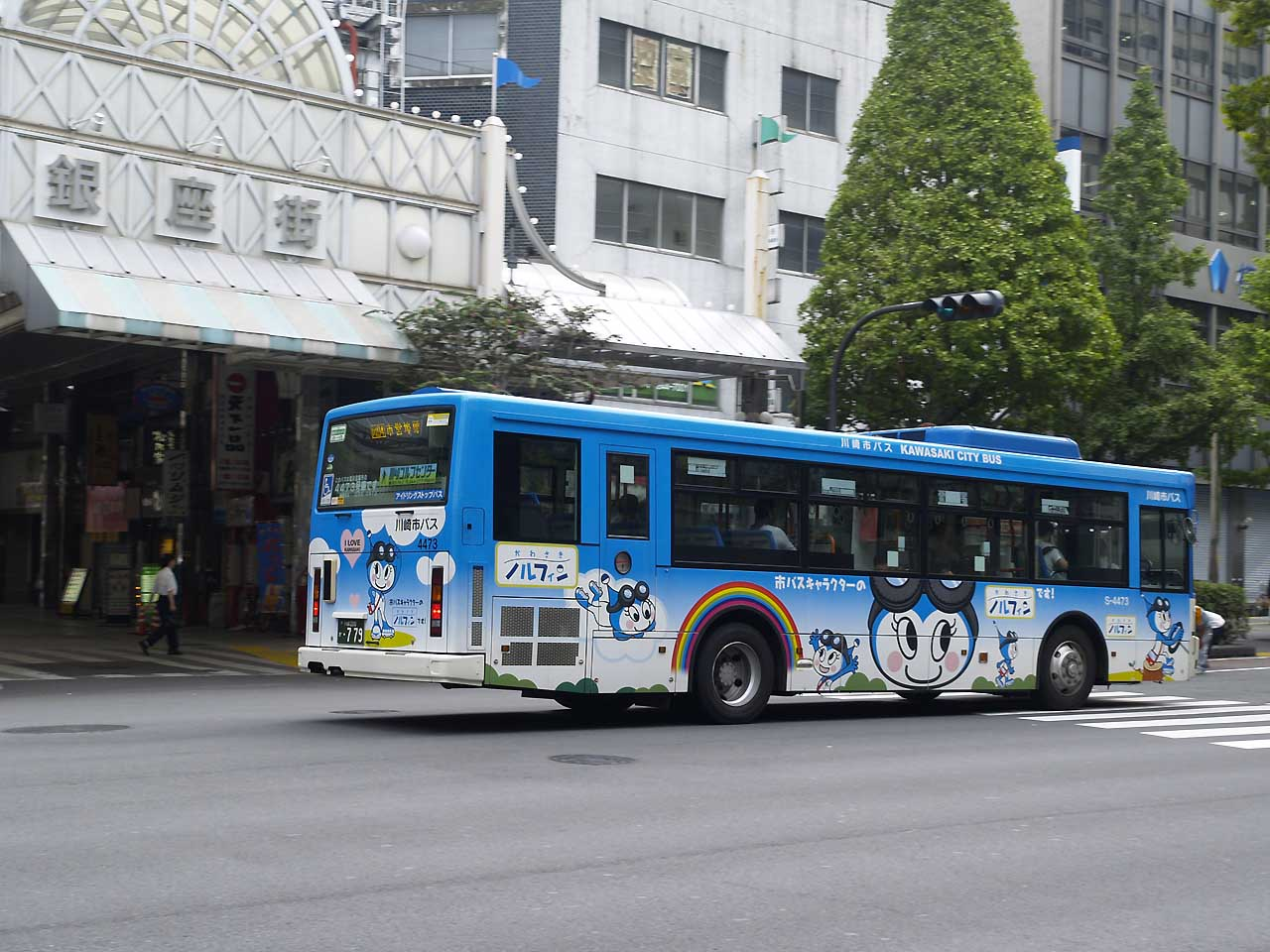
ノンステップバス PKG-RA274KAN 川崎市交通局（車体後部）

## スペースランナーA（AP系）
こちらはUA系と同じくリアアンダーフロアエンジンの「縦置き横倒し」が採用されている。
三菱ふそう・エアロスター（2代目）のOEM供給車である。車体は三菱ふそうバス製造 (MFBM) 製であり、窓ガラスには旭硝子のロゴ上に三菱グループの「スリーダイヤ」が彫られている。また自家用ツーステップにはホイールベース4.8m車（K尺）は設定されていない。

### PKG-AP35U系
2007年10月30日に発売された。三菱ふそう・エアロスター（2代目）のPKG-MP系が日産ディーゼル（UDトラックス）にOEM供給されるものだが、エンジンはFLENDSを用いた日デ製のMD92エンジンが用いられている。エンジンそのものは日デ製であるが、ハンドルのエンブレムを除き、運転席などはUDからのOEMでない三菱ふそう車と同じである。
| 西武バスPKG-AP35UM型車A9-361号車内。後部の座席は2&1の座席配置となっている |  | ハンドルのエンブレム以外、OEM供給元の三菱ふそう車と同じである |
| 西武バスPKG-AP35UM型車A9-361号車内。後部の座席は2&1の座席配置となっている |  | ハンドルのエンブレム以外、OEM供給元の三菱ふそう車と同じである |

| スペースランナーA（左・PKG-AP35UM）とエアロスター（右・PKG-MP35UM）は外観上は全くと言っていいほど差異がない |  | スペースランナーA（左・PKG-AP35UM）とエアロスター（右・PKG-MP35UM）は外観上は全くと言っていいほど差異がない |
| スペースランナーA（左・PKG-AP35UM）とエアロスター（右・PKG-MP35UM）は外観上は全くと言っていいほど差異がない |  | |

5速MTのみの販売であるが、RA系には設定がなかったOD付き5速仕様が、UA系以来久々に設定された。なお直結5速仕様も選択できるがUA系同様オプションである。
エアロスター（PKG-MP系）にはノンステップ車が2009年4月16日に追加設定されたが、スペースランナーA（PKG-AP系）はワンステップ車および自家用ツーステップ車のみの販売であった。
|                    | WB4.8m     | WB5.3m     | WB6.0m     |
| ------------------ | ---------- | ---------- | ---------- |
| ワンステップ       | PKG-AP35UK | PKG-AP35UM | PKG-AP35UP |
| 自家用ツーステップ |            | PKG-AP35UM | PKG-AP35UP |

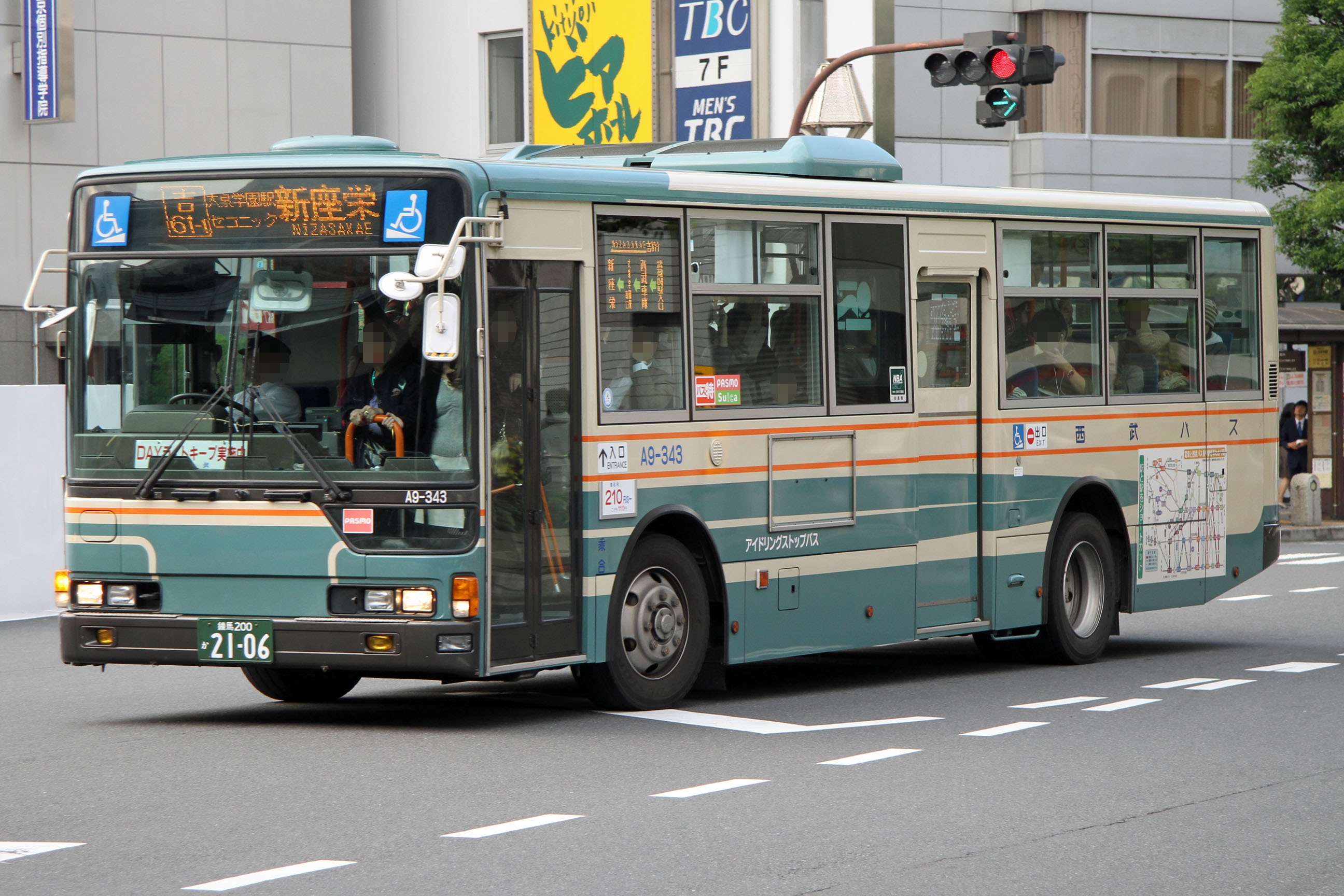
ワンステップバス PKG-AP35UM 西武バス
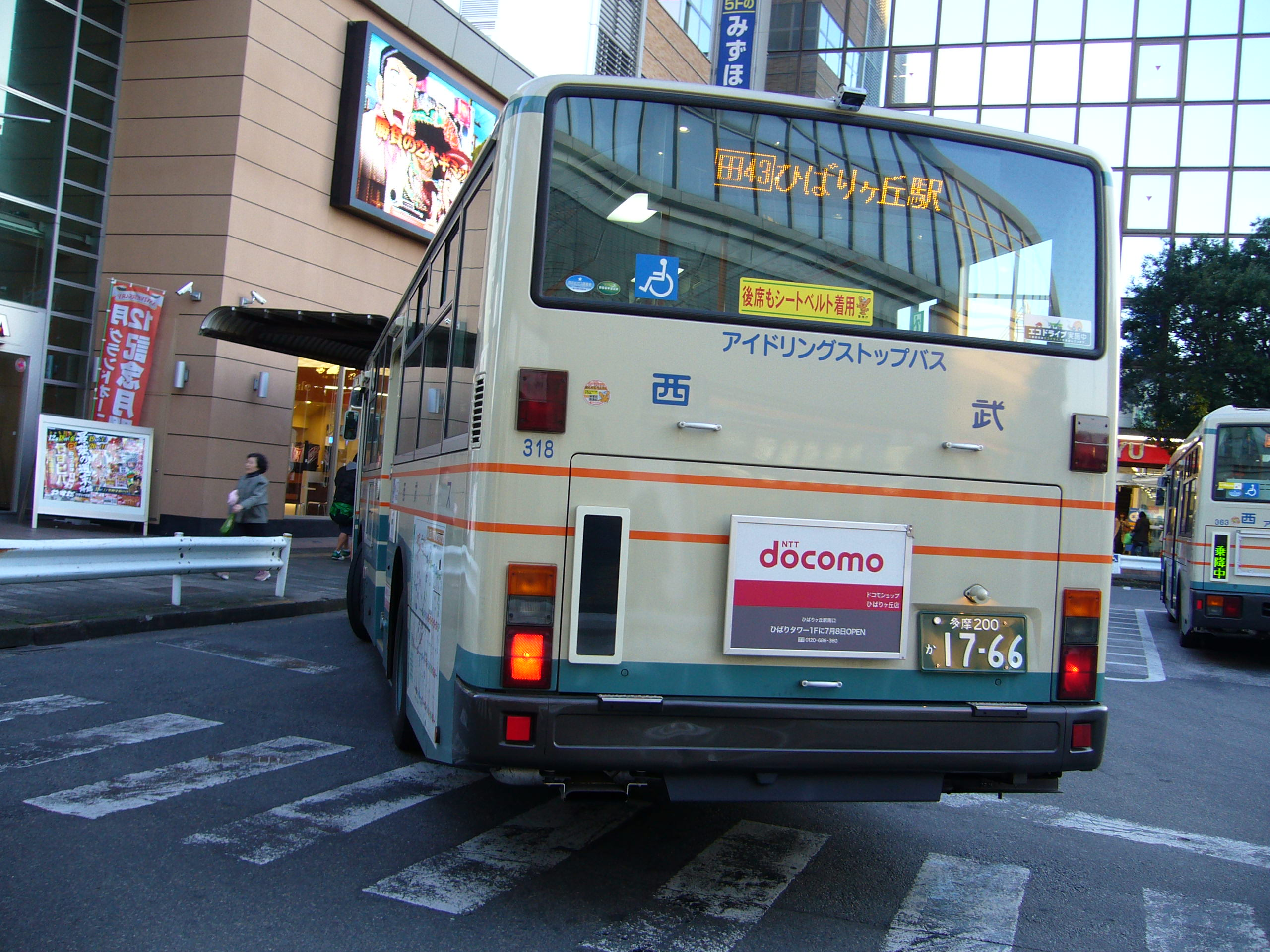
ワンステップバス （補助ブレーキランプ搭載車） PKG-AP35UK 西武バス（車体後部）

### LKG-AP35F系/LKG-AP37F系
2010年5月27日、平成21年排出ガス規制（ポスト新長期規制）及び重量車燃費基準適合車として発売。平成17年排出ガス規制（新長期規制）基準値に対して、窒素酸化物（NOx）の65%低減、粒子状物質（PM）の63%低減を達成している。
エンジンが三菱ふそう製6M60に変更され排気量が減少（9.2L→7.5L）、可変ノズルベーン式ターボを採用。排ガス浄化機構は尿素SCR触媒に加え再生制御式PM低減装置を組み合わせている。
トランスミッションは前モデル（PKG-AP系）の5速MTが廃止され、6速ATに変更された。UDトラックス製大型バスのATでは従来ZF製が採用されてきたが、当モデルではアリソン製が採用された。
本モデルよりスペースランナーAにもノンステップ車が供給されるようになった。ノンステップの型式はAP37系となる。ただしホイールベース6.0mは設定なし。RA同様にUAでのFタイプやNタイプではなくGタイプの構造のノンステップバスである。
2010年に三菱ふそうとの提携が終了。その後は提携中の発注分を生産していたが、2011年4月頃に納入が終了し、UDトラックスのバス製造事業はその歴史に幕を閉じた。
|                    | WB4.8m     | WB5.3m     | WB6.0m     |
| ------------------ | ---------- | ---------- | ---------- |
| ノンステップ       | LKG-AP37FK | LKG-AP37FM |            |
| ワンステップ       | LKG-AP35FK | LKG-AP35FM | LKG-AP35FP |
| 自家用ツーステップ |            | LKG-AP35FM | LKG-AP35FP |

## 車体
冒頭にも少し記述したが、U/UA〜UAの車体は富士重工業（富士重工）製と、西日本車体工業（西工）製が存在する。富士重工製は東日本・中日本を中心に全国で、西工製は京都市交通局以西の近畿、山陽、九州地方で導入されていた。
（但し、ごく僅かではあるが、自家用では東日本・中日本でも西工架装車輛を導入した事例がある）。
しかし富士重工が2003年3月をもって車体架装から撤退したあとは、スペースランナーAを除き、全国で西日本車体架装の車輛が導入された。撤退直前の2002年11月には東京都交通局と神奈川中央交通にUA452が投入された。
なお、富士重工撤退以前の東日本・中日本で西工架装車が導入された事例は、自家用・特定輸送用を除くと、1999年に東急バス・横浜市交通局が当時西工でのみ製造していた部分ノンステップ車（KC-UA460HAN改）を導入した例などがある（2000年からは西工製のJPが関東各地で見られるようになった）。
また、富山地方鉄道と宮城交通にそれぞれ1台ずつ西工架装のU-UA系が在籍しているが、これはもともと東日本・中日本地域で自家用バスとして使用されていた車両である。前面形状が京王バスのU-JP211NTNに準じたものになっているのが特徴である。
ちなみにスペースランナーAの車体は、前述のとおり三菱ふそうバス製造製である。

## 三菱ふそうとの相互OEM供給
前述のとおり、新長期規制に合わせて2007年から日産ディーゼル工業と三菱ふそうトラック・バスは、バス事業における相互提携を行なっていた。そのため、2007年以降に販売された大型路線バスに関しては以下のとおりだった。
当初
- ディーゼル大型路線バスに関しては、エンジンは尿素SCR還元システムを使用した、UD製のエンジンが全車両に採用される。
- ノンステップバスは、当初は西日本車体工業ボディーのUD車に統一となり、UDから三菱ふそうへOEM供給された完成車がエアロスター-Sとして発売された。そのためハイブリッドバスを除いて三菱ふそうバス製造のノンステップバスは一時モデル廃止されていたが、2009年4月16日から三菱ふそうバス製造製のノンステップバスがワンステップバス改造扱いでラインナップに復活し、エアロスター-Sとの併売となった。
- ワンステップバスは、双方が生産。その上で三菱ふそう車がUDへとOEM供給されスペースランナーAとして販売している。
- これまで三菱ふそう・エアロスターにはなかった、自家用のT尺・ノンステップのP尺がエアロスター-Sとして認可されており、このモデルがUDから三菱ふそうへと供給可能である。

2010年前期頃
エアロスターが新長期規制にあわせてマイナーチェンジし、LKG-MP系となったことに伴い、以下のように変化した。
- ノンステップバス・ワンステップバス・自家用ツーステップバスともすべて双方で生産。その上でエアロスターが全モデルともスペースランナーAとして、スペースランナーRAがノンステップモデルのみエアロスター-Sとして併売。
- エンジンは、製造する側のエンジンを搭載（エアロスター・スペースランナーAはふそうエンジン、スペースランナーRA・エアロスター-SはUDエンジン）。ただしいずれもUDトラックスの技術供与を受けた尿素SCRを採用。

2010年後期頃
西日本車体工業での車体生産の終了・解散に伴い、全ての車種が三菱ふそうでの生産となり、そのうえでエアロスターが全モデルともスペースランナーAとして販売される。UDトラックスから三菱ふそうへの供給は、バス車体の製造が終了したため行なわない。
- エンジンは三菱ふそうのエンジンを搭載。尿素SCRの採用は変わらず。

## 販売終了、バス事業からの撤退
2010年10月29日付で、三菱ふそうとの合弁会社設立に向けた協議およびOEM供給の打ち切りが発表された。これにより、スペースランナーAの発注受付が終了した。
UDトラックスは2011年4月に最終納入分を納入し販売終了。その後輸入バス販売を模索するも断念し、この2011年をもってバス事業からそのまま撤退した。